# Campionat del món d'escacs de 2021
El campionat del món d'escacs 2021 es disputà en forma de matx entre l'actual campió del món Magnus Carlsen i el guanyador del Torneig de Candidats 2020-2021, Ian Nepómniasxi. El torneig es dugué a terme a Dubai, Emirats Àrabs Units, entre el 24 de novembre i el 10 de desembre. En teoria, els matxos pels Campionats del món es fan cada dos anys i aquest, estava previst per la tardor del 2020, però per culpa de la pandèmia de la COVID-19, el Torneig de Candidats es va haver d'ajornar i, conseqüentment, el matx pel títol mundial quedà ajornat. Carlsen va guanyar el matx i va retenir el títol, guanyant tres de les quatres últimes partides, dues d'elles amb negres, per acabar vencent amb quatre punts de marge.

## Torneig de Candidats
Article principal: Torneig de Candidats 2020-2021
El reptador pel títol mundial, Ian Nepómniasxi, es decidí al Torneig de Candidats, un torneig de 8 jugadors en format de lliga a doble volta a Iekaterinburg. Aquest torneig començà el 15 de març de 2020 i havia d'acabar el 5 d'abril. El 26 de març després d'haver fet la primera volta es va ajornar el torneig per culpa de la pandèmia de la COVID-19. La segona volta començà el dia 19 d'abril de 2021, cosa que fa que el Torneig de Candidats 2020-2021 sigui el més llarg de la història.
Els classificats pel torneig foren:
| Ruta de classificació                                      | Jugador                                                                               |
| ---------------------------------------------------------- | ------------------------------------------------------------------------------------- |
| Subcampìó mundial 2018                                     | Fabiano Caruana                                                                       |
| Finalistes de la Copa del Món d'escacs 2019                | Teimur Radjàbov (Campió) Va decidir no jugar per la situació pandèmica de la COVID-19 |
| Finalistes de la Copa del Món d'escacs 2019                | Ding Liren (Subcampió)                                                                |
| Campió Gran Torneig Suís de la FIDE de 2019                | Wang Hao                                                                              |
| Primer i segon classificats del Grand Prix de la FIDE 2019 | Aleksandr Grisxuk                                                                     |
| Primer i segon classificats del Grand Prix de la FIDE 2019 | Ian Nepómniasxi                                                                       |
| Jugador amb més ELO dels que no s'han classificat          | Anish Giri                                                                            |
| Jugador amb més ELO dels que no s'han classificat          | Maxime Vachier-Lagrave Entra en substitució de Radjabov.                              |
| Carta d'invitació                                          | Kiril Alekséienko                                                                     |

Si un o més jugadors declinessin la invitació per jugar el Torneig de Candidats, es classificarien els següents jugadors amb millor ràting mitjà. El 6 de març de 2020 Teimour Radjabov va renunciar a causa de les seves preocupacions per la pandèmia COVID-19, i aquesta regla va servir per selecciona Maxime Vachier-Lagrave en lloc seu.

### Resultats
| Lloc | Nom                    | Elo  | JN  | MVL | AGi | FC  | DL  | AGr | KA  | WH  | Pts. | TB |
| ---- | ---------------------- | ---- | --- | --- | --- | --- | --- | --- | --- | --- | ---- | -- |
| 1    | Ian Nepómniasxi        | 2774 | –   | 0 ½ | 1 ½ | ½ ½ | 1 0 | ½ ½ | ½ 1 | 1 1 | 8½   |    |
| 2    | Maxime Vachier-Lagrave | 2767 | 1 ½ | –   | ½ ½ | ½ 0 | 1 ½ | ½ 0 | ½ 1 | ½ 1 | 8    |    |
| 3    | Anish Giri             | 2763 | 0 ½ | ½ ½ | –   | ½ 1 | ½ 1 | ½ 0 | 1 0 | ½ 1 | 7½   | 1½ |
| 4    | Fabiano Caruana        | 2842 | ½ ½ | ½ 1 | ½ 0 | –   | 0 ½ | ½ ½ | 1 ½ | ½ 1 | 7½   | ½  |
| 5    | Ding Liren             | 2805 | 0 1 | 0 ½ | ½ 0 | 1 ½ | –   | ½ 1 | ½ 1 | 0 ½ | 7    | 1½ |
| 6    | Aleksandr Grisxuk      | 2774 | ½ ½ | ½ 1 | ½ 1 | ½ ½ | ½ 0 | –   | ½ 0 | ½ ½ | 7    | ½  |
| 7    | Kirill Alekseenko      | 2698 | ½ 0 | ½ 0 | 0 1 | 0 ½ | ½ 0 | ½ 1 | –   | ½ ½ | 5½   |    |
| 8    | Wang Hao               | 2762 | 0 0 | ½ 0 | ½ 0 | ½ 0 | 1 ½ | ½ ½ | ½ ½ | –   | 5    |    |

## Matx pel títol mundial

### Organització
Els drets d'organització pertanyen a World Chess, el soci comercial de la FIDE.
El matx és al millor de 14 partides, amb desempats. Això significa un increment respecte del millor de 12 (com es va disputar cadascun dels campionats del món des del de 2006), i després que les 12 partides del matx anterior el 2018 acabessin en taules.
El 29 de juny de 2020, el matx es va posposar oficialment fins al 2021 a causa de la pandèmia de COVID-19.
La bossa de premis és de 2 milions d'euros, repartida al 60% vs 40% entre guanyador i perdedor. Si el matx acabés empatat després de 14 partides clàssiques, el premi es repartiria al 55% vs 45% a favor del guanyador del desempat.
El primer moviment de cada partida del matx fou escenificat cerimonialment per convidats dels organitzadors. Entre els convidats hi havia el president de la FIDE Arkady Dvorkovich, qui va fer el primer moviment a les partides 1 i 2, l'extennista i guanyadora del Torneig de Roland Garros 2004 Anastassia Mískina a la partida 3, el secretari general del Dubai Sports Council Saeed Hareb a la partida 4, i el ministre de cultura, joventut, i desenvolupament social dels Emirats Àrabs Units, Sheikh Nahyan bin Mubarak Al Nahyan en la partida 5.

### Regles del matx
El control de temps per cada partida és de 120 minuts per les primeres 40 jugades, seguit de 60 minuts per les següents 20 jugades, i finalment 15 minuts per la resta de la partida, amb un increment de 30 segons per jugada a partir de la 61.
El matx consta de 14 partides, i cal una puntuació de mínim 7½ punts per assolir el campionat sense arribar als desempats. Si el marcador estigués empatat després de 14 partides, es jugarien partides de desempat a ritmes més ràpids:
- 4 partides semiràpides de 25 minuts + 10 segons d'increment des de la primera jugada. Si un jugador fes 2½ punts o més, guanyaria el campionat.
- Si continua l'empat després de les semiràpides, es farien 5 mini-matxs de 2 partides blitz a 5 minuts + 3 segons d'increment. Si algun jugador guanya algun dels minimatxs, el desempat acaba i vença el campionat.
- Si tots els 5 minimatxs blitz s'empatessin, es faria una partida Armageddon, en què les negres tenen l'avantatge de l'empat i 4 minuts, mentre les blanques tenen 5 minuts. Hi ha 2 segons d'increment començant a la jugada número 61.

Els jugadors no poden pactar taules abans del 40è moviment de les negres. La reclamació de taules abans només seria permesa per l'àrbitre en cas de triple repetició.

### Resultats dels enfrontaments directes previs
Abans del matx, Nepómniasxi i Carlsen havien jugat 13 partides l'un contra l'altre a ritme clàssic, de les quals Nepómniasxi n'havia guanyat 4 i Carlsen 1, amb 8 taules. La partida més recent, durant el Torneig Norway Chess de 2021, va acabar en taules.
| Enfrontaments directes          | Enfrontaments directes                    | Enfrontaments directes | Enfrontaments directes | Enfrontaments directes   | Enfrontaments directes |
|                                 |                                           | Victòries de Carlsen   | Taules                 | Victòries de Nepómniasxi | Total                  |
| ------------------------------- | ----------------------------------------- | ---------------------- | ---------------------- | ------------------------ | ---------------------- |
| Clàssic                         | Carlsen (blanques) – Nepómniasxi (negres) | 0                      | 5                      | 2                        | 7                      |
| Clàssic                         | Nepómniasxi (blanques) – Carlsen (negres) | 1                      | 3                      | 2                        | 6                      |
| Clàssic                         | Total                                     | 1                      | 8                      | 4                        | 13                     |
| Blitz / semiràpides / exhibició | Blitz / semiràpides / exhibició           | 22                     | 32                     | 10                       | 64                     |
| Total                           | Total                                     | 23                     | 40                     | 14                       | 77                     |

### Lloc
Les candidatures s'havien de presentar no més tard de l'1 de març de 2019 a World Chess, i la inspecció de les seus proposades s'havia de fer entre l'1 de juliol i el 15 d'agost de 2019.
El 2018 van mostrar interès Mònaco i Viena, tot i que finalment no es va concretar. Stavanger, Noruega va anunciar candidatura el març de 2019, però va renunciar el juny de 2019, després que Carlsen expressés dubtes sobre jugar el matx a Noruega. El novembre de 2019, el president de la FIDE Arkady Dvorkovich va anunciar que la FIDE havia rebut candidatures de Dubai i l'Argentina per hostatjar el matx. El febrer de 2020, Dvorkovich va anunciar que el matx es jugaria a Dubai.
El gener de 2021, la FIDE va anunciar que el matx es disputaria entre el 24 de novembre i el 16 de desembre de 2021 a Dubai, com a part de l'Expo 2020.

### Sancions contra Rússia
A causa de les sancions de l'WADA contra Rússia, la FIDE va confirmar que Nepómniasxi no competiria sota bandera russa, sinó que seria un competidor neutral sota bandera de la Federació Russa d'Escacs. Les sancions eren d'aplicació només al matx pel Campionat del món, no als altres esdeveniments de la FIDE com ara el Torneig de Candidats. El Tribunal d'Arbitratge de l'Esport va prohibir a Rússia competir en els campionats del món, i la mesura es va implementar per la WADA en resposta al programa estatal de dopatge dels atletes russos.
Abans de començar la primera partida, la WADA va dir que les sancions impedien la FIDE de fer servir la bandera inicialment prevista, amb el nom sencer de la federació russa, "Chess Federation of Russia", llavors la FIDE va canviar la bandera per una altra amb només les inicials "CFR".

### Segons
Nepómniasxi té com a segons Sergey Yanovsky, Vladimir Potkin i Serguei Kariakin. Els segons de Carlsen no s'han fet públics, tot i que es creu que Peter Heine Nielsen i Laurent Fressinet estan treballant per a ell.

### Calendari i resultats
Els dies de partida estan ombrejats. Les partides comencen a les 16:30 hora local (GST), que serien les 12:30 UTC.
Els colors es varen sortejar a la cerimònia d'obertura: Nepómniasxi va rebre blanques en la primera partida. Els colors s'anirien alternant a continuacio, amb Nepomniatchi jugant amb blanques en totes les partides senars, i Carlsen jugant amb blanques a totes les parells.
| Data                   | Esdeveniment                             |
| ---------------------- | ---------------------------------------- |
| Dimecres, 24 novembre  | Cerimònia d'obertura                     |
| Dijous, 25 novembre    | Dia pels mitjans                         |
| Divendres, 26 novembre | Partida 1                                |
| Dissabte, 27 novembre  | Partida 2                                |
| Diumenge, 28 novembre  | Partida 3                                |
| Dilluns, 29 novembre   | Dia de descans                           |
| Dimarts, 30 novembre   | Partida 4                                |
| Dimecres, 1 desembre   | Partida 5                                |
| Dijous, 2 desembre     | Dia de descans                           |
| Divendres, 3 desembre  | Partida 6                                |
| Dissabte, 4 desembre   | Partida 7                                |
| Diumenge, 5 desembre   | Partida 8                                |
| Dilluns, 6 desembre    | Dia de descans                           |
| Dimarts, 7 desembre    | Partida 9                                |
| Dimecres, 8 desembre   | Partida 10                               |
| Dijous, 9 desembre     | Dia de descans                           |
| Divendres, 10 desembre | Partida 11                               |
| Dissabte, 11 desembre  | Partida 12 (no calgué)                   |
| Diumenge, 12 desembre  | Partida 13 (no calgué)                   |
| Dilluns, 13 desembre   | Dia de descans                           |
| Dimarts, 14 desembre   | Partida 14 (no calgué)                   |
| Dimecres, 15 desembre  | Desempats o cerimònia de cloenda         |
| Dijous, 16 desembre    | Cerimònia de cloenda en cas de desempats |

|                       | Ràting | Partides | Partides | Partides | Partides | Partides | Partides | Partides | Partides | Partides | Partides | Partides | Partides     | Partides     | Partides     | Punts |
| 1                     | Ràting | 2        | 3        | 4        | 5        | 6        | 7        | 8        | 9        | 10       | 11       | 12       | 13           | 14           |              | Punts |
| --------------------- | ------ | -------- | -------- | -------- | -------- | -------- | -------- | -------- | -------- | -------- | -------- | -------- | ------------ | ------------ | ------------ | ----- |
| Ian Nepómniasxi (FRE) | 2782   | ½        | ½        | ½        | ½        | ½        | 0        | ½        | 0        | 0        | ½        | 0        | No calgueren | No calgueren | No calgueren | 3½    |
| Magnus Carlsen (NOR)  | 2855   | ½        | ½        | ½        | ½        | ½        | 1        | ½        | 1        | 1        | ½        | 1        | No calgueren | No calgueren | No calgueren | 7½    |

### Partides clàssiques

#### Partida 1: Nepómniasxi–Carlsen, ½–½
|   | a | b | c | d | e | f | g | h |   |
| 8 | b7 negres torre · h7 negres peó · a6 negres peó · c6 negres torre · e6 negres cavall · f6 negres rei · g6 negres peó · c5 negres peó · f5 negres peó · h4 blanques peó · c3 blanques peó · d3 blanques peó · e3 blanques cavall · f3 blanques peó · c2 blanques rei · f2 blanques peó · a1 blanques torre · e1 blanques torre | b7 negres torre · h7 negres peó · a6 negres peó · c6 negres torre · e6 negres cavall · f6 negres rei · g6 negres peó · c5 negres peó · f5 negres peó · h4 blanques peó · c3 blanques peó · d3 blanques peó · e3 blanques cavall · f3 blanques peó · c2 blanques rei · f2 blanques peó · a1 blanques torre · e1 blanques torre | b7 negres torre · h7 negres peó · a6 negres peó · c6 negres torre · e6 negres cavall · f6 negres rei · g6 negres peó · c5 negres peó · f5 negres peó · h4 blanques peó · c3 blanques peó · d3 blanques peó · e3 blanques cavall · f3 blanques peó · c2 blanques rei · f2 blanques peó · a1 blanques torre · e1 blanques torre | b7 negres torre · h7 negres peó · a6 negres peó · c6 negres torre · e6 negres cavall · f6 negres rei · g6 negres peó · c5 negres peó · f5 negres peó · h4 blanques peó · c3 blanques peó · d3 blanques peó · e3 blanques cavall · f3 blanques peó · c2 blanques rei · f2 blanques peó · a1 blanques torre · e1 blanques torre | b7 negres torre · h7 negres peó · a6 negres peó · c6 negres torre · e6 negres cavall · f6 negres rei · g6 negres peó · c5 negres peó · f5 negres peó · h4 blanques peó · c3 blanques peó · d3 blanques peó · e3 blanques cavall · f3 blanques peó · c2 blanques rei · f2 blanques peó · a1 blanques torre · e1 blanques torre | b7 negres torre · h7 negres peó · a6 negres peó · c6 negres torre · e6 negres cavall · f6 negres rei · g6 negres peó · c5 negres peó · f5 negres peó · h4 blanques peó · c3 blanques peó · d3 blanques peó · e3 blanques cavall · f3 blanques peó · c2 blanques rei · f2 blanques peó · a1 blanques torre · e1 blanques torre | b7 negres torre · h7 negres peó · a6 negres peó · c6 negres torre · e6 negres cavall · f6 negres rei · g6 negres peó · c5 negres peó · f5 negres peó · h4 blanques peó · c3 blanques peó · d3 blanques peó · e3 blanques cavall · f3 blanques peó · c2 blanques rei · f2 blanques peó · a1 blanques torre · e1 blanques torre | b7 negres torre · h7 negres peó · a6 negres peó · c6 negres torre · e6 negres cavall · f6 negres rei · g6 negres peó · c5 negres peó · f5 negres peó · h4 blanques peó · c3 blanques peó · d3 blanques peó · e3 blanques cavall · f3 blanques peó · c2 blanques rei · f2 blanques peó · a1 blanques torre · e1 blanques torre | 8 |
| 7 | b7 negres torre · h7 negres peó · a6 negres peó · c6 negres torre · e6 negres cavall · f6 negres rei · g6 negres peó · c5 negres peó · f5 negres peó · h4 blanques peó · c3 blanques peó · d3 blanques peó · e3 blanques cavall · f3 blanques peó · c2 blanques rei · f2 blanques peó · a1 blanques torre · e1 blanques torre | b7 negres torre · h7 negres peó · a6 negres peó · c6 negres torre · e6 negres cavall · f6 negres rei · g6 negres peó · c5 negres peó · f5 negres peó · h4 blanques peó · c3 blanques peó · d3 blanques peó · e3 blanques cavall · f3 blanques peó · c2 blanques rei · f2 blanques peó · a1 blanques torre · e1 blanques torre | b7 negres torre · h7 negres peó · a6 negres peó · c6 negres torre · e6 negres cavall · f6 negres rei · g6 negres peó · c5 negres peó · f5 negres peó · h4 blanques peó · c3 blanques peó · d3 blanques peó · e3 blanques cavall · f3 blanques peó · c2 blanques rei · f2 blanques peó · a1 blanques torre · e1 blanques torre | b7 negres torre · h7 negres peó · a6 negres peó · c6 negres torre · e6 negres cavall · f6 negres rei · g6 negres peó · c5 negres peó · f5 negres peó · h4 blanques peó · c3 blanques peó · d3 blanques peó · e3 blanques cavall · f3 blanques peó · c2 blanques rei · f2 blanques peó · a1 blanques torre · e1 blanques torre | b7 negres torre · h7 negres peó · a6 negres peó · c6 negres torre · e6 negres cavall · f6 negres rei · g6 negres peó · c5 negres peó · f5 negres peó · h4 blanques peó · c3 blanques peó · d3 blanques peó · e3 blanques cavall · f3 blanques peó · c2 blanques rei · f2 blanques peó · a1 blanques torre · e1 blanques torre | b7 negres torre · h7 negres peó · a6 negres peó · c6 negres torre · e6 negres cavall · f6 negres rei · g6 negres peó · c5 negres peó · f5 negres peó · h4 blanques peó · c3 blanques peó · d3 blanques peó · e3 blanques cavall · f3 blanques peó · c2 blanques rei · f2 blanques peó · a1 blanques torre · e1 blanques torre | b7 negres torre · h7 negres peó · a6 negres peó · c6 negres torre · e6 negres cavall · f6 negres rei · g6 negres peó · c5 negres peó · f5 negres peó · h4 blanques peó · c3 blanques peó · d3 blanques peó · e3 blanques cavall · f3 blanques peó · c2 blanques rei · f2 blanques peó · a1 blanques torre · e1 blanques torre | b7 negres torre · h7 negres peó · a6 negres peó · c6 negres torre · e6 negres cavall · f6 negres rei · g6 negres peó · c5 negres peó · f5 negres peó · h4 blanques peó · c3 blanques peó · d3 blanques peó · e3 blanques cavall · f3 blanques peó · c2 blanques rei · f2 blanques peó · a1 blanques torre · e1 blanques torre | 7 |
| 6 | b7 negres torre · h7 negres peó · a6 negres peó · c6 negres torre · e6 negres cavall · f6 negres rei · g6 negres peó · c5 negres peó · f5 negres peó · h4 blanques peó · c3 blanques peó · d3 blanques peó · e3 blanques cavall · f3 blanques peó · c2 blanques rei · f2 blanques peó · a1 blanques torre · e1 blanques torre | b7 negres torre · h7 negres peó · a6 negres peó · c6 negres torre · e6 negres cavall · f6 negres rei · g6 negres peó · c5 negres peó · f5 negres peó · h4 blanques peó · c3 blanques peó · d3 blanques peó · e3 blanques cavall · f3 blanques peó · c2 blanques rei · f2 blanques peó · a1 blanques torre · e1 blanques torre | b7 negres torre · h7 negres peó · a6 negres peó · c6 negres torre · e6 negres cavall · f6 negres rei · g6 negres peó · c5 negres peó · f5 negres peó · h4 blanques peó · c3 blanques peó · d3 blanques peó · e3 blanques cavall · f3 blanques peó · c2 blanques rei · f2 blanques peó · a1 blanques torre · e1 blanques torre | b7 negres torre · h7 negres peó · a6 negres peó · c6 negres torre · e6 negres cavall · f6 negres rei · g6 negres peó · c5 negres peó · f5 negres peó · h4 blanques peó · c3 blanques peó · d3 blanques peó · e3 blanques cavall · f3 blanques peó · c2 blanques rei · f2 blanques peó · a1 blanques torre · e1 blanques torre | b7 negres torre · h7 negres peó · a6 negres peó · c6 negres torre · e6 negres cavall · f6 negres rei · g6 negres peó · c5 negres peó · f5 negres peó · h4 blanques peó · c3 blanques peó · d3 blanques peó · e3 blanques cavall · f3 blanques peó · c2 blanques rei · f2 blanques peó · a1 blanques torre · e1 blanques torre | b7 negres torre · h7 negres peó · a6 negres peó · c6 negres torre · e6 negres cavall · f6 negres rei · g6 negres peó · c5 negres peó · f5 negres peó · h4 blanques peó · c3 blanques peó · d3 blanques peó · e3 blanques cavall · f3 blanques peó · c2 blanques rei · f2 blanques peó · a1 blanques torre · e1 blanques torre | b7 negres torre · h7 negres peó · a6 negres peó · c6 negres torre · e6 negres cavall · f6 negres rei · g6 negres peó · c5 negres peó · f5 negres peó · h4 blanques peó · c3 blanques peó · d3 blanques peó · e3 blanques cavall · f3 blanques peó · c2 blanques rei · f2 blanques peó · a1 blanques torre · e1 blanques torre | b7 negres torre · h7 negres peó · a6 negres peó · c6 negres torre · e6 negres cavall · f6 negres rei · g6 negres peó · c5 negres peó · f5 negres peó · h4 blanques peó · c3 blanques peó · d3 blanques peó · e3 blanques cavall · f3 blanques peó · c2 blanques rei · f2 blanques peó · a1 blanques torre · e1 blanques torre | 6 |
| 5 | b7 negres torre · h7 negres peó · a6 negres peó · c6 negres torre · e6 negres cavall · f6 negres rei · g6 negres peó · c5 negres peó · f5 negres peó · h4 blanques peó · c3 blanques peó · d3 blanques peó · e3 blanques cavall · f3 blanques peó · c2 blanques rei · f2 blanques peó · a1 blanques torre · e1 blanques torre | b7 negres torre · h7 negres peó · a6 negres peó · c6 negres torre · e6 negres cavall · f6 negres rei · g6 negres peó · c5 negres peó · f5 negres peó · h4 blanques peó · c3 blanques peó · d3 blanques peó · e3 blanques cavall · f3 blanques peó · c2 blanques rei · f2 blanques peó · a1 blanques torre · e1 blanques torre | b7 negres torre · h7 negres peó · a6 negres peó · c6 negres torre · e6 negres cavall · f6 negres rei · g6 negres peó · c5 negres peó · f5 negres peó · h4 blanques peó · c3 blanques peó · d3 blanques peó · e3 blanques cavall · f3 blanques peó · c2 blanques rei · f2 blanques peó · a1 blanques torre · e1 blanques torre | b7 negres torre · h7 negres peó · a6 negres peó · c6 negres torre · e6 negres cavall · f6 negres rei · g6 negres peó · c5 negres peó · f5 negres peó · h4 blanques peó · c3 blanques peó · d3 blanques peó · e3 blanques cavall · f3 blanques peó · c2 blanques rei · f2 blanques peó · a1 blanques torre · e1 blanques torre | b7 negres torre · h7 negres peó · a6 negres peó · c6 negres torre · e6 negres cavall · f6 negres rei · g6 negres peó · c5 negres peó · f5 negres peó · h4 blanques peó · c3 blanques peó · d3 blanques peó · e3 blanques cavall · f3 blanques peó · c2 blanques rei · f2 blanques peó · a1 blanques torre · e1 blanques torre | b7 negres torre · h7 negres peó · a6 negres peó · c6 negres torre · e6 negres cavall · f6 negres rei · g6 negres peó · c5 negres peó · f5 negres peó · h4 blanques peó · c3 blanques peó · d3 blanques peó · e3 blanques cavall · f3 blanques peó · c2 blanques rei · f2 blanques peó · a1 blanques torre · e1 blanques torre | b7 negres torre · h7 negres peó · a6 negres peó · c6 negres torre · e6 negres cavall · f6 negres rei · g6 negres peó · c5 negres peó · f5 negres peó · h4 blanques peó · c3 blanques peó · d3 blanques peó · e3 blanques cavall · f3 blanques peó · c2 blanques rei · f2 blanques peó · a1 blanques torre · e1 blanques torre | b7 negres torre · h7 negres peó · a6 negres peó · c6 negres torre · e6 negres cavall · f6 negres rei · g6 negres peó · c5 negres peó · f5 negres peó · h4 blanques peó · c3 blanques peó · d3 blanques peó · e3 blanques cavall · f3 blanques peó · c2 blanques rei · f2 blanques peó · a1 blanques torre · e1 blanques torre | 5 |
| 4 | b7 negres torre · h7 negres peó · a6 negres peó · c6 negres torre · e6 negres cavall · f6 negres rei · g6 negres peó · c5 negres peó · f5 negres peó · h4 blanques peó · c3 blanques peó · d3 blanques peó · e3 blanques cavall · f3 blanques peó · c2 blanques rei · f2 blanques peó · a1 blanques torre · e1 blanques torre | b7 negres torre · h7 negres peó · a6 negres peó · c6 negres torre · e6 negres cavall · f6 negres rei · g6 negres peó · c5 negres peó · f5 negres peó · h4 blanques peó · c3 blanques peó · d3 blanques peó · e3 blanques cavall · f3 blanques peó · c2 blanques rei · f2 blanques peó · a1 blanques torre · e1 blanques torre | b7 negres torre · h7 negres peó · a6 negres peó · c6 negres torre · e6 negres cavall · f6 negres rei · g6 negres peó · c5 negres peó · f5 negres peó · h4 blanques peó · c3 blanques peó · d3 blanques peó · e3 blanques cavall · f3 blanques peó · c2 blanques rei · f2 blanques peó · a1 blanques torre · e1 blanques torre | b7 negres torre · h7 negres peó · a6 negres peó · c6 negres torre · e6 negres cavall · f6 negres rei · g6 negres peó · c5 negres peó · f5 negres peó · h4 blanques peó · c3 blanques peó · d3 blanques peó · e3 blanques cavall · f3 blanques peó · c2 blanques rei · f2 blanques peó · a1 blanques torre · e1 blanques torre | b7 negres torre · h7 negres peó · a6 negres peó · c6 negres torre · e6 negres cavall · f6 negres rei · g6 negres peó · c5 negres peó · f5 negres peó · h4 blanques peó · c3 blanques peó · d3 blanques peó · e3 blanques cavall · f3 blanques peó · c2 blanques rei · f2 blanques peó · a1 blanques torre · e1 blanques torre | b7 negres torre · h7 negres peó · a6 negres peó · c6 negres torre · e6 negres cavall · f6 negres rei · g6 negres peó · c5 negres peó · f5 negres peó · h4 blanques peó · c3 blanques peó · d3 blanques peó · e3 blanques cavall · f3 blanques peó · c2 blanques rei · f2 blanques peó · a1 blanques torre · e1 blanques torre | b7 negres torre · h7 negres peó · a6 negres peó · c6 negres torre · e6 negres cavall · f6 negres rei · g6 negres peó · c5 negres peó · f5 negres peó · h4 blanques peó · c3 blanques peó · d3 blanques peó · e3 blanques cavall · f3 blanques peó · c2 blanques rei · f2 blanques peó · a1 blanques torre · e1 blanques torre | b7 negres torre · h7 negres peó · a6 negres peó · c6 negres torre · e6 negres cavall · f6 negres rei · g6 negres peó · c5 negres peó · f5 negres peó · h4 blanques peó · c3 blanques peó · d3 blanques peó · e3 blanques cavall · f3 blanques peó · c2 blanques rei · f2 blanques peó · a1 blanques torre · e1 blanques torre | 4 |
| 3 | b7 negres torre · h7 negres peó · a6 negres peó · c6 negres torre · e6 negres cavall · f6 negres rei · g6 negres peó · c5 negres peó · f5 negres peó · h4 blanques peó · c3 blanques peó · d3 blanques peó · e3 blanques cavall · f3 blanques peó · c2 blanques rei · f2 blanques peó · a1 blanques torre · e1 blanques torre | b7 negres torre · h7 negres peó · a6 negres peó · c6 negres torre · e6 negres cavall · f6 negres rei · g6 negres peó · c5 negres peó · f5 negres peó · h4 blanques peó · c3 blanques peó · d3 blanques peó · e3 blanques cavall · f3 blanques peó · c2 blanques rei · f2 blanques peó · a1 blanques torre · e1 blanques torre | b7 negres torre · h7 negres peó · a6 negres peó · c6 negres torre · e6 negres cavall · f6 negres rei · g6 negres peó · c5 negres peó · f5 negres peó · h4 blanques peó · c3 blanques peó · d3 blanques peó · e3 blanques cavall · f3 blanques peó · c2 blanques rei · f2 blanques peó · a1 blanques torre · e1 blanques torre | b7 negres torre · h7 negres peó · a6 negres peó · c6 negres torre · e6 negres cavall · f6 negres rei · g6 negres peó · c5 negres peó · f5 negres peó · h4 blanques peó · c3 blanques peó · d3 blanques peó · e3 blanques cavall · f3 blanques peó · c2 blanques rei · f2 blanques peó · a1 blanques torre · e1 blanques torre | b7 negres torre · h7 negres peó · a6 negres peó · c6 negres torre · e6 negres cavall · f6 negres rei · g6 negres peó · c5 negres peó · f5 negres peó · h4 blanques peó · c3 blanques peó · d3 blanques peó · e3 blanques cavall · f3 blanques peó · c2 blanques rei · f2 blanques peó · a1 blanques torre · e1 blanques torre | b7 negres torre · h7 negres peó · a6 negres peó · c6 negres torre · e6 negres cavall · f6 negres rei · g6 negres peó · c5 negres peó · f5 negres peó · h4 blanques peó · c3 blanques peó · d3 blanques peó · e3 blanques cavall · f3 blanques peó · c2 blanques rei · f2 blanques peó · a1 blanques torre · e1 blanques torre | b7 negres torre · h7 negres peó · a6 negres peó · c6 negres torre · e6 negres cavall · f6 negres rei · g6 negres peó · c5 negres peó · f5 negres peó · h4 blanques peó · c3 blanques peó · d3 blanques peó · e3 blanques cavall · f3 blanques peó · c2 blanques rei · f2 blanques peó · a1 blanques torre · e1 blanques torre | b7 negres torre · h7 negres peó · a6 negres peó · c6 negres torre · e6 negres cavall · f6 negres rei · g6 negres peó · c5 negres peó · f5 negres peó · h4 blanques peó · c3 blanques peó · d3 blanques peó · e3 blanques cavall · f3 blanques peó · c2 blanques rei · f2 blanques peó · a1 blanques torre · e1 blanques torre | 3 |
| 2 | b7 negres torre · h7 negres peó · a6 negres peó · c6 negres torre · e6 negres cavall · f6 negres rei · g6 negres peó · c5 negres peó · f5 negres peó · h4 blanques peó · c3 blanques peó · d3 blanques peó · e3 blanques cavall · f3 blanques peó · c2 blanques rei · f2 blanques peó · a1 blanques torre · e1 blanques torre | b7 negres torre · h7 negres peó · a6 negres peó · c6 negres torre · e6 negres cavall · f6 negres rei · g6 negres peó · c5 negres peó · f5 negres peó · h4 blanques peó · c3 blanques peó · d3 blanques peó · e3 blanques cavall · f3 blanques peó · c2 blanques rei · f2 blanques peó · a1 blanques torre · e1 blanques torre | b7 negres torre · h7 negres peó · a6 negres peó · c6 negres torre · e6 negres cavall · f6 negres rei · g6 negres peó · c5 negres peó · f5 negres peó · h4 blanques peó · c3 blanques peó · d3 blanques peó · e3 blanques cavall · f3 blanques peó · c2 blanques rei · f2 blanques peó · a1 blanques torre · e1 blanques torre | b7 negres torre · h7 negres peó · a6 negres peó · c6 negres torre · e6 negres cavall · f6 negres rei · g6 negres peó · c5 negres peó · f5 negres peó · h4 blanques peó · c3 blanques peó · d3 blanques peó · e3 blanques cavall · f3 blanques peó · c2 blanques rei · f2 blanques peó · a1 blanques torre · e1 blanques torre | b7 negres torre · h7 negres peó · a6 negres peó · c6 negres torre · e6 negres cavall · f6 negres rei · g6 negres peó · c5 negres peó · f5 negres peó · h4 blanques peó · c3 blanques peó · d3 blanques peó · e3 blanques cavall · f3 blanques peó · c2 blanques rei · f2 blanques peó · a1 blanques torre · e1 blanques torre | b7 negres torre · h7 negres peó · a6 negres peó · c6 negres torre · e6 negres cavall · f6 negres rei · g6 negres peó · c5 negres peó · f5 negres peó · h4 blanques peó · c3 blanques peó · d3 blanques peó · e3 blanques cavall · f3 blanques peó · c2 blanques rei · f2 blanques peó · a1 blanques torre · e1 blanques torre | b7 negres torre · h7 negres peó · a6 negres peó · c6 negres torre · e6 negres cavall · f6 negres rei · g6 negres peó · c5 negres peó · f5 negres peó · h4 blanques peó · c3 blanques peó · d3 blanques peó · e3 blanques cavall · f3 blanques peó · c2 blanques rei · f2 blanques peó · a1 blanques torre · e1 blanques torre | b7 negres torre · h7 negres peó · a6 negres peó · c6 negres torre · e6 negres cavall · f6 negres rei · g6 negres peó · c5 negres peó · f5 negres peó · h4 blanques peó · c3 blanques peó · d3 blanques peó · e3 blanques cavall · f3 blanques peó · c2 blanques rei · f2 blanques peó · a1 blanques torre · e1 blanques torre | 2 |
| 1 | b7 negres torre · h7 negres peó · a6 negres peó · c6 negres torre · e6 negres cavall · f6 negres rei · g6 negres peó · c5 negres peó · f5 negres peó · h4 blanques peó · c3 blanques peó · d3 blanques peó · e3 blanques cavall · f3 blanques peó · c2 blanques rei · f2 blanques peó · a1 blanques torre · e1 blanques torre | b7 negres torre · h7 negres peó · a6 negres peó · c6 negres torre · e6 negres cavall · f6 negres rei · g6 negres peó · c5 negres peó · f5 negres peó · h4 blanques peó · c3 blanques peó · d3 blanques peó · e3 blanques cavall · f3 blanques peó · c2 blanques rei · f2 blanques peó · a1 blanques torre · e1 blanques torre | b7 negres torre · h7 negres peó · a6 negres peó · c6 negres torre · e6 negres cavall · f6 negres rei · g6 negres peó · c5 negres peó · f5 negres peó · h4 blanques peó · c3 blanques peó · d3 blanques peó · e3 blanques cavall · f3 blanques peó · c2 blanques rei · f2 blanques peó · a1 blanques torre · e1 blanques torre | b7 negres torre · h7 negres peó · a6 negres peó · c6 negres torre · e6 negres cavall · f6 negres rei · g6 negres peó · c5 negres peó · f5 negres peó · h4 blanques peó · c3 blanques peó · d3 blanques peó · e3 blanques cavall · f3 blanques peó · c2 blanques rei · f2 blanques peó · a1 blanques torre · e1 blanques torre | b7 negres torre · h7 negres peó · a6 negres peó · c6 negres torre · e6 negres cavall · f6 negres rei · g6 negres peó · c5 negres peó · f5 negres peó · h4 blanques peó · c3 blanques peó · d3 blanques peó · e3 blanques cavall · f3 blanques peó · c2 blanques rei · f2 blanques peó · a1 blanques torre · e1 blanques torre | b7 negres torre · h7 negres peó · a6 negres peó · c6 negres torre · e6 negres cavall · f6 negres rei · g6 negres peó · c5 negres peó · f5 negres peó · h4 blanques peó · c3 blanques peó · d3 blanques peó · e3 blanques cavall · f3 blanques peó · c2 blanques rei · f2 blanques peó · a1 blanques torre · e1 blanques torre | b7 negres torre · h7 negres peó · a6 negres peó · c6 negres torre · e6 negres cavall · f6 negres rei · g6 negres peó · c5 negres peó · f5 negres peó · h4 blanques peó · c3 blanques peó · d3 blanques peó · e3 blanques cavall · f3 blanques peó · c2 blanques rei · f2 blanques peó · a1 blanques torre · e1 blanques torre | b7 negres torre · h7 negres peó · a6 negres peó · c6 negres torre · e6 negres cavall · f6 negres rei · g6 negres peó · c5 negres peó · f5 negres peó · h4 blanques peó · c3 blanques peó · d3 blanques peó · e3 blanques cavall · f3 blanques peó · c2 blanques rei · f2 blanques peó · a1 blanques torre · e1 blanques torre | 1 |
|   | a | b | c | d | e | f | g | h |   |

La primera partida fou taules en 45 jugades. Nepómniasxi (blanques) va començar amb 1.e4, i va jugar una Ruy López. Els jugadors van seguir línies conegudes fins que Carlsen (negres) va fer 8...Ca5, que no és cap de les primeres eleccions de Leela Chess Zero. Nepómniasxi posteriorment va fer 14.Rf1, indicant que encara es trobava dins la seva preparació. Carlsen va sacrificar un peó a canvi de la parella d'alfils, més espai, i més activitat. Nepómniasxi va fer algunes imprecisions (22. Af4? i 30. Ce1?), que van permetre Carlsen obtenir una posició una mica millor. Amb Carlsen pressionant, Nepómniasxi va trobar algunes bones jugades defensives, retornant el peó per neutralitzar la iniciativa negra, i va assolir les taules per triple repetició. En els seus comentaris, el GM Sam Shankland va expressar la seva preocupació per la preparació d'obertures de Carlsen, destacant que no havia pogut igualar en l'obertura.
Ruy López, Tancada, Anti-Marshall 8.h3 (ECO C88)
1. e4 e5 2. Cf3 Cc6 3. Ab5 a6 4. Aa4 Cf6 5. O-O Ae7 6. Te1 b5 7. Ab3 O-O 8. h3 Ca5 9. Cxe5 Cxb3 10. axb3 Ab7 11. d3 d5 12. exd5 Dxd5 13. Df3 Ad6 14. Rf1 Tfb8 15. Dxd5 Cxd5 16. Ad2 c5 17. Cf3 Td8 18. Cc3 Cb4 19. Tec1 Tac8 20. Ce2 Cc6 21. Ae3 Ce7 22. Af4 Axf3 23. gxf3 Axf4 24. Cxf4 Tc6 25. Te1 Cf5 26. c3 Ch4 27. Te3 Rf8 28. Cg2 Cf5 29. Te5 g6 30. Ce1 Cg7 31. Te4 f5 32. Te3 Ce6 33. Cg2 b4 34. Re2 Tb8 35. Rd2 bxc3+ 36. bxc3 Txb3 37. Rc2 Tb7 38. h4 Rf7 39. Tee1 Rf6 40. Ce3 (diagrama) Td7 41. Cc4 Te7 42. Ce5 Td6 43. Cc4 Tc6 44. Ce5 Td6 45. Cc4 ½–½

#### Partida 2: Carlsen–Nepómniasxi, ½–½
|   | a | b | c | d | e | f | g | h |   |
| 8 | a8 negres torre · f8 negres torre · g8 negres rei · a7 negres peó · b7 negres alfil · d7 negres dama · g7 negres peó · h7 negres peó · c6 negres peó · d6 blanques cavall · e6 negres peó · b5 negres peó · e5 blanques peó · a4 blanques peó · c4 negres peó · b3 negres cavall · d3 negres cavall · g3 blanques peó · b2 blanques peó · e2 blanques dama · f2 blanques peó · g2 blanques alfil · h2 blanques peó · b1 blanques torre · c1 blanques alfil · f1 blanques torre · g1 blanques rei | a8 negres torre · f8 negres torre · g8 negres rei · a7 negres peó · b7 negres alfil · d7 negres dama · g7 negres peó · h7 negres peó · c6 negres peó · d6 blanques cavall · e6 negres peó · b5 negres peó · e5 blanques peó · a4 blanques peó · c4 negres peó · b3 negres cavall · d3 negres cavall · g3 blanques peó · b2 blanques peó · e2 blanques dama · f2 blanques peó · g2 blanques alfil · h2 blanques peó · b1 blanques torre · c1 blanques alfil · f1 blanques torre · g1 blanques rei | a8 negres torre · f8 negres torre · g8 negres rei · a7 negres peó · b7 negres alfil · d7 negres dama · g7 negres peó · h7 negres peó · c6 negres peó · d6 blanques cavall · e6 negres peó · b5 negres peó · e5 blanques peó · a4 blanques peó · c4 negres peó · b3 negres cavall · d3 negres cavall · g3 blanques peó · b2 blanques peó · e2 blanques dama · f2 blanques peó · g2 blanques alfil · h2 blanques peó · b1 blanques torre · c1 blanques alfil · f1 blanques torre · g1 blanques rei | a8 negres torre · f8 negres torre · g8 negres rei · a7 negres peó · b7 negres alfil · d7 negres dama · g7 negres peó · h7 negres peó · c6 negres peó · d6 blanques cavall · e6 negres peó · b5 negres peó · e5 blanques peó · a4 blanques peó · c4 negres peó · b3 negres cavall · d3 negres cavall · g3 blanques peó · b2 blanques peó · e2 blanques dama · f2 blanques peó · g2 blanques alfil · h2 blanques peó · b1 blanques torre · c1 blanques alfil · f1 blanques torre · g1 blanques rei | a8 negres torre · f8 negres torre · g8 negres rei · a7 negres peó · b7 negres alfil · d7 negres dama · g7 negres peó · h7 negres peó · c6 negres peó · d6 blanques cavall · e6 negres peó · b5 negres peó · e5 blanques peó · a4 blanques peó · c4 negres peó · b3 negres cavall · d3 negres cavall · g3 blanques peó · b2 blanques peó · e2 blanques dama · f2 blanques peó · g2 blanques alfil · h2 blanques peó · b1 blanques torre · c1 blanques alfil · f1 blanques torre · g1 blanques rei | a8 negres torre · f8 negres torre · g8 negres rei · a7 negres peó · b7 negres alfil · d7 negres dama · g7 negres peó · h7 negres peó · c6 negres peó · d6 blanques cavall · e6 negres peó · b5 negres peó · e5 blanques peó · a4 blanques peó · c4 negres peó · b3 negres cavall · d3 negres cavall · g3 blanques peó · b2 blanques peó · e2 blanques dama · f2 blanques peó · g2 blanques alfil · h2 blanques peó · b1 blanques torre · c1 blanques alfil · f1 blanques torre · g1 blanques rei | a8 negres torre · f8 negres torre · g8 negres rei · a7 negres peó · b7 negres alfil · d7 negres dama · g7 negres peó · h7 negres peó · c6 negres peó · d6 blanques cavall · e6 negres peó · b5 negres peó · e5 blanques peó · a4 blanques peó · c4 negres peó · b3 negres cavall · d3 negres cavall · g3 blanques peó · b2 blanques peó · e2 blanques dama · f2 blanques peó · g2 blanques alfil · h2 blanques peó · b1 blanques torre · c1 blanques alfil · f1 blanques torre · g1 blanques rei | a8 negres torre · f8 negres torre · g8 negres rei · a7 negres peó · b7 negres alfil · d7 negres dama · g7 negres peó · h7 negres peó · c6 negres peó · d6 blanques cavall · e6 negres peó · b5 negres peó · e5 blanques peó · a4 blanques peó · c4 negres peó · b3 negres cavall · d3 negres cavall · g3 blanques peó · b2 blanques peó · e2 blanques dama · f2 blanques peó · g2 blanques alfil · h2 blanques peó · b1 blanques torre · c1 blanques alfil · f1 blanques torre · g1 blanques rei | 8 |
| 7 | a8 negres torre · f8 negres torre · g8 negres rei · a7 negres peó · b7 negres alfil · d7 negres dama · g7 negres peó · h7 negres peó · c6 negres peó · d6 blanques cavall · e6 negres peó · b5 negres peó · e5 blanques peó · a4 blanques peó · c4 negres peó · b3 negres cavall · d3 negres cavall · g3 blanques peó · b2 blanques peó · e2 blanques dama · f2 blanques peó · g2 blanques alfil · h2 blanques peó · b1 blanques torre · c1 blanques alfil · f1 blanques torre · g1 blanques rei | a8 negres torre · f8 negres torre · g8 negres rei · a7 negres peó · b7 negres alfil · d7 negres dama · g7 negres peó · h7 negres peó · c6 negres peó · d6 blanques cavall · e6 negres peó · b5 negres peó · e5 blanques peó · a4 blanques peó · c4 negres peó · b3 negres cavall · d3 negres cavall · g3 blanques peó · b2 blanques peó · e2 blanques dama · f2 blanques peó · g2 blanques alfil · h2 blanques peó · b1 blanques torre · c1 blanques alfil · f1 blanques torre · g1 blanques rei | a8 negres torre · f8 negres torre · g8 negres rei · a7 negres peó · b7 negres alfil · d7 negres dama · g7 negres peó · h7 negres peó · c6 negres peó · d6 blanques cavall · e6 negres peó · b5 negres peó · e5 blanques peó · a4 blanques peó · c4 negres peó · b3 negres cavall · d3 negres cavall · g3 blanques peó · b2 blanques peó · e2 blanques dama · f2 blanques peó · g2 blanques alfil · h2 blanques peó · b1 blanques torre · c1 blanques alfil · f1 blanques torre · g1 blanques rei | a8 negres torre · f8 negres torre · g8 negres rei · a7 negres peó · b7 negres alfil · d7 negres dama · g7 negres peó · h7 negres peó · c6 negres peó · d6 blanques cavall · e6 negres peó · b5 negres peó · e5 blanques peó · a4 blanques peó · c4 negres peó · b3 negres cavall · d3 negres cavall · g3 blanques peó · b2 blanques peó · e2 blanques dama · f2 blanques peó · g2 blanques alfil · h2 blanques peó · b1 blanques torre · c1 blanques alfil · f1 blanques torre · g1 blanques rei | a8 negres torre · f8 negres torre · g8 negres rei · a7 negres peó · b7 negres alfil · d7 negres dama · g7 negres peó · h7 negres peó · c6 negres peó · d6 blanques cavall · e6 negres peó · b5 negres peó · e5 blanques peó · a4 blanques peó · c4 negres peó · b3 negres cavall · d3 negres cavall · g3 blanques peó · b2 blanques peó · e2 blanques dama · f2 blanques peó · g2 blanques alfil · h2 blanques peó · b1 blanques torre · c1 blanques alfil · f1 blanques torre · g1 blanques rei | a8 negres torre · f8 negres torre · g8 negres rei · a7 negres peó · b7 negres alfil · d7 negres dama · g7 negres peó · h7 negres peó · c6 negres peó · d6 blanques cavall · e6 negres peó · b5 negres peó · e5 blanques peó · a4 blanques peó · c4 negres peó · b3 negres cavall · d3 negres cavall · g3 blanques peó · b2 blanques peó · e2 blanques dama · f2 blanques peó · g2 blanques alfil · h2 blanques peó · b1 blanques torre · c1 blanques alfil · f1 blanques torre · g1 blanques rei | a8 negres torre · f8 negres torre · g8 negres rei · a7 negres peó · b7 negres alfil · d7 negres dama · g7 negres peó · h7 negres peó · c6 negres peó · d6 blanques cavall · e6 negres peó · b5 negres peó · e5 blanques peó · a4 blanques peó · c4 negres peó · b3 negres cavall · d3 negres cavall · g3 blanques peó · b2 blanques peó · e2 blanques dama · f2 blanques peó · g2 blanques alfil · h2 blanques peó · b1 blanques torre · c1 blanques alfil · f1 blanques torre · g1 blanques rei | a8 negres torre · f8 negres torre · g8 negres rei · a7 negres peó · b7 negres alfil · d7 negres dama · g7 negres peó · h7 negres peó · c6 negres peó · d6 blanques cavall · e6 negres peó · b5 negres peó · e5 blanques peó · a4 blanques peó · c4 negres peó · b3 negres cavall · d3 negres cavall · g3 blanques peó · b2 blanques peó · e2 blanques dama · f2 blanques peó · g2 blanques alfil · h2 blanques peó · b1 blanques torre · c1 blanques alfil · f1 blanques torre · g1 blanques rei | 7 |
| 6 | a8 negres torre · f8 negres torre · g8 negres rei · a7 negres peó · b7 negres alfil · d7 negres dama · g7 negres peó · h7 negres peó · c6 negres peó · d6 blanques cavall · e6 negres peó · b5 negres peó · e5 blanques peó · a4 blanques peó · c4 negres peó · b3 negres cavall · d3 negres cavall · g3 blanques peó · b2 blanques peó · e2 blanques dama · f2 blanques peó · g2 blanques alfil · h2 blanques peó · b1 blanques torre · c1 blanques alfil · f1 blanques torre · g1 blanques rei | a8 negres torre · f8 negres torre · g8 negres rei · a7 negres peó · b7 negres alfil · d7 negres dama · g7 negres peó · h7 negres peó · c6 negres peó · d6 blanques cavall · e6 negres peó · b5 negres peó · e5 blanques peó · a4 blanques peó · c4 negres peó · b3 negres cavall · d3 negres cavall · g3 blanques peó · b2 blanques peó · e2 blanques dama · f2 blanques peó · g2 blanques alfil · h2 blanques peó · b1 blanques torre · c1 blanques alfil · f1 blanques torre · g1 blanques rei | a8 negres torre · f8 negres torre · g8 negres rei · a7 negres peó · b7 negres alfil · d7 negres dama · g7 negres peó · h7 negres peó · c6 negres peó · d6 blanques cavall · e6 negres peó · b5 negres peó · e5 blanques peó · a4 blanques peó · c4 negres peó · b3 negres cavall · d3 negres cavall · g3 blanques peó · b2 blanques peó · e2 blanques dama · f2 blanques peó · g2 blanques alfil · h2 blanques peó · b1 blanques torre · c1 blanques alfil · f1 blanques torre · g1 blanques rei | a8 negres torre · f8 negres torre · g8 negres rei · a7 negres peó · b7 negres alfil · d7 negres dama · g7 negres peó · h7 negres peó · c6 negres peó · d6 blanques cavall · e6 negres peó · b5 negres peó · e5 blanques peó · a4 blanques peó · c4 negres peó · b3 negres cavall · d3 negres cavall · g3 blanques peó · b2 blanques peó · e2 blanques dama · f2 blanques peó · g2 blanques alfil · h2 blanques peó · b1 blanques torre · c1 blanques alfil · f1 blanques torre · g1 blanques rei | a8 negres torre · f8 negres torre · g8 negres rei · a7 negres peó · b7 negres alfil · d7 negres dama · g7 negres peó · h7 negres peó · c6 negres peó · d6 blanques cavall · e6 negres peó · b5 negres peó · e5 blanques peó · a4 blanques peó · c4 negres peó · b3 negres cavall · d3 negres cavall · g3 blanques peó · b2 blanques peó · e2 blanques dama · f2 blanques peó · g2 blanques alfil · h2 blanques peó · b1 blanques torre · c1 blanques alfil · f1 blanques torre · g1 blanques rei | a8 negres torre · f8 negres torre · g8 negres rei · a7 negres peó · b7 negres alfil · d7 negres dama · g7 negres peó · h7 negres peó · c6 negres peó · d6 blanques cavall · e6 negres peó · b5 negres peó · e5 blanques peó · a4 blanques peó · c4 negres peó · b3 negres cavall · d3 negres cavall · g3 blanques peó · b2 blanques peó · e2 blanques dama · f2 blanques peó · g2 blanques alfil · h2 blanques peó · b1 blanques torre · c1 blanques alfil · f1 blanques torre · g1 blanques rei | a8 negres torre · f8 negres torre · g8 negres rei · a7 negres peó · b7 negres alfil · d7 negres dama · g7 negres peó · h7 negres peó · c6 negres peó · d6 blanques cavall · e6 negres peó · b5 negres peó · e5 blanques peó · a4 blanques peó · c4 negres peó · b3 negres cavall · d3 negres cavall · g3 blanques peó · b2 blanques peó · e2 blanques dama · f2 blanques peó · g2 blanques alfil · h2 blanques peó · b1 blanques torre · c1 blanques alfil · f1 blanques torre · g1 blanques rei | a8 negres torre · f8 negres torre · g8 negres rei · a7 negres peó · b7 negres alfil · d7 negres dama · g7 negres peó · h7 negres peó · c6 negres peó · d6 blanques cavall · e6 negres peó · b5 negres peó · e5 blanques peó · a4 blanques peó · c4 negres peó · b3 negres cavall · d3 negres cavall · g3 blanques peó · b2 blanques peó · e2 blanques dama · f2 blanques peó · g2 blanques alfil · h2 blanques peó · b1 blanques torre · c1 blanques alfil · f1 blanques torre · g1 blanques rei | 6 |
| 5 | a8 negres torre · f8 negres torre · g8 negres rei · a7 negres peó · b7 negres alfil · d7 negres dama · g7 negres peó · h7 negres peó · c6 negres peó · d6 blanques cavall · e6 negres peó · b5 negres peó · e5 blanques peó · a4 blanques peó · c4 negres peó · b3 negres cavall · d3 negres cavall · g3 blanques peó · b2 blanques peó · e2 blanques dama · f2 blanques peó · g2 blanques alfil · h2 blanques peó · b1 blanques torre · c1 blanques alfil · f1 blanques torre · g1 blanques rei | a8 negres torre · f8 negres torre · g8 negres rei · a7 negres peó · b7 negres alfil · d7 negres dama · g7 negres peó · h7 negres peó · c6 negres peó · d6 blanques cavall · e6 negres peó · b5 negres peó · e5 blanques peó · a4 blanques peó · c4 negres peó · b3 negres cavall · d3 negres cavall · g3 blanques peó · b2 blanques peó · e2 blanques dama · f2 blanques peó · g2 blanques alfil · h2 blanques peó · b1 blanques torre · c1 blanques alfil · f1 blanques torre · g1 blanques rei | a8 negres torre · f8 negres torre · g8 negres rei · a7 negres peó · b7 negres alfil · d7 negres dama · g7 negres peó · h7 negres peó · c6 negres peó · d6 blanques cavall · e6 negres peó · b5 negres peó · e5 blanques peó · a4 blanques peó · c4 negres peó · b3 negres cavall · d3 negres cavall · g3 blanques peó · b2 blanques peó · e2 blanques dama · f2 blanques peó · g2 blanques alfil · h2 blanques peó · b1 blanques torre · c1 blanques alfil · f1 blanques torre · g1 blanques rei | a8 negres torre · f8 negres torre · g8 negres rei · a7 negres peó · b7 negres alfil · d7 negres dama · g7 negres peó · h7 negres peó · c6 negres peó · d6 blanques cavall · e6 negres peó · b5 negres peó · e5 blanques peó · a4 blanques peó · c4 negres peó · b3 negres cavall · d3 negres cavall · g3 blanques peó · b2 blanques peó · e2 blanques dama · f2 blanques peó · g2 blanques alfil · h2 blanques peó · b1 blanques torre · c1 blanques alfil · f1 blanques torre · g1 blanques rei | a8 negres torre · f8 negres torre · g8 negres rei · a7 negres peó · b7 negres alfil · d7 negres dama · g7 negres peó · h7 negres peó · c6 negres peó · d6 blanques cavall · e6 negres peó · b5 negres peó · e5 blanques peó · a4 blanques peó · c4 negres peó · b3 negres cavall · d3 negres cavall · g3 blanques peó · b2 blanques peó · e2 blanques dama · f2 blanques peó · g2 blanques alfil · h2 blanques peó · b1 blanques torre · c1 blanques alfil · f1 blanques torre · g1 blanques rei | a8 negres torre · f8 negres torre · g8 negres rei · a7 negres peó · b7 negres alfil · d7 negres dama · g7 negres peó · h7 negres peó · c6 negres peó · d6 blanques cavall · e6 negres peó · b5 negres peó · e5 blanques peó · a4 blanques peó · c4 negres peó · b3 negres cavall · d3 negres cavall · g3 blanques peó · b2 blanques peó · e2 blanques dama · f2 blanques peó · g2 blanques alfil · h2 blanques peó · b1 blanques torre · c1 blanques alfil · f1 blanques torre · g1 blanques rei | a8 negres torre · f8 negres torre · g8 negres rei · a7 negres peó · b7 negres alfil · d7 negres dama · g7 negres peó · h7 negres peó · c6 negres peó · d6 blanques cavall · e6 negres peó · b5 negres peó · e5 blanques peó · a4 blanques peó · c4 negres peó · b3 negres cavall · d3 negres cavall · g3 blanques peó · b2 blanques peó · e2 blanques dama · f2 blanques peó · g2 blanques alfil · h2 blanques peó · b1 blanques torre · c1 blanques alfil · f1 blanques torre · g1 blanques rei | a8 negres torre · f8 negres torre · g8 negres rei · a7 negres peó · b7 negres alfil · d7 negres dama · g7 negres peó · h7 negres peó · c6 negres peó · d6 blanques cavall · e6 negres peó · b5 negres peó · e5 blanques peó · a4 blanques peó · c4 negres peó · b3 negres cavall · d3 negres cavall · g3 blanques peó · b2 blanques peó · e2 blanques dama · f2 blanques peó · g2 blanques alfil · h2 blanques peó · b1 blanques torre · c1 blanques alfil · f1 blanques torre · g1 blanques rei | 5 |
| 4 | a8 negres torre · f8 negres torre · g8 negres rei · a7 negres peó · b7 negres alfil · d7 negres dama · g7 negres peó · h7 negres peó · c6 negres peó · d6 blanques cavall · e6 negres peó · b5 negres peó · e5 blanques peó · a4 blanques peó · c4 negres peó · b3 negres cavall · d3 negres cavall · g3 blanques peó · b2 blanques peó · e2 blanques dama · f2 blanques peó · g2 blanques alfil · h2 blanques peó · b1 blanques torre · c1 blanques alfil · f1 blanques torre · g1 blanques rei | a8 negres torre · f8 negres torre · g8 negres rei · a7 negres peó · b7 negres alfil · d7 negres dama · g7 negres peó · h7 negres peó · c6 negres peó · d6 blanques cavall · e6 negres peó · b5 negres peó · e5 blanques peó · a4 blanques peó · c4 negres peó · b3 negres cavall · d3 negres cavall · g3 blanques peó · b2 blanques peó · e2 blanques dama · f2 blanques peó · g2 blanques alfil · h2 blanques peó · b1 blanques torre · c1 blanques alfil · f1 blanques torre · g1 blanques rei | a8 negres torre · f8 negres torre · g8 negres rei · a7 negres peó · b7 negres alfil · d7 negres dama · g7 negres peó · h7 negres peó · c6 negres peó · d6 blanques cavall · e6 negres peó · b5 negres peó · e5 blanques peó · a4 blanques peó · c4 negres peó · b3 negres cavall · d3 negres cavall · g3 blanques peó · b2 blanques peó · e2 blanques dama · f2 blanques peó · g2 blanques alfil · h2 blanques peó · b1 blanques torre · c1 blanques alfil · f1 blanques torre · g1 blanques rei | a8 negres torre · f8 negres torre · g8 negres rei · a7 negres peó · b7 negres alfil · d7 negres dama · g7 negres peó · h7 negres peó · c6 negres peó · d6 blanques cavall · e6 negres peó · b5 negres peó · e5 blanques peó · a4 blanques peó · c4 negres peó · b3 negres cavall · d3 negres cavall · g3 blanques peó · b2 blanques peó · e2 blanques dama · f2 blanques peó · g2 blanques alfil · h2 blanques peó · b1 blanques torre · c1 blanques alfil · f1 blanques torre · g1 blanques rei | a8 negres torre · f8 negres torre · g8 negres rei · a7 negres peó · b7 negres alfil · d7 negres dama · g7 negres peó · h7 negres peó · c6 negres peó · d6 blanques cavall · e6 negres peó · b5 negres peó · e5 blanques peó · a4 blanques peó · c4 negres peó · b3 negres cavall · d3 negres cavall · g3 blanques peó · b2 blanques peó · e2 blanques dama · f2 blanques peó · g2 blanques alfil · h2 blanques peó · b1 blanques torre · c1 blanques alfil · f1 blanques torre · g1 blanques rei | a8 negres torre · f8 negres torre · g8 negres rei · a7 negres peó · b7 negres alfil · d7 negres dama · g7 negres peó · h7 negres peó · c6 negres peó · d6 blanques cavall · e6 negres peó · b5 negres peó · e5 blanques peó · a4 blanques peó · c4 negres peó · b3 negres cavall · d3 negres cavall · g3 blanques peó · b2 blanques peó · e2 blanques dama · f2 blanques peó · g2 blanques alfil · h2 blanques peó · b1 blanques torre · c1 blanques alfil · f1 blanques torre · g1 blanques rei | a8 negres torre · f8 negres torre · g8 negres rei · a7 negres peó · b7 negres alfil · d7 negres dama · g7 negres peó · h7 negres peó · c6 negres peó · d6 blanques cavall · e6 negres peó · b5 negres peó · e5 blanques peó · a4 blanques peó · c4 negres peó · b3 negres cavall · d3 negres cavall · g3 blanques peó · b2 blanques peó · e2 blanques dama · f2 blanques peó · g2 blanques alfil · h2 blanques peó · b1 blanques torre · c1 blanques alfil · f1 blanques torre · g1 blanques rei | a8 negres torre · f8 negres torre · g8 negres rei · a7 negres peó · b7 negres alfil · d7 negres dama · g7 negres peó · h7 negres peó · c6 negres peó · d6 blanques cavall · e6 negres peó · b5 negres peó · e5 blanques peó · a4 blanques peó · c4 negres peó · b3 negres cavall · d3 negres cavall · g3 blanques peó · b2 blanques peó · e2 blanques dama · f2 blanques peó · g2 blanques alfil · h2 blanques peó · b1 blanques torre · c1 blanques alfil · f1 blanques torre · g1 blanques rei | 4 |
| 3 | a8 negres torre · f8 negres torre · g8 negres rei · a7 negres peó · b7 negres alfil · d7 negres dama · g7 negres peó · h7 negres peó · c6 negres peó · d6 blanques cavall · e6 negres peó · b5 negres peó · e5 blanques peó · a4 blanques peó · c4 negres peó · b3 negres cavall · d3 negres cavall · g3 blanques peó · b2 blanques peó · e2 blanques dama · f2 blanques peó · g2 blanques alfil · h2 blanques peó · b1 blanques torre · c1 blanques alfil · f1 blanques torre · g1 blanques rei | a8 negres torre · f8 negres torre · g8 negres rei · a7 negres peó · b7 negres alfil · d7 negres dama · g7 negres peó · h7 negres peó · c6 negres peó · d6 blanques cavall · e6 negres peó · b5 negres peó · e5 blanques peó · a4 blanques peó · c4 negres peó · b3 negres cavall · d3 negres cavall · g3 blanques peó · b2 blanques peó · e2 blanques dama · f2 blanques peó · g2 blanques alfil · h2 blanques peó · b1 blanques torre · c1 blanques alfil · f1 blanques torre · g1 blanques rei | a8 negres torre · f8 negres torre · g8 negres rei · a7 negres peó · b7 negres alfil · d7 negres dama · g7 negres peó · h7 negres peó · c6 negres peó · d6 blanques cavall · e6 negres peó · b5 negres peó · e5 blanques peó · a4 blanques peó · c4 negres peó · b3 negres cavall · d3 negres cavall · g3 blanques peó · b2 blanques peó · e2 blanques dama · f2 blanques peó · g2 blanques alfil · h2 blanques peó · b1 blanques torre · c1 blanques alfil · f1 blanques torre · g1 blanques rei | a8 negres torre · f8 negres torre · g8 negres rei · a7 negres peó · b7 negres alfil · d7 negres dama · g7 negres peó · h7 negres peó · c6 negres peó · d6 blanques cavall · e6 negres peó · b5 negres peó · e5 blanques peó · a4 blanques peó · c4 negres peó · b3 negres cavall · d3 negres cavall · g3 blanques peó · b2 blanques peó · e2 blanques dama · f2 blanques peó · g2 blanques alfil · h2 blanques peó · b1 blanques torre · c1 blanques alfil · f1 blanques torre · g1 blanques rei | a8 negres torre · f8 negres torre · g8 negres rei · a7 negres peó · b7 negres alfil · d7 negres dama · g7 negres peó · h7 negres peó · c6 negres peó · d6 blanques cavall · e6 negres peó · b5 negres peó · e5 blanques peó · a4 blanques peó · c4 negres peó · b3 negres cavall · d3 negres cavall · g3 blanques peó · b2 blanques peó · e2 blanques dama · f2 blanques peó · g2 blanques alfil · h2 blanques peó · b1 blanques torre · c1 blanques alfil · f1 blanques torre · g1 blanques rei | a8 negres torre · f8 negres torre · g8 negres rei · a7 negres peó · b7 negres alfil · d7 negres dama · g7 negres peó · h7 negres peó · c6 negres peó · d6 blanques cavall · e6 negres peó · b5 negres peó · e5 blanques peó · a4 blanques peó · c4 negres peó · b3 negres cavall · d3 negres cavall · g3 blanques peó · b2 blanques peó · e2 blanques dama · f2 blanques peó · g2 blanques alfil · h2 blanques peó · b1 blanques torre · c1 blanques alfil · f1 blanques torre · g1 blanques rei | a8 negres torre · f8 negres torre · g8 negres rei · a7 negres peó · b7 negres alfil · d7 negres dama · g7 negres peó · h7 negres peó · c6 negres peó · d6 blanques cavall · e6 negres peó · b5 negres peó · e5 blanques peó · a4 blanques peó · c4 negres peó · b3 negres cavall · d3 negres cavall · g3 blanques peó · b2 blanques peó · e2 blanques dama · f2 blanques peó · g2 blanques alfil · h2 blanques peó · b1 blanques torre · c1 blanques alfil · f1 blanques torre · g1 blanques rei | a8 negres torre · f8 negres torre · g8 negres rei · a7 negres peó · b7 negres alfil · d7 negres dama · g7 negres peó · h7 negres peó · c6 negres peó · d6 blanques cavall · e6 negres peó · b5 negres peó · e5 blanques peó · a4 blanques peó · c4 negres peó · b3 negres cavall · d3 negres cavall · g3 blanques peó · b2 blanques peó · e2 blanques dama · f2 blanques peó · g2 blanques alfil · h2 blanques peó · b1 blanques torre · c1 blanques alfil · f1 blanques torre · g1 blanques rei | 3 |
| 2 | a8 negres torre · f8 negres torre · g8 negres rei · a7 negres peó · b7 negres alfil · d7 negres dama · g7 negres peó · h7 negres peó · c6 negres peó · d6 blanques cavall · e6 negres peó · b5 negres peó · e5 blanques peó · a4 blanques peó · c4 negres peó · b3 negres cavall · d3 negres cavall · g3 blanques peó · b2 blanques peó · e2 blanques dama · f2 blanques peó · g2 blanques alfil · h2 blanques peó · b1 blanques torre · c1 blanques alfil · f1 blanques torre · g1 blanques rei | a8 negres torre · f8 negres torre · g8 negres rei · a7 negres peó · b7 negres alfil · d7 negres dama · g7 negres peó · h7 negres peó · c6 negres peó · d6 blanques cavall · e6 negres peó · b5 negres peó · e5 blanques peó · a4 blanques peó · c4 negres peó · b3 negres cavall · d3 negres cavall · g3 blanques peó · b2 blanques peó · e2 blanques dama · f2 blanques peó · g2 blanques alfil · h2 blanques peó · b1 blanques torre · c1 blanques alfil · f1 blanques torre · g1 blanques rei | a8 negres torre · f8 negres torre · g8 negres rei · a7 negres peó · b7 negres alfil · d7 negres dama · g7 negres peó · h7 negres peó · c6 negres peó · d6 blanques cavall · e6 negres peó · b5 negres peó · e5 blanques peó · a4 blanques peó · c4 negres peó · b3 negres cavall · d3 negres cavall · g3 blanques peó · b2 blanques peó · e2 blanques dama · f2 blanques peó · g2 blanques alfil · h2 blanques peó · b1 blanques torre · c1 blanques alfil · f1 blanques torre · g1 blanques rei | a8 negres torre · f8 negres torre · g8 negres rei · a7 negres peó · b7 negres alfil · d7 negres dama · g7 negres peó · h7 negres peó · c6 negres peó · d6 blanques cavall · e6 negres peó · b5 negres peó · e5 blanques peó · a4 blanques peó · c4 negres peó · b3 negres cavall · d3 negres cavall · g3 blanques peó · b2 blanques peó · e2 blanques dama · f2 blanques peó · g2 blanques alfil · h2 blanques peó · b1 blanques torre · c1 blanques alfil · f1 blanques torre · g1 blanques rei | a8 negres torre · f8 negres torre · g8 negres rei · a7 negres peó · b7 negres alfil · d7 negres dama · g7 negres peó · h7 negres peó · c6 negres peó · d6 blanques cavall · e6 negres peó · b5 negres peó · e5 blanques peó · a4 blanques peó · c4 negres peó · b3 negres cavall · d3 negres cavall · g3 blanques peó · b2 blanques peó · e2 blanques dama · f2 blanques peó · g2 blanques alfil · h2 blanques peó · b1 blanques torre · c1 blanques alfil · f1 blanques torre · g1 blanques rei | a8 negres torre · f8 negres torre · g8 negres rei · a7 negres peó · b7 negres alfil · d7 negres dama · g7 negres peó · h7 negres peó · c6 negres peó · d6 blanques cavall · e6 negres peó · b5 negres peó · e5 blanques peó · a4 blanques peó · c4 negres peó · b3 negres cavall · d3 negres cavall · g3 blanques peó · b2 blanques peó · e2 blanques dama · f2 blanques peó · g2 blanques alfil · h2 blanques peó · b1 blanques torre · c1 blanques alfil · f1 blanques torre · g1 blanques rei | a8 negres torre · f8 negres torre · g8 negres rei · a7 negres peó · b7 negres alfil · d7 negres dama · g7 negres peó · h7 negres peó · c6 negres peó · d6 blanques cavall · e6 negres peó · b5 negres peó · e5 blanques peó · a4 blanques peó · c4 negres peó · b3 negres cavall · d3 negres cavall · g3 blanques peó · b2 blanques peó · e2 blanques dama · f2 blanques peó · g2 blanques alfil · h2 blanques peó · b1 blanques torre · c1 blanques alfil · f1 blanques torre · g1 blanques rei | a8 negres torre · f8 negres torre · g8 negres rei · a7 negres peó · b7 negres alfil · d7 negres dama · g7 negres peó · h7 negres peó · c6 negres peó · d6 blanques cavall · e6 negres peó · b5 negres peó · e5 blanques peó · a4 blanques peó · c4 negres peó · b3 negres cavall · d3 negres cavall · g3 blanques peó · b2 blanques peó · e2 blanques dama · f2 blanques peó · g2 blanques alfil · h2 blanques peó · b1 blanques torre · c1 blanques alfil · f1 blanques torre · g1 blanques rei | 2 |
| 1 | a8 negres torre · f8 negres torre · g8 negres rei · a7 negres peó · b7 negres alfil · d7 negres dama · g7 negres peó · h7 negres peó · c6 negres peó · d6 blanques cavall · e6 negres peó · b5 negres peó · e5 blanques peó · a4 blanques peó · c4 negres peó · b3 negres cavall · d3 negres cavall · g3 blanques peó · b2 blanques peó · e2 blanques dama · f2 blanques peó · g2 blanques alfil · h2 blanques peó · b1 blanques torre · c1 blanques alfil · f1 blanques torre · g1 blanques rei | a8 negres torre · f8 negres torre · g8 negres rei · a7 negres peó · b7 negres alfil · d7 negres dama · g7 negres peó · h7 negres peó · c6 negres peó · d6 blanques cavall · e6 negres peó · b5 negres peó · e5 blanques peó · a4 blanques peó · c4 negres peó · b3 negres cavall · d3 negres cavall · g3 blanques peó · b2 blanques peó · e2 blanques dama · f2 blanques peó · g2 blanques alfil · h2 blanques peó · b1 blanques torre · c1 blanques alfil · f1 blanques torre · g1 blanques rei | a8 negres torre · f8 negres torre · g8 negres rei · a7 negres peó · b7 negres alfil · d7 negres dama · g7 negres peó · h7 negres peó · c6 negres peó · d6 blanques cavall · e6 negres peó · b5 negres peó · e5 blanques peó · a4 blanques peó · c4 negres peó · b3 negres cavall · d3 negres cavall · g3 blanques peó · b2 blanques peó · e2 blanques dama · f2 blanques peó · g2 blanques alfil · h2 blanques peó · b1 blanques torre · c1 blanques alfil · f1 blanques torre · g1 blanques rei | a8 negres torre · f8 negres torre · g8 negres rei · a7 negres peó · b7 negres alfil · d7 negres dama · g7 negres peó · h7 negres peó · c6 negres peó · d6 blanques cavall · e6 negres peó · b5 negres peó · e5 blanques peó · a4 blanques peó · c4 negres peó · b3 negres cavall · d3 negres cavall · g3 blanques peó · b2 blanques peó · e2 blanques dama · f2 blanques peó · g2 blanques alfil · h2 blanques peó · b1 blanques torre · c1 blanques alfil · f1 blanques torre · g1 blanques rei | a8 negres torre · f8 negres torre · g8 negres rei · a7 negres peó · b7 negres alfil · d7 negres dama · g7 negres peó · h7 negres peó · c6 negres peó · d6 blanques cavall · e6 negres peó · b5 negres peó · e5 blanques peó · a4 blanques peó · c4 negres peó · b3 negres cavall · d3 negres cavall · g3 blanques peó · b2 blanques peó · e2 blanques dama · f2 blanques peó · g2 blanques alfil · h2 blanques peó · b1 blanques torre · c1 blanques alfil · f1 blanques torre · g1 blanques rei | a8 negres torre · f8 negres torre · g8 negres rei · a7 negres peó · b7 negres alfil · d7 negres dama · g7 negres peó · h7 negres peó · c6 negres peó · d6 blanques cavall · e6 negres peó · b5 negres peó · e5 blanques peó · a4 blanques peó · c4 negres peó · b3 negres cavall · d3 negres cavall · g3 blanques peó · b2 blanques peó · e2 blanques dama · f2 blanques peó · g2 blanques alfil · h2 blanques peó · b1 blanques torre · c1 blanques alfil · f1 blanques torre · g1 blanques rei | a8 negres torre · f8 negres torre · g8 negres rei · a7 negres peó · b7 negres alfil · d7 negres dama · g7 negres peó · h7 negres peó · c6 negres peó · d6 blanques cavall · e6 negres peó · b5 negres peó · e5 blanques peó · a4 blanques peó · c4 negres peó · b3 negres cavall · d3 negres cavall · g3 blanques peó · b2 blanques peó · e2 blanques dama · f2 blanques peó · g2 blanques alfil · h2 blanques peó · b1 blanques torre · c1 blanques alfil · f1 blanques torre · g1 blanques rei | a8 negres torre · f8 negres torre · g8 negres rei · a7 negres peó · b7 negres alfil · d7 negres dama · g7 negres peó · h7 negres peó · c6 negres peó · d6 blanques cavall · e6 negres peó · b5 negres peó · e5 blanques peó · a4 blanques peó · c4 negres peó · b3 negres cavall · d3 negres cavall · g3 blanques peó · b2 blanques peó · e2 blanques dama · f2 blanques peó · g2 blanques alfil · h2 blanques peó · b1 blanques torre · c1 blanques alfil · f1 blanques torre · g1 blanques rei | 1 |
|   | a | b | c | d | e | f | g | h |   |

Le segona partida fou taules en 58 jugades. Carlsen va jugar l'obertura catalana, i Nepómniasxi va triar de mantenir el peó amb 7...b5 en lloc de tornar-lo amb l'usual 7...a6, donant a Carlsen avantatge de desenvolupament i de posició centralitzada. Tot i que la variant estava clarament dins de la preparació de Carlsen, Nepómniasxi no va defugir la batalla amb 13...Cd3. El mig joc resultant va ser complicat, amb Carlsen mantenint l'avantatge fins a la imprecisió 17. Ce5. Carlsen més tard va dir que no havia previst la resposta del seu rival 18...Cac5. Nepómniasxi va guanyar la qualitat, però les blanques tenien forta compensació i iniciativa. La partida va continuar sent complicada, i el comentarista Sam Shankland va escriure que pensava que les blanques estaven millor, fins que va consultar un motor d'escacs, que afavoria clarament les negres. Nepómniasxi va fer la "jugada-pànic" (Giri) 24...c3, perdent així gran part de l'avantatge. Les blanques van tenir l'oportunitat de jugar per a més, però una imprecisió va permetre Nepómniasxi de forçar una posició teòrica de taules. Després del canvi de dames forçat, Carlsen va seguir jugant per 15 moviments, però les taules no van poder ser evitades.
Catalana, oberta, línia clàssica (ECO E05)
1. d4 Cf6 2. c4 e6 3. Cf3 d5 4. g3 Ae7 5. Ag2 O-O 6. O-O dxc4 7. Dc2 b5 8. Ce5 c6 9. a4 Cd5 10. Cc3 f6 11. Cf3 Dd7 12. e4 Cb4 13. De2 Cd3 14. e5 Ab7 15. exf6 Axf6 16. Ce4 Ca6 17. Ce5 Axe5 18. dxe5 Cac5 19. Cd6 Cb3 20. Tb1 (diagram) Cbxc1 21. Tbxc1 Cxc1 22. Txc1 Tab8 23. Td1 Aa8 24. Ae4 c3 25. Dc2 g6 26. bxc3 bxa4 27. Dxa4 Tfd8 28. Ta1 c5 29. Dc4 Axe4 30. Cxe4 Rh8 31. Cd6 Tb6 32. Dxc5 Tdb8 33. Rg2 a6 34. Rh3 Tc6 35. Dd4 Rg8 36. c4 Dc7 37. Dg4 Txd6 38. exd6 Dxd6 39. c5 Dxc5 40. Dxe6+ Rg7 41. Txa6 Tf8 42. f4 Df5+ 43. Dxf5 Txf5 44. Ta7+ Rg8 45. Rg4 Tb5 46. Te7 Ta5 47. Te5 Ta7 48. h4 Rg7 49. h5 Rh6 50. Rh4 Ta1 51. g4 Th1+ 52. Rg3 gxh5 53. Te6+ Rg7 54. g5 Tg1+ 55. Rf2 Ta1 56. Th6 Ta4 57. Rf3 Ta3+ 58. Rf2 Ta4 ½–½

#### Partida 3: Nepómniasxi–Carlsen, ½–½
|   | a | b | c | d | e | f | g | h |   |
| 8 | a8 negres torre · c8 negres alfil · d8 negres dama · e8 negres torre · f8 negres alfil · g8 negres rei · c7 negres peó · f7 negres peó · g7 negres peó · c6 negres cavall · d6 negres peó · f6 negres cavall · h6 negres peó · a5 negres peó · e5 negres peó · a4 blanques peó · c4 blanques cavall · e4 blanques peó · b3 blanques alfil · c3 blanques alfil · d3 blanques peó · f3 blanques cavall · b2 blanques peó · f2 blanques peó · g2 blanques peó · h2 blanques peó · c1 blanques torre · d1 blanques dama · e1 blanques torre · g1 blanques rei | a8 negres torre · c8 negres alfil · d8 negres dama · e8 negres torre · f8 negres alfil · g8 negres rei · c7 negres peó · f7 negres peó · g7 negres peó · c6 negres cavall · d6 negres peó · f6 negres cavall · h6 negres peó · a5 negres peó · e5 negres peó · a4 blanques peó · c4 blanques cavall · e4 blanques peó · b3 blanques alfil · c3 blanques alfil · d3 blanques peó · f3 blanques cavall · b2 blanques peó · f2 blanques peó · g2 blanques peó · h2 blanques peó · c1 blanques torre · d1 blanques dama · e1 blanques torre · g1 blanques rei | a8 negres torre · c8 negres alfil · d8 negres dama · e8 negres torre · f8 negres alfil · g8 negres rei · c7 negres peó · f7 negres peó · g7 negres peó · c6 negres cavall · d6 negres peó · f6 negres cavall · h6 negres peó · a5 negres peó · e5 negres peó · a4 blanques peó · c4 blanques cavall · e4 blanques peó · b3 blanques alfil · c3 blanques alfil · d3 blanques peó · f3 blanques cavall · b2 blanques peó · f2 blanques peó · g2 blanques peó · h2 blanques peó · c1 blanques torre · d1 blanques dama · e1 blanques torre · g1 blanques rei | a8 negres torre · c8 negres alfil · d8 negres dama · e8 negres torre · f8 negres alfil · g8 negres rei · c7 negres peó · f7 negres peó · g7 negres peó · c6 negres cavall · d6 negres peó · f6 negres cavall · h6 negres peó · a5 negres peó · e5 negres peó · a4 blanques peó · c4 blanques cavall · e4 blanques peó · b3 blanques alfil · c3 blanques alfil · d3 blanques peó · f3 blanques cavall · b2 blanques peó · f2 blanques peó · g2 blanques peó · h2 blanques peó · c1 blanques torre · d1 blanques dama · e1 blanques torre · g1 blanques rei | a8 negres torre · c8 negres alfil · d8 negres dama · e8 negres torre · f8 negres alfil · g8 negres rei · c7 negres peó · f7 negres peó · g7 negres peó · c6 negres cavall · d6 negres peó · f6 negres cavall · h6 negres peó · a5 negres peó · e5 negres peó · a4 blanques peó · c4 blanques cavall · e4 blanques peó · b3 blanques alfil · c3 blanques alfil · d3 blanques peó · f3 blanques cavall · b2 blanques peó · f2 blanques peó · g2 blanques peó · h2 blanques peó · c1 blanques torre · d1 blanques dama · e1 blanques torre · g1 blanques rei | a8 negres torre · c8 negres alfil · d8 negres dama · e8 negres torre · f8 negres alfil · g8 negres rei · c7 negres peó · f7 negres peó · g7 negres peó · c6 negres cavall · d6 negres peó · f6 negres cavall · h6 negres peó · a5 negres peó · e5 negres peó · a4 blanques peó · c4 blanques cavall · e4 blanques peó · b3 blanques alfil · c3 blanques alfil · d3 blanques peó · f3 blanques cavall · b2 blanques peó · f2 blanques peó · g2 blanques peó · h2 blanques peó · c1 blanques torre · d1 blanques dama · e1 blanques torre · g1 blanques rei | a8 negres torre · c8 negres alfil · d8 negres dama · e8 negres torre · f8 negres alfil · g8 negres rei · c7 negres peó · f7 negres peó · g7 negres peó · c6 negres cavall · d6 negres peó · f6 negres cavall · h6 negres peó · a5 negres peó · e5 negres peó · a4 blanques peó · c4 blanques cavall · e4 blanques peó · b3 blanques alfil · c3 blanques alfil · d3 blanques peó · f3 blanques cavall · b2 blanques peó · f2 blanques peó · g2 blanques peó · h2 blanques peó · c1 blanques torre · d1 blanques dama · e1 blanques torre · g1 blanques rei | a8 negres torre · c8 negres alfil · d8 negres dama · e8 negres torre · f8 negres alfil · g8 negres rei · c7 negres peó · f7 negres peó · g7 negres peó · c6 negres cavall · d6 negres peó · f6 negres cavall · h6 negres peó · a5 negres peó · e5 negres peó · a4 blanques peó · c4 blanques cavall · e4 blanques peó · b3 blanques alfil · c3 blanques alfil · d3 blanques peó · f3 blanques cavall · b2 blanques peó · f2 blanques peó · g2 blanques peó · h2 blanques peó · c1 blanques torre · d1 blanques dama · e1 blanques torre · g1 blanques rei | 8 |
| 7 | a8 negres torre · c8 negres alfil · d8 negres dama · e8 negres torre · f8 negres alfil · g8 negres rei · c7 negres peó · f7 negres peó · g7 negres peó · c6 negres cavall · d6 negres peó · f6 negres cavall · h6 negres peó · a5 negres peó · e5 negres peó · a4 blanques peó · c4 blanques cavall · e4 blanques peó · b3 blanques alfil · c3 blanques alfil · d3 blanques peó · f3 blanques cavall · b2 blanques peó · f2 blanques peó · g2 blanques peó · h2 blanques peó · c1 blanques torre · d1 blanques dama · e1 blanques torre · g1 blanques rei | a8 negres torre · c8 negres alfil · d8 negres dama · e8 negres torre · f8 negres alfil · g8 negres rei · c7 negres peó · f7 negres peó · g7 negres peó · c6 negres cavall · d6 negres peó · f6 negres cavall · h6 negres peó · a5 negres peó · e5 negres peó · a4 blanques peó · c4 blanques cavall · e4 blanques peó · b3 blanques alfil · c3 blanques alfil · d3 blanques peó · f3 blanques cavall · b2 blanques peó · f2 blanques peó · g2 blanques peó · h2 blanques peó · c1 blanques torre · d1 blanques dama · e1 blanques torre · g1 blanques rei | a8 negres torre · c8 negres alfil · d8 negres dama · e8 negres torre · f8 negres alfil · g8 negres rei · c7 negres peó · f7 negres peó · g7 negres peó · c6 negres cavall · d6 negres peó · f6 negres cavall · h6 negres peó · a5 negres peó · e5 negres peó · a4 blanques peó · c4 blanques cavall · e4 blanques peó · b3 blanques alfil · c3 blanques alfil · d3 blanques peó · f3 blanques cavall · b2 blanques peó · f2 blanques peó · g2 blanques peó · h2 blanques peó · c1 blanques torre · d1 blanques dama · e1 blanques torre · g1 blanques rei | a8 negres torre · c8 negres alfil · d8 negres dama · e8 negres torre · f8 negres alfil · g8 negres rei · c7 negres peó · f7 negres peó · g7 negres peó · c6 negres cavall · d6 negres peó · f6 negres cavall · h6 negres peó · a5 negres peó · e5 negres peó · a4 blanques peó · c4 blanques cavall · e4 blanques peó · b3 blanques alfil · c3 blanques alfil · d3 blanques peó · f3 blanques cavall · b2 blanques peó · f2 blanques peó · g2 blanques peó · h2 blanques peó · c1 blanques torre · d1 blanques dama · e1 blanques torre · g1 blanques rei | a8 negres torre · c8 negres alfil · d8 negres dama · e8 negres torre · f8 negres alfil · g8 negres rei · c7 negres peó · f7 negres peó · g7 negres peó · c6 negres cavall · d6 negres peó · f6 negres cavall · h6 negres peó · a5 negres peó · e5 negres peó · a4 blanques peó · c4 blanques cavall · e4 blanques peó · b3 blanques alfil · c3 blanques alfil · d3 blanques peó · f3 blanques cavall · b2 blanques peó · f2 blanques peó · g2 blanques peó · h2 blanques peó · c1 blanques torre · d1 blanques dama · e1 blanques torre · g1 blanques rei | a8 negres torre · c8 negres alfil · d8 negres dama · e8 negres torre · f8 negres alfil · g8 negres rei · c7 negres peó · f7 negres peó · g7 negres peó · c6 negres cavall · d6 negres peó · f6 negres cavall · h6 negres peó · a5 negres peó · e5 negres peó · a4 blanques peó · c4 blanques cavall · e4 blanques peó · b3 blanques alfil · c3 blanques alfil · d3 blanques peó · f3 blanques cavall · b2 blanques peó · f2 blanques peó · g2 blanques peó · h2 blanques peó · c1 blanques torre · d1 blanques dama · e1 blanques torre · g1 blanques rei | a8 negres torre · c8 negres alfil · d8 negres dama · e8 negres torre · f8 negres alfil · g8 negres rei · c7 negres peó · f7 negres peó · g7 negres peó · c6 negres cavall · d6 negres peó · f6 negres cavall · h6 negres peó · a5 negres peó · e5 negres peó · a4 blanques peó · c4 blanques cavall · e4 blanques peó · b3 blanques alfil · c3 blanques alfil · d3 blanques peó · f3 blanques cavall · b2 blanques peó · f2 blanques peó · g2 blanques peó · h2 blanques peó · c1 blanques torre · d1 blanques dama · e1 blanques torre · g1 blanques rei | a8 negres torre · c8 negres alfil · d8 negres dama · e8 negres torre · f8 negres alfil · g8 negres rei · c7 negres peó · f7 negres peó · g7 negres peó · c6 negres cavall · d6 negres peó · f6 negres cavall · h6 negres peó · a5 negres peó · e5 negres peó · a4 blanques peó · c4 blanques cavall · e4 blanques peó · b3 blanques alfil · c3 blanques alfil · d3 blanques peó · f3 blanques cavall · b2 blanques peó · f2 blanques peó · g2 blanques peó · h2 blanques peó · c1 blanques torre · d1 blanques dama · e1 blanques torre · g1 blanques rei | 7 |
| 6 | a8 negres torre · c8 negres alfil · d8 negres dama · e8 negres torre · f8 negres alfil · g8 negres rei · c7 negres peó · f7 negres peó · g7 negres peó · c6 negres cavall · d6 negres peó · f6 negres cavall · h6 negres peó · a5 negres peó · e5 negres peó · a4 blanques peó · c4 blanques cavall · e4 blanques peó · b3 blanques alfil · c3 blanques alfil · d3 blanques peó · f3 blanques cavall · b2 blanques peó · f2 blanques peó · g2 blanques peó · h2 blanques peó · c1 blanques torre · d1 blanques dama · e1 blanques torre · g1 blanques rei | a8 negres torre · c8 negres alfil · d8 negres dama · e8 negres torre · f8 negres alfil · g8 negres rei · c7 negres peó · f7 negres peó · g7 negres peó · c6 negres cavall · d6 negres peó · f6 negres cavall · h6 negres peó · a5 negres peó · e5 negres peó · a4 blanques peó · c4 blanques cavall · e4 blanques peó · b3 blanques alfil · c3 blanques alfil · d3 blanques peó · f3 blanques cavall · b2 blanques peó · f2 blanques peó · g2 blanques peó · h2 blanques peó · c1 blanques torre · d1 blanques dama · e1 blanques torre · g1 blanques rei | a8 negres torre · c8 negres alfil · d8 negres dama · e8 negres torre · f8 negres alfil · g8 negres rei · c7 negres peó · f7 negres peó · g7 negres peó · c6 negres cavall · d6 negres peó · f6 negres cavall · h6 negres peó · a5 negres peó · e5 negres peó · a4 blanques peó · c4 blanques cavall · e4 blanques peó · b3 blanques alfil · c3 blanques alfil · d3 blanques peó · f3 blanques cavall · b2 blanques peó · f2 blanques peó · g2 blanques peó · h2 blanques peó · c1 blanques torre · d1 blanques dama · e1 blanques torre · g1 blanques rei | a8 negres torre · c8 negres alfil · d8 negres dama · e8 negres torre · f8 negres alfil · g8 negres rei · c7 negres peó · f7 negres peó · g7 negres peó · c6 negres cavall · d6 negres peó · f6 negres cavall · h6 negres peó · a5 negres peó · e5 negres peó · a4 blanques peó · c4 blanques cavall · e4 blanques peó · b3 blanques alfil · c3 blanques alfil · d3 blanques peó · f3 blanques cavall · b2 blanques peó · f2 blanques peó · g2 blanques peó · h2 blanques peó · c1 blanques torre · d1 blanques dama · e1 blanques torre · g1 blanques rei | a8 negres torre · c8 negres alfil · d8 negres dama · e8 negres torre · f8 negres alfil · g8 negres rei · c7 negres peó · f7 negres peó · g7 negres peó · c6 negres cavall · d6 negres peó · f6 negres cavall · h6 negres peó · a5 negres peó · e5 negres peó · a4 blanques peó · c4 blanques cavall · e4 blanques peó · b3 blanques alfil · c3 blanques alfil · d3 blanques peó · f3 blanques cavall · b2 blanques peó · f2 blanques peó · g2 blanques peó · h2 blanques peó · c1 blanques torre · d1 blanques dama · e1 blanques torre · g1 blanques rei | a8 negres torre · c8 negres alfil · d8 negres dama · e8 negres torre · f8 negres alfil · g8 negres rei · c7 negres peó · f7 negres peó · g7 negres peó · c6 negres cavall · d6 negres peó · f6 negres cavall · h6 negres peó · a5 negres peó · e5 negres peó · a4 blanques peó · c4 blanques cavall · e4 blanques peó · b3 blanques alfil · c3 blanques alfil · d3 blanques peó · f3 blanques cavall · b2 blanques peó · f2 blanques peó · g2 blanques peó · h2 blanques peó · c1 blanques torre · d1 blanques dama · e1 blanques torre · g1 blanques rei | a8 negres torre · c8 negres alfil · d8 negres dama · e8 negres torre · f8 negres alfil · g8 negres rei · c7 negres peó · f7 negres peó · g7 negres peó · c6 negres cavall · d6 negres peó · f6 negres cavall · h6 negres peó · a5 negres peó · e5 negres peó · a4 blanques peó · c4 blanques cavall · e4 blanques peó · b3 blanques alfil · c3 blanques alfil · d3 blanques peó · f3 blanques cavall · b2 blanques peó · f2 blanques peó · g2 blanques peó · h2 blanques peó · c1 blanques torre · d1 blanques dama · e1 blanques torre · g1 blanques rei | a8 negres torre · c8 negres alfil · d8 negres dama · e8 negres torre · f8 negres alfil · g8 negres rei · c7 negres peó · f7 negres peó · g7 negres peó · c6 negres cavall · d6 negres peó · f6 negres cavall · h6 negres peó · a5 negres peó · e5 negres peó · a4 blanques peó · c4 blanques cavall · e4 blanques peó · b3 blanques alfil · c3 blanques alfil · d3 blanques peó · f3 blanques cavall · b2 blanques peó · f2 blanques peó · g2 blanques peó · h2 blanques peó · c1 blanques torre · d1 blanques dama · e1 blanques torre · g1 blanques rei | 6 |
| 5 | a8 negres torre · c8 negres alfil · d8 negres dama · e8 negres torre · f8 negres alfil · g8 negres rei · c7 negres peó · f7 negres peó · g7 negres peó · c6 negres cavall · d6 negres peó · f6 negres cavall · h6 negres peó · a5 negres peó · e5 negres peó · a4 blanques peó · c4 blanques cavall · e4 blanques peó · b3 blanques alfil · c3 blanques alfil · d3 blanques peó · f3 blanques cavall · b2 blanques peó · f2 blanques peó · g2 blanques peó · h2 blanques peó · c1 blanques torre · d1 blanques dama · e1 blanques torre · g1 blanques rei | a8 negres torre · c8 negres alfil · d8 negres dama · e8 negres torre · f8 negres alfil · g8 negres rei · c7 negres peó · f7 negres peó · g7 negres peó · c6 negres cavall · d6 negres peó · f6 negres cavall · h6 negres peó · a5 negres peó · e5 negres peó · a4 blanques peó · c4 blanques cavall · e4 blanques peó · b3 blanques alfil · c3 blanques alfil · d3 blanques peó · f3 blanques cavall · b2 blanques peó · f2 blanques peó · g2 blanques peó · h2 blanques peó · c1 blanques torre · d1 blanques dama · e1 blanques torre · g1 blanques rei | a8 negres torre · c8 negres alfil · d8 negres dama · e8 negres torre · f8 negres alfil · g8 negres rei · c7 negres peó · f7 negres peó · g7 negres peó · c6 negres cavall · d6 negres peó · f6 negres cavall · h6 negres peó · a5 negres peó · e5 negres peó · a4 blanques peó · c4 blanques cavall · e4 blanques peó · b3 blanques alfil · c3 blanques alfil · d3 blanques peó · f3 blanques cavall · b2 blanques peó · f2 blanques peó · g2 blanques peó · h2 blanques peó · c1 blanques torre · d1 blanques dama · e1 blanques torre · g1 blanques rei | a8 negres torre · c8 negres alfil · d8 negres dama · e8 negres torre · f8 negres alfil · g8 negres rei · c7 negres peó · f7 negres peó · g7 negres peó · c6 negres cavall · d6 negres peó · f6 negres cavall · h6 negres peó · a5 negres peó · e5 negres peó · a4 blanques peó · c4 blanques cavall · e4 blanques peó · b3 blanques alfil · c3 blanques alfil · d3 blanques peó · f3 blanques cavall · b2 blanques peó · f2 blanques peó · g2 blanques peó · h2 blanques peó · c1 blanques torre · d1 blanques dama · e1 blanques torre · g1 blanques rei | a8 negres torre · c8 negres alfil · d8 negres dama · e8 negres torre · f8 negres alfil · g8 negres rei · c7 negres peó · f7 negres peó · g7 negres peó · c6 negres cavall · d6 negres peó · f6 negres cavall · h6 negres peó · a5 negres peó · e5 negres peó · a4 blanques peó · c4 blanques cavall · e4 blanques peó · b3 blanques alfil · c3 blanques alfil · d3 blanques peó · f3 blanques cavall · b2 blanques peó · f2 blanques peó · g2 blanques peó · h2 blanques peó · c1 blanques torre · d1 blanques dama · e1 blanques torre · g1 blanques rei | a8 negres torre · c8 negres alfil · d8 negres dama · e8 negres torre · f8 negres alfil · g8 negres rei · c7 negres peó · f7 negres peó · g7 negres peó · c6 negres cavall · d6 negres peó · f6 negres cavall · h6 negres peó · a5 negres peó · e5 negres peó · a4 blanques peó · c4 blanques cavall · e4 blanques peó · b3 blanques alfil · c3 blanques alfil · d3 blanques peó · f3 blanques cavall · b2 blanques peó · f2 blanques peó · g2 blanques peó · h2 blanques peó · c1 blanques torre · d1 blanques dama · e1 blanques torre · g1 blanques rei | a8 negres torre · c8 negres alfil · d8 negres dama · e8 negres torre · f8 negres alfil · g8 negres rei · c7 negres peó · f7 negres peó · g7 negres peó · c6 negres cavall · d6 negres peó · f6 negres cavall · h6 negres peó · a5 negres peó · e5 negres peó · a4 blanques peó · c4 blanques cavall · e4 blanques peó · b3 blanques alfil · c3 blanques alfil · d3 blanques peó · f3 blanques cavall · b2 blanques peó · f2 blanques peó · g2 blanques peó · h2 blanques peó · c1 blanques torre · d1 blanques dama · e1 blanques torre · g1 blanques rei | a8 negres torre · c8 negres alfil · d8 negres dama · e8 negres torre · f8 negres alfil · g8 negres rei · c7 negres peó · f7 negres peó · g7 negres peó · c6 negres cavall · d6 negres peó · f6 negres cavall · h6 negres peó · a5 negres peó · e5 negres peó · a4 blanques peó · c4 blanques cavall · e4 blanques peó · b3 blanques alfil · c3 blanques alfil · d3 blanques peó · f3 blanques cavall · b2 blanques peó · f2 blanques peó · g2 blanques peó · h2 blanques peó · c1 blanques torre · d1 blanques dama · e1 blanques torre · g1 blanques rei | 5 |
| 4 | a8 negres torre · c8 negres alfil · d8 negres dama · e8 negres torre · f8 negres alfil · g8 negres rei · c7 negres peó · f7 negres peó · g7 negres peó · c6 negres cavall · d6 negres peó · f6 negres cavall · h6 negres peó · a5 negres peó · e5 negres peó · a4 blanques peó · c4 blanques cavall · e4 blanques peó · b3 blanques alfil · c3 blanques alfil · d3 blanques peó · f3 blanques cavall · b2 blanques peó · f2 blanques peó · g2 blanques peó · h2 blanques peó · c1 blanques torre · d1 blanques dama · e1 blanques torre · g1 blanques rei | a8 negres torre · c8 negres alfil · d8 negres dama · e8 negres torre · f8 negres alfil · g8 negres rei · c7 negres peó · f7 negres peó · g7 negres peó · c6 negres cavall · d6 negres peó · f6 negres cavall · h6 negres peó · a5 negres peó · e5 negres peó · a4 blanques peó · c4 blanques cavall · e4 blanques peó · b3 blanques alfil · c3 blanques alfil · d3 blanques peó · f3 blanques cavall · b2 blanques peó · f2 blanques peó · g2 blanques peó · h2 blanques peó · c1 blanques torre · d1 blanques dama · e1 blanques torre · g1 blanques rei | a8 negres torre · c8 negres alfil · d8 negres dama · e8 negres torre · f8 negres alfil · g8 negres rei · c7 negres peó · f7 negres peó · g7 negres peó · c6 negres cavall · d6 negres peó · f6 negres cavall · h6 negres peó · a5 negres peó · e5 negres peó · a4 blanques peó · c4 blanques cavall · e4 blanques peó · b3 blanques alfil · c3 blanques alfil · d3 blanques peó · f3 blanques cavall · b2 blanques peó · f2 blanques peó · g2 blanques peó · h2 blanques peó · c1 blanques torre · d1 blanques dama · e1 blanques torre · g1 blanques rei | a8 negres torre · c8 negres alfil · d8 negres dama · e8 negres torre · f8 negres alfil · g8 negres rei · c7 negres peó · f7 negres peó · g7 negres peó · c6 negres cavall · d6 negres peó · f6 negres cavall · h6 negres peó · a5 negres peó · e5 negres peó · a4 blanques peó · c4 blanques cavall · e4 blanques peó · b3 blanques alfil · c3 blanques alfil · d3 blanques peó · f3 blanques cavall · b2 blanques peó · f2 blanques peó · g2 blanques peó · h2 blanques peó · c1 blanques torre · d1 blanques dama · e1 blanques torre · g1 blanques rei | a8 negres torre · c8 negres alfil · d8 negres dama · e8 negres torre · f8 negres alfil · g8 negres rei · c7 negres peó · f7 negres peó · g7 negres peó · c6 negres cavall · d6 negres peó · f6 negres cavall · h6 negres peó · a5 negres peó · e5 negres peó · a4 blanques peó · c4 blanques cavall · e4 blanques peó · b3 blanques alfil · c3 blanques alfil · d3 blanques peó · f3 blanques cavall · b2 blanques peó · f2 blanques peó · g2 blanques peó · h2 blanques peó · c1 blanques torre · d1 blanques dama · e1 blanques torre · g1 blanques rei | a8 negres torre · c8 negres alfil · d8 negres dama · e8 negres torre · f8 negres alfil · g8 negres rei · c7 negres peó · f7 negres peó · g7 negres peó · c6 negres cavall · d6 negres peó · f6 negres cavall · h6 negres peó · a5 negres peó · e5 negres peó · a4 blanques peó · c4 blanques cavall · e4 blanques peó · b3 blanques alfil · c3 blanques alfil · d3 blanques peó · f3 blanques cavall · b2 blanques peó · f2 blanques peó · g2 blanques peó · h2 blanques peó · c1 blanques torre · d1 blanques dama · e1 blanques torre · g1 blanques rei | a8 negres torre · c8 negres alfil · d8 negres dama · e8 negres torre · f8 negres alfil · g8 negres rei · c7 negres peó · f7 negres peó · g7 negres peó · c6 negres cavall · d6 negres peó · f6 negres cavall · h6 negres peó · a5 negres peó · e5 negres peó · a4 blanques peó · c4 blanques cavall · e4 blanques peó · b3 blanques alfil · c3 blanques alfil · d3 blanques peó · f3 blanques cavall · b2 blanques peó · f2 blanques peó · g2 blanques peó · h2 blanques peó · c1 blanques torre · d1 blanques dama · e1 blanques torre · g1 blanques rei | a8 negres torre · c8 negres alfil · d8 negres dama · e8 negres torre · f8 negres alfil · g8 negres rei · c7 negres peó · f7 negres peó · g7 negres peó · c6 negres cavall · d6 negres peó · f6 negres cavall · h6 negres peó · a5 negres peó · e5 negres peó · a4 blanques peó · c4 blanques cavall · e4 blanques peó · b3 blanques alfil · c3 blanques alfil · d3 blanques peó · f3 blanques cavall · b2 blanques peó · f2 blanques peó · g2 blanques peó · h2 blanques peó · c1 blanques torre · d1 blanques dama · e1 blanques torre · g1 blanques rei | 4 |
| 3 | a8 negres torre · c8 negres alfil · d8 negres dama · e8 negres torre · f8 negres alfil · g8 negres rei · c7 negres peó · f7 negres peó · g7 negres peó · c6 negres cavall · d6 negres peó · f6 negres cavall · h6 negres peó · a5 negres peó · e5 negres peó · a4 blanques peó · c4 blanques cavall · e4 blanques peó · b3 blanques alfil · c3 blanques alfil · d3 blanques peó · f3 blanques cavall · b2 blanques peó · f2 blanques peó · g2 blanques peó · h2 blanques peó · c1 blanques torre · d1 blanques dama · e1 blanques torre · g1 blanques rei | a8 negres torre · c8 negres alfil · d8 negres dama · e8 negres torre · f8 negres alfil · g8 negres rei · c7 negres peó · f7 negres peó · g7 negres peó · c6 negres cavall · d6 negres peó · f6 negres cavall · h6 negres peó · a5 negres peó · e5 negres peó · a4 blanques peó · c4 blanques cavall · e4 blanques peó · b3 blanques alfil · c3 blanques alfil · d3 blanques peó · f3 blanques cavall · b2 blanques peó · f2 blanques peó · g2 blanques peó · h2 blanques peó · c1 blanques torre · d1 blanques dama · e1 blanques torre · g1 blanques rei | a8 negres torre · c8 negres alfil · d8 negres dama · e8 negres torre · f8 negres alfil · g8 negres rei · c7 negres peó · f7 negres peó · g7 negres peó · c6 negres cavall · d6 negres peó · f6 negres cavall · h6 negres peó · a5 negres peó · e5 negres peó · a4 blanques peó · c4 blanques cavall · e4 blanques peó · b3 blanques alfil · c3 blanques alfil · d3 blanques peó · f3 blanques cavall · b2 blanques peó · f2 blanques peó · g2 blanques peó · h2 blanques peó · c1 blanques torre · d1 blanques dama · e1 blanques torre · g1 blanques rei | a8 negres torre · c8 negres alfil · d8 negres dama · e8 negres torre · f8 negres alfil · g8 negres rei · c7 negres peó · f7 negres peó · g7 negres peó · c6 negres cavall · d6 negres peó · f6 negres cavall · h6 negres peó · a5 negres peó · e5 negres peó · a4 blanques peó · c4 blanques cavall · e4 blanques peó · b3 blanques alfil · c3 blanques alfil · d3 blanques peó · f3 blanques cavall · b2 blanques peó · f2 blanques peó · g2 blanques peó · h2 blanques peó · c1 blanques torre · d1 blanques dama · e1 blanques torre · g1 blanques rei | a8 negres torre · c8 negres alfil · d8 negres dama · e8 negres torre · f8 negres alfil · g8 negres rei · c7 negres peó · f7 negres peó · g7 negres peó · c6 negres cavall · d6 negres peó · f6 negres cavall · h6 negres peó · a5 negres peó · e5 negres peó · a4 blanques peó · c4 blanques cavall · e4 blanques peó · b3 blanques alfil · c3 blanques alfil · d3 blanques peó · f3 blanques cavall · b2 blanques peó · f2 blanques peó · g2 blanques peó · h2 blanques peó · c1 blanques torre · d1 blanques dama · e1 blanques torre · g1 blanques rei | a8 negres torre · c8 negres alfil · d8 negres dama · e8 negres torre · f8 negres alfil · g8 negres rei · c7 negres peó · f7 negres peó · g7 negres peó · c6 negres cavall · d6 negres peó · f6 negres cavall · h6 negres peó · a5 negres peó · e5 negres peó · a4 blanques peó · c4 blanques cavall · e4 blanques peó · b3 blanques alfil · c3 blanques alfil · d3 blanques peó · f3 blanques cavall · b2 blanques peó · f2 blanques peó · g2 blanques peó · h2 blanques peó · c1 blanques torre · d1 blanques dama · e1 blanques torre · g1 blanques rei | a8 negres torre · c8 negres alfil · d8 negres dama · e8 negres torre · f8 negres alfil · g8 negres rei · c7 negres peó · f7 negres peó · g7 negres peó · c6 negres cavall · d6 negres peó · f6 negres cavall · h6 negres peó · a5 negres peó · e5 negres peó · a4 blanques peó · c4 blanques cavall · e4 blanques peó · b3 blanques alfil · c3 blanques alfil · d3 blanques peó · f3 blanques cavall · b2 blanques peó · f2 blanques peó · g2 blanques peó · h2 blanques peó · c1 blanques torre · d1 blanques dama · e1 blanques torre · g1 blanques rei | a8 negres torre · c8 negres alfil · d8 negres dama · e8 negres torre · f8 negres alfil · g8 negres rei · c7 negres peó · f7 negres peó · g7 negres peó · c6 negres cavall · d6 negres peó · f6 negres cavall · h6 negres peó · a5 negres peó · e5 negres peó · a4 blanques peó · c4 blanques cavall · e4 blanques peó · b3 blanques alfil · c3 blanques alfil · d3 blanques peó · f3 blanques cavall · b2 blanques peó · f2 blanques peó · g2 blanques peó · h2 blanques peó · c1 blanques torre · d1 blanques dama · e1 blanques torre · g1 blanques rei | 3 |
| 2 | a8 negres torre · c8 negres alfil · d8 negres dama · e8 negres torre · f8 negres alfil · g8 negres rei · c7 negres peó · f7 negres peó · g7 negres peó · c6 negres cavall · d6 negres peó · f6 negres cavall · h6 negres peó · a5 negres peó · e5 negres peó · a4 blanques peó · c4 blanques cavall · e4 blanques peó · b3 blanques alfil · c3 blanques alfil · d3 blanques peó · f3 blanques cavall · b2 blanques peó · f2 blanques peó · g2 blanques peó · h2 blanques peó · c1 blanques torre · d1 blanques dama · e1 blanques torre · g1 blanques rei | a8 negres torre · c8 negres alfil · d8 negres dama · e8 negres torre · f8 negres alfil · g8 negres rei · c7 negres peó · f7 negres peó · g7 negres peó · c6 negres cavall · d6 negres peó · f6 negres cavall · h6 negres peó · a5 negres peó · e5 negres peó · a4 blanques peó · c4 blanques cavall · e4 blanques peó · b3 blanques alfil · c3 blanques alfil · d3 blanques peó · f3 blanques cavall · b2 blanques peó · f2 blanques peó · g2 blanques peó · h2 blanques peó · c1 blanques torre · d1 blanques dama · e1 blanques torre · g1 blanques rei | a8 negres torre · c8 negres alfil · d8 negres dama · e8 negres torre · f8 negres alfil · g8 negres rei · c7 negres peó · f7 negres peó · g7 negres peó · c6 negres cavall · d6 negres peó · f6 negres cavall · h6 negres peó · a5 negres peó · e5 negres peó · a4 blanques peó · c4 blanques cavall · e4 blanques peó · b3 blanques alfil · c3 blanques alfil · d3 blanques peó · f3 blanques cavall · b2 blanques peó · f2 blanques peó · g2 blanques peó · h2 blanques peó · c1 blanques torre · d1 blanques dama · e1 blanques torre · g1 blanques rei | a8 negres torre · c8 negres alfil · d8 negres dama · e8 negres torre · f8 negres alfil · g8 negres rei · c7 negres peó · f7 negres peó · g7 negres peó · c6 negres cavall · d6 negres peó · f6 negres cavall · h6 negres peó · a5 negres peó · e5 negres peó · a4 blanques peó · c4 blanques cavall · e4 blanques peó · b3 blanques alfil · c3 blanques alfil · d3 blanques peó · f3 blanques cavall · b2 blanques peó · f2 blanques peó · g2 blanques peó · h2 blanques peó · c1 blanques torre · d1 blanques dama · e1 blanques torre · g1 blanques rei | a8 negres torre · c8 negres alfil · d8 negres dama · e8 negres torre · f8 negres alfil · g8 negres rei · c7 negres peó · f7 negres peó · g7 negres peó · c6 negres cavall · d6 negres peó · f6 negres cavall · h6 negres peó · a5 negres peó · e5 negres peó · a4 blanques peó · c4 blanques cavall · e4 blanques peó · b3 blanques alfil · c3 blanques alfil · d3 blanques peó · f3 blanques cavall · b2 blanques peó · f2 blanques peó · g2 blanques peó · h2 blanques peó · c1 blanques torre · d1 blanques dama · e1 blanques torre · g1 blanques rei | a8 negres torre · c8 negres alfil · d8 negres dama · e8 negres torre · f8 negres alfil · g8 negres rei · c7 negres peó · f7 negres peó · g7 negres peó · c6 negres cavall · d6 negres peó · f6 negres cavall · h6 negres peó · a5 negres peó · e5 negres peó · a4 blanques peó · c4 blanques cavall · e4 blanques peó · b3 blanques alfil · c3 blanques alfil · d3 blanques peó · f3 blanques cavall · b2 blanques peó · f2 blanques peó · g2 blanques peó · h2 blanques peó · c1 blanques torre · d1 blanques dama · e1 blanques torre · g1 blanques rei | a8 negres torre · c8 negres alfil · d8 negres dama · e8 negres torre · f8 negres alfil · g8 negres rei · c7 negres peó · f7 negres peó · g7 negres peó · c6 negres cavall · d6 negres peó · f6 negres cavall · h6 negres peó · a5 negres peó · e5 negres peó · a4 blanques peó · c4 blanques cavall · e4 blanques peó · b3 blanques alfil · c3 blanques alfil · d3 blanques peó · f3 blanques cavall · b2 blanques peó · f2 blanques peó · g2 blanques peó · h2 blanques peó · c1 blanques torre · d1 blanques dama · e1 blanques torre · g1 blanques rei | a8 negres torre · c8 negres alfil · d8 negres dama · e8 negres torre · f8 negres alfil · g8 negres rei · c7 negres peó · f7 negres peó · g7 negres peó · c6 negres cavall · d6 negres peó · f6 negres cavall · h6 negres peó · a5 negres peó · e5 negres peó · a4 blanques peó · c4 blanques cavall · e4 blanques peó · b3 blanques alfil · c3 blanques alfil · d3 blanques peó · f3 blanques cavall · b2 blanques peó · f2 blanques peó · g2 blanques peó · h2 blanques peó · c1 blanques torre · d1 blanques dama · e1 blanques torre · g1 blanques rei | 2 |
| 1 | a8 negres torre · c8 negres alfil · d8 negres dama · e8 negres torre · f8 negres alfil · g8 negres rei · c7 negres peó · f7 negres peó · g7 negres peó · c6 negres cavall · d6 negres peó · f6 negres cavall · h6 negres peó · a5 negres peó · e5 negres peó · a4 blanques peó · c4 blanques cavall · e4 blanques peó · b3 blanques alfil · c3 blanques alfil · d3 blanques peó · f3 blanques cavall · b2 blanques peó · f2 blanques peó · g2 blanques peó · h2 blanques peó · c1 blanques torre · d1 blanques dama · e1 blanques torre · g1 blanques rei | a8 negres torre · c8 negres alfil · d8 negres dama · e8 negres torre · f8 negres alfil · g8 negres rei · c7 negres peó · f7 negres peó · g7 negres peó · c6 negres cavall · d6 negres peó · f6 negres cavall · h6 negres peó · a5 negres peó · e5 negres peó · a4 blanques peó · c4 blanques cavall · e4 blanques peó · b3 blanques alfil · c3 blanques alfil · d3 blanques peó · f3 blanques cavall · b2 blanques peó · f2 blanques peó · g2 blanques peó · h2 blanques peó · c1 blanques torre · d1 blanques dama · e1 blanques torre · g1 blanques rei | a8 negres torre · c8 negres alfil · d8 negres dama · e8 negres torre · f8 negres alfil · g8 negres rei · c7 negres peó · f7 negres peó · g7 negres peó · c6 negres cavall · d6 negres peó · f6 negres cavall · h6 negres peó · a5 negres peó · e5 negres peó · a4 blanques peó · c4 blanques cavall · e4 blanques peó · b3 blanques alfil · c3 blanques alfil · d3 blanques peó · f3 blanques cavall · b2 blanques peó · f2 blanques peó · g2 blanques peó · h2 blanques peó · c1 blanques torre · d1 blanques dama · e1 blanques torre · g1 blanques rei | a8 negres torre · c8 negres alfil · d8 negres dama · e8 negres torre · f8 negres alfil · g8 negres rei · c7 negres peó · f7 negres peó · g7 negres peó · c6 negres cavall · d6 negres peó · f6 negres cavall · h6 negres peó · a5 negres peó · e5 negres peó · a4 blanques peó · c4 blanques cavall · e4 blanques peó · b3 blanques alfil · c3 blanques alfil · d3 blanques peó · f3 blanques cavall · b2 blanques peó · f2 blanques peó · g2 blanques peó · h2 blanques peó · c1 blanques torre · d1 blanques dama · e1 blanques torre · g1 blanques rei | a8 negres torre · c8 negres alfil · d8 negres dama · e8 negres torre · f8 negres alfil · g8 negres rei · c7 negres peó · f7 negres peó · g7 negres peó · c6 negres cavall · d6 negres peó · f6 negres cavall · h6 negres peó · a5 negres peó · e5 negres peó · a4 blanques peó · c4 blanques cavall · e4 blanques peó · b3 blanques alfil · c3 blanques alfil · d3 blanques peó · f3 blanques cavall · b2 blanques peó · f2 blanques peó · g2 blanques peó · h2 blanques peó · c1 blanques torre · d1 blanques dama · e1 blanques torre · g1 blanques rei | a8 negres torre · c8 negres alfil · d8 negres dama · e8 negres torre · f8 negres alfil · g8 negres rei · c7 negres peó · f7 negres peó · g7 negres peó · c6 negres cavall · d6 negres peó · f6 negres cavall · h6 negres peó · a5 negres peó · e5 negres peó · a4 blanques peó · c4 blanques cavall · e4 blanques peó · b3 blanques alfil · c3 blanques alfil · d3 blanques peó · f3 blanques cavall · b2 blanques peó · f2 blanques peó · g2 blanques peó · h2 blanques peó · c1 blanques torre · d1 blanques dama · e1 blanques torre · g1 blanques rei | a8 negres torre · c8 negres alfil · d8 negres dama · e8 negres torre · f8 negres alfil · g8 negres rei · c7 negres peó · f7 negres peó · g7 negres peó · c6 negres cavall · d6 negres peó · f6 negres cavall · h6 negres peó · a5 negres peó · e5 negres peó · a4 blanques peó · c4 blanques cavall · e4 blanques peó · b3 blanques alfil · c3 blanques alfil · d3 blanques peó · f3 blanques cavall · b2 blanques peó · f2 blanques peó · g2 blanques peó · h2 blanques peó · c1 blanques torre · d1 blanques dama · e1 blanques torre · g1 blanques rei | a8 negres torre · c8 negres alfil · d8 negres dama · e8 negres torre · f8 negres alfil · g8 negres rei · c7 negres peó · f7 negres peó · g7 negres peó · c6 negres cavall · d6 negres peó · f6 negres cavall · h6 negres peó · a5 negres peó · e5 negres peó · a4 blanques peó · c4 blanques cavall · e4 blanques peó · b3 blanques alfil · c3 blanques alfil · d3 blanques peó · f3 blanques cavall · b2 blanques peó · f2 blanques peó · g2 blanques peó · h2 blanques peó · c1 blanques torre · d1 blanques dama · e1 blanques torre · g1 blanques rei | 1 |
|   | a | b | c | d | e | f | g | h |   |

La tercera partida va ser taules en 41 jugades. Com la partida 1, es va jugar una obertura Ruy López. Nepómniasxi es va desviar el primer amb 8. a4, però Carlsen estava preparat i va poder igualar. Les blanques tenien una petita iniciativa, però després d'una acurada maniobra d'alfil de les negres (17...Ac8 seguit de ...Ae6 preparant ...d5), es van produir canvis massius i un final de taules. chess.com va dir que la preparació de Carlsen amb negres era 'a prova de bales', tot i que Carlsen va remarcar durant la roda de premsa posterior que no havia estat tan fàcil com semblava, i que no havia aconseguit massa oportunitats.
Ruy López, Tancada, Anti-Marshall 8.a4 (ECO C88)
1. e4 e5 2. Cf3 Cc6 3. Ab5 a6 4. Aa4 Cf6 5. O-O Ae7 6. Te1 b5 7. Ab3 O-O 8. a4 Ab7 9. d3 d6 10. Cbd2 Te8 11. Cf1 h6 12. Ad2 Af8 13. Ce3 Ce7 14. c4 bxc4 15. Cxc4 Cc6 16. Tc1 a5 17. Ac3 Ac8 (diagrama) 18. d4 exd4 19. Cxd4 Cxd4 20. Dxd4 Ae6 21. h3 c6 22. Ac2 d5 23. e5 dxc4 24. Dxd8 Texd8 25. exf6 Ab4 26. fxg7 Axc3 27. bxc3 Rxg7 28. Rf1 Tab8 29. Tb1 Rf6 30. Txb8 Txb8 31. Tb1 Txb1+ 32. Axb1 Re5 33. Re2 f5 34. Ac2 f4 35. Ab1 c5 36. Ac2 Ad7 37. f3 Rf6 38. h4 Re5 39. Rf2 Rf6 40. Re2 Re5 41. Rf2 ½–½

#### Partida 4: Carlsen–Nepómniasxi, ½–½
La quarta partida fou taules en 33 moviments. Carlsen va començar amb 1. e4, contra la qual Nepómniasxi va jugar la defensa Petrov. La partida va seguir la teoria fins que Carlsen va fer la novetat 18.Ch4. Tot i que era una jugada interessant, Nepómniasxi havia vist la idea abans, i tenia una preparació adient. Malgrat que la posició semblava arriscada per Nepómniasxi amb un cavall sense poder sortir de f8, el peó-a passat proporcionava suficient contrajoc. Carlsen va pensar durant 50 minuts buscant oportunitats de victòria, abans d'acceptar taules per triple repetició.
Els comentaristes GM Sam Shankland i GM Fabiano Caruana digueren que Nepómniasxi era el guanyador moral de la partida, ja que havia assolit unes taules clares fins i tot havent-se hagut d'enfrontar a una idea nova.
Defensa Petrov, variant clàssica (ECO C42)
1. e4 e5 2. Cf3 Cf6 3. Cxe5 d6 4. Cf3 Cxe4 5. d4 d5 6. Ad3 Ad6 7. O-O O-O 8. c4 c6 9. Te1 Af5 10. Db3 Dd7 11. Cc3 Cxc3 12. Axf5 Dxf5 13. bxc3 b6 14. cxd5 cxd5 15. Db5 Dd7 16. a4 Dxb5 17. axb5 a5 18. Ch4 g6 19. g4 Cd7 20. Cg2 Tfc8 21. Af4 Axf4 22. Cxf4 Txc3 23. Cxd5 Td3 24. Te7 Cf8 25. Cf6+ Rg7 26. Ce8+ Rg8 27. d5 a4 28. Cf6+ Rg7 29. g5 a3 30. Ce8+ Rg8 31. Cf6+ Rg7 32. Ce8+ Rg8 33. Cf6+ ½–½

#### Partida 5: Nepómniasxi–Carlsen, ½–½
|   | a | b | c | d | e | f | g | h |   |
| 8 | b8 negres torre · c8 negres alfil · e8 negres dama · f8 negres torre · g8 negres rei · c7 negres peó · f7 negres peó · g7 negres peó · d6 negres alfil · f6 negres cavall · g6 negres cavall · h6 negres peó · e5 negres peó · e4 blanques peó · b3 blanques alfil · c3 blanques peó · e3 blanques alfil · f3 blanques cavall · g3 blanques cavall · h3 blanques peó · c2 blanques dama · f2 blanques peó · g2 blanques peó · a1 blanques torre · e1 blanques torre · g1 blanques rei | b8 negres torre · c8 negres alfil · e8 negres dama · f8 negres torre · g8 negres rei · c7 negres peó · f7 negres peó · g7 negres peó · d6 negres alfil · f6 negres cavall · g6 negres cavall · h6 negres peó · e5 negres peó · e4 blanques peó · b3 blanques alfil · c3 blanques peó · e3 blanques alfil · f3 blanques cavall · g3 blanques cavall · h3 blanques peó · c2 blanques dama · f2 blanques peó · g2 blanques peó · a1 blanques torre · e1 blanques torre · g1 blanques rei | b8 negres torre · c8 negres alfil · e8 negres dama · f8 negres torre · g8 negres rei · c7 negres peó · f7 negres peó · g7 negres peó · d6 negres alfil · f6 negres cavall · g6 negres cavall · h6 negres peó · e5 negres peó · e4 blanques peó · b3 blanques alfil · c3 blanques peó · e3 blanques alfil · f3 blanques cavall · g3 blanques cavall · h3 blanques peó · c2 blanques dama · f2 blanques peó · g2 blanques peó · a1 blanques torre · e1 blanques torre · g1 blanques rei | b8 negres torre · c8 negres alfil · e8 negres dama · f8 negres torre · g8 negres rei · c7 negres peó · f7 negres peó · g7 negres peó · d6 negres alfil · f6 negres cavall · g6 negres cavall · h6 negres peó · e5 negres peó · e4 blanques peó · b3 blanques alfil · c3 blanques peó · e3 blanques alfil · f3 blanques cavall · g3 blanques cavall · h3 blanques peó · c2 blanques dama · f2 blanques peó · g2 blanques peó · a1 blanques torre · e1 blanques torre · g1 blanques rei | b8 negres torre · c8 negres alfil · e8 negres dama · f8 negres torre · g8 negres rei · c7 negres peó · f7 negres peó · g7 negres peó · d6 negres alfil · f6 negres cavall · g6 negres cavall · h6 negres peó · e5 negres peó · e4 blanques peó · b3 blanques alfil · c3 blanques peó · e3 blanques alfil · f3 blanques cavall · g3 blanques cavall · h3 blanques peó · c2 blanques dama · f2 blanques peó · g2 blanques peó · a1 blanques torre · e1 blanques torre · g1 blanques rei | b8 negres torre · c8 negres alfil · e8 negres dama · f8 negres torre · g8 negres rei · c7 negres peó · f7 negres peó · g7 negres peó · d6 negres alfil · f6 negres cavall · g6 negres cavall · h6 negres peó · e5 negres peó · e4 blanques peó · b3 blanques alfil · c3 blanques peó · e3 blanques alfil · f3 blanques cavall · g3 blanques cavall · h3 blanques peó · c2 blanques dama · f2 blanques peó · g2 blanques peó · a1 blanques torre · e1 blanques torre · g1 blanques rei | b8 negres torre · c8 negres alfil · e8 negres dama · f8 negres torre · g8 negres rei · c7 negres peó · f7 negres peó · g7 negres peó · d6 negres alfil · f6 negres cavall · g6 negres cavall · h6 negres peó · e5 negres peó · e4 blanques peó · b3 blanques alfil · c3 blanques peó · e3 blanques alfil · f3 blanques cavall · g3 blanques cavall · h3 blanques peó · c2 blanques dama · f2 blanques peó · g2 blanques peó · a1 blanques torre · e1 blanques torre · g1 blanques rei | b8 negres torre · c8 negres alfil · e8 negres dama · f8 negres torre · g8 negres rei · c7 negres peó · f7 negres peó · g7 negres peó · d6 negres alfil · f6 negres cavall · g6 negres cavall · h6 negres peó · e5 negres peó · e4 blanques peó · b3 blanques alfil · c3 blanques peó · e3 blanques alfil · f3 blanques cavall · g3 blanques cavall · h3 blanques peó · c2 blanques dama · f2 blanques peó · g2 blanques peó · a1 blanques torre · e1 blanques torre · g1 blanques rei | 8 |
| 7 | b8 negres torre · c8 negres alfil · e8 negres dama · f8 negres torre · g8 negres rei · c7 negres peó · f7 negres peó · g7 negres peó · d6 negres alfil · f6 negres cavall · g6 negres cavall · h6 negres peó · e5 negres peó · e4 blanques peó · b3 blanques alfil · c3 blanques peó · e3 blanques alfil · f3 blanques cavall · g3 blanques cavall · h3 blanques peó · c2 blanques dama · f2 blanques peó · g2 blanques peó · a1 blanques torre · e1 blanques torre · g1 blanques rei | b8 negres torre · c8 negres alfil · e8 negres dama · f8 negres torre · g8 negres rei · c7 negres peó · f7 negres peó · g7 negres peó · d6 negres alfil · f6 negres cavall · g6 negres cavall · h6 negres peó · e5 negres peó · e4 blanques peó · b3 blanques alfil · c3 blanques peó · e3 blanques alfil · f3 blanques cavall · g3 blanques cavall · h3 blanques peó · c2 blanques dama · f2 blanques peó · g2 blanques peó · a1 blanques torre · e1 blanques torre · g1 blanques rei | b8 negres torre · c8 negres alfil · e8 negres dama · f8 negres torre · g8 negres rei · c7 negres peó · f7 negres peó · g7 negres peó · d6 negres alfil · f6 negres cavall · g6 negres cavall · h6 negres peó · e5 negres peó · e4 blanques peó · b3 blanques alfil · c3 blanques peó · e3 blanques alfil · f3 blanques cavall · g3 blanques cavall · h3 blanques peó · c2 blanques dama · f2 blanques peó · g2 blanques peó · a1 blanques torre · e1 blanques torre · g1 blanques rei | b8 negres torre · c8 negres alfil · e8 negres dama · f8 negres torre · g8 negres rei · c7 negres peó · f7 negres peó · g7 negres peó · d6 negres alfil · f6 negres cavall · g6 negres cavall · h6 negres peó · e5 negres peó · e4 blanques peó · b3 blanques alfil · c3 blanques peó · e3 blanques alfil · f3 blanques cavall · g3 blanques cavall · h3 blanques peó · c2 blanques dama · f2 blanques peó · g2 blanques peó · a1 blanques torre · e1 blanques torre · g1 blanques rei | b8 negres torre · c8 negres alfil · e8 negres dama · f8 negres torre · g8 negres rei · c7 negres peó · f7 negres peó · g7 negres peó · d6 negres alfil · f6 negres cavall · g6 negres cavall · h6 negres peó · e5 negres peó · e4 blanques peó · b3 blanques alfil · c3 blanques peó · e3 blanques alfil · f3 blanques cavall · g3 blanques cavall · h3 blanques peó · c2 blanques dama · f2 blanques peó · g2 blanques peó · a1 blanques torre · e1 blanques torre · g1 blanques rei | b8 negres torre · c8 negres alfil · e8 negres dama · f8 negres torre · g8 negres rei · c7 negres peó · f7 negres peó · g7 negres peó · d6 negres alfil · f6 negres cavall · g6 negres cavall · h6 negres peó · e5 negres peó · e4 blanques peó · b3 blanques alfil · c3 blanques peó · e3 blanques alfil · f3 blanques cavall · g3 blanques cavall · h3 blanques peó · c2 blanques dama · f2 blanques peó · g2 blanques peó · a1 blanques torre · e1 blanques torre · g1 blanques rei | b8 negres torre · c8 negres alfil · e8 negres dama · f8 negres torre · g8 negres rei · c7 negres peó · f7 negres peó · g7 negres peó · d6 negres alfil · f6 negres cavall · g6 negres cavall · h6 negres peó · e5 negres peó · e4 blanques peó · b3 blanques alfil · c3 blanques peó · e3 blanques alfil · f3 blanques cavall · g3 blanques cavall · h3 blanques peó · c2 blanques dama · f2 blanques peó · g2 blanques peó · a1 blanques torre · e1 blanques torre · g1 blanques rei | b8 negres torre · c8 negres alfil · e8 negres dama · f8 negres torre · g8 negres rei · c7 negres peó · f7 negres peó · g7 negres peó · d6 negres alfil · f6 negres cavall · g6 negres cavall · h6 negres peó · e5 negres peó · e4 blanques peó · b3 blanques alfil · c3 blanques peó · e3 blanques alfil · f3 blanques cavall · g3 blanques cavall · h3 blanques peó · c2 blanques dama · f2 blanques peó · g2 blanques peó · a1 blanques torre · e1 blanques torre · g1 blanques rei | 7 |
| 6 | b8 negres torre · c8 negres alfil · e8 negres dama · f8 negres torre · g8 negres rei · c7 negres peó · f7 negres peó · g7 negres peó · d6 negres alfil · f6 negres cavall · g6 negres cavall · h6 negres peó · e5 negres peó · e4 blanques peó · b3 blanques alfil · c3 blanques peó · e3 blanques alfil · f3 blanques cavall · g3 blanques cavall · h3 blanques peó · c2 blanques dama · f2 blanques peó · g2 blanques peó · a1 blanques torre · e1 blanques torre · g1 blanques rei | b8 negres torre · c8 negres alfil · e8 negres dama · f8 negres torre · g8 negres rei · c7 negres peó · f7 negres peó · g7 negres peó · d6 negres alfil · f6 negres cavall · g6 negres cavall · h6 negres peó · e5 negres peó · e4 blanques peó · b3 blanques alfil · c3 blanques peó · e3 blanques alfil · f3 blanques cavall · g3 blanques cavall · h3 blanques peó · c2 blanques dama · f2 blanques peó · g2 blanques peó · a1 blanques torre · e1 blanques torre · g1 blanques rei | b8 negres torre · c8 negres alfil · e8 negres dama · f8 negres torre · g8 negres rei · c7 negres peó · f7 negres peó · g7 negres peó · d6 negres alfil · f6 negres cavall · g6 negres cavall · h6 negres peó · e5 negres peó · e4 blanques peó · b3 blanques alfil · c3 blanques peó · e3 blanques alfil · f3 blanques cavall · g3 blanques cavall · h3 blanques peó · c2 blanques dama · f2 blanques peó · g2 blanques peó · a1 blanques torre · e1 blanques torre · g1 blanques rei | b8 negres torre · c8 negres alfil · e8 negres dama · f8 negres torre · g8 negres rei · c7 negres peó · f7 negres peó · g7 negres peó · d6 negres alfil · f6 negres cavall · g6 negres cavall · h6 negres peó · e5 negres peó · e4 blanques peó · b3 blanques alfil · c3 blanques peó · e3 blanques alfil · f3 blanques cavall · g3 blanques cavall · h3 blanques peó · c2 blanques dama · f2 blanques peó · g2 blanques peó · a1 blanques torre · e1 blanques torre · g1 blanques rei | b8 negres torre · c8 negres alfil · e8 negres dama · f8 negres torre · g8 negres rei · c7 negres peó · f7 negres peó · g7 negres peó · d6 negres alfil · f6 negres cavall · g6 negres cavall · h6 negres peó · e5 negres peó · e4 blanques peó · b3 blanques alfil · c3 blanques peó · e3 blanques alfil · f3 blanques cavall · g3 blanques cavall · h3 blanques peó · c2 blanques dama · f2 blanques peó · g2 blanques peó · a1 blanques torre · e1 blanques torre · g1 blanques rei | b8 negres torre · c8 negres alfil · e8 negres dama · f8 negres torre · g8 negres rei · c7 negres peó · f7 negres peó · g7 negres peó · d6 negres alfil · f6 negres cavall · g6 negres cavall · h6 negres peó · e5 negres peó · e4 blanques peó · b3 blanques alfil · c3 blanques peó · e3 blanques alfil · f3 blanques cavall · g3 blanques cavall · h3 blanques peó · c2 blanques dama · f2 blanques peó · g2 blanques peó · a1 blanques torre · e1 blanques torre · g1 blanques rei | b8 negres torre · c8 negres alfil · e8 negres dama · f8 negres torre · g8 negres rei · c7 negres peó · f7 negres peó · g7 negres peó · d6 negres alfil · f6 negres cavall · g6 negres cavall · h6 negres peó · e5 negres peó · e4 blanques peó · b3 blanques alfil · c3 blanques peó · e3 blanques alfil · f3 blanques cavall · g3 blanques cavall · h3 blanques peó · c2 blanques dama · f2 blanques peó · g2 blanques peó · a1 blanques torre · e1 blanques torre · g1 blanques rei | b8 negres torre · c8 negres alfil · e8 negres dama · f8 negres torre · g8 negres rei · c7 negres peó · f7 negres peó · g7 negres peó · d6 negres alfil · f6 negres cavall · g6 negres cavall · h6 negres peó · e5 negres peó · e4 blanques peó · b3 blanques alfil · c3 blanques peó · e3 blanques alfil · f3 blanques cavall · g3 blanques cavall · h3 blanques peó · c2 blanques dama · f2 blanques peó · g2 blanques peó · a1 blanques torre · e1 blanques torre · g1 blanques rei | 6 |
| 5 | b8 negres torre · c8 negres alfil · e8 negres dama · f8 negres torre · g8 negres rei · c7 negres peó · f7 negres peó · g7 negres peó · d6 negres alfil · f6 negres cavall · g6 negres cavall · h6 negres peó · e5 negres peó · e4 blanques peó · b3 blanques alfil · c3 blanques peó · e3 blanques alfil · f3 blanques cavall · g3 blanques cavall · h3 blanques peó · c2 blanques dama · f2 blanques peó · g2 blanques peó · a1 blanques torre · e1 blanques torre · g1 blanques rei | b8 negres torre · c8 negres alfil · e8 negres dama · f8 negres torre · g8 negres rei · c7 negres peó · f7 negres peó · g7 negres peó · d6 negres alfil · f6 negres cavall · g6 negres cavall · h6 negres peó · e5 negres peó · e4 blanques peó · b3 blanques alfil · c3 blanques peó · e3 blanques alfil · f3 blanques cavall · g3 blanques cavall · h3 blanques peó · c2 blanques dama · f2 blanques peó · g2 blanques peó · a1 blanques torre · e1 blanques torre · g1 blanques rei | b8 negres torre · c8 negres alfil · e8 negres dama · f8 negres torre · g8 negres rei · c7 negres peó · f7 negres peó · g7 negres peó · d6 negres alfil · f6 negres cavall · g6 negres cavall · h6 negres peó · e5 negres peó · e4 blanques peó · b3 blanques alfil · c3 blanques peó · e3 blanques alfil · f3 blanques cavall · g3 blanques cavall · h3 blanques peó · c2 blanques dama · f2 blanques peó · g2 blanques peó · a1 blanques torre · e1 blanques torre · g1 blanques rei | b8 negres torre · c8 negres alfil · e8 negres dama · f8 negres torre · g8 negres rei · c7 negres peó · f7 negres peó · g7 negres peó · d6 negres alfil · f6 negres cavall · g6 negres cavall · h6 negres peó · e5 negres peó · e4 blanques peó · b3 blanques alfil · c3 blanques peó · e3 blanques alfil · f3 blanques cavall · g3 blanques cavall · h3 blanques peó · c2 blanques dama · f2 blanques peó · g2 blanques peó · a1 blanques torre · e1 blanques torre · g1 blanques rei | b8 negres torre · c8 negres alfil · e8 negres dama · f8 negres torre · g8 negres rei · c7 negres peó · f7 negres peó · g7 negres peó · d6 negres alfil · f6 negres cavall · g6 negres cavall · h6 negres peó · e5 negres peó · e4 blanques peó · b3 blanques alfil · c3 blanques peó · e3 blanques alfil · f3 blanques cavall · g3 blanques cavall · h3 blanques peó · c2 blanques dama · f2 blanques peó · g2 blanques peó · a1 blanques torre · e1 blanques torre · g1 blanques rei | b8 negres torre · c8 negres alfil · e8 negres dama · f8 negres torre · g8 negres rei · c7 negres peó · f7 negres peó · g7 negres peó · d6 negres alfil · f6 negres cavall · g6 negres cavall · h6 negres peó · e5 negres peó · e4 blanques peó · b3 blanques alfil · c3 blanques peó · e3 blanques alfil · f3 blanques cavall · g3 blanques cavall · h3 blanques peó · c2 blanques dama · f2 blanques peó · g2 blanques peó · a1 blanques torre · e1 blanques torre · g1 blanques rei | b8 negres torre · c8 negres alfil · e8 negres dama · f8 negres torre · g8 negres rei · c7 negres peó · f7 negres peó · g7 negres peó · d6 negres alfil · f6 negres cavall · g6 negres cavall · h6 negres peó · e5 negres peó · e4 blanques peó · b3 blanques alfil · c3 blanques peó · e3 blanques alfil · f3 blanques cavall · g3 blanques cavall · h3 blanques peó · c2 blanques dama · f2 blanques peó · g2 blanques peó · a1 blanques torre · e1 blanques torre · g1 blanques rei | b8 negres torre · c8 negres alfil · e8 negres dama · f8 negres torre · g8 negres rei · c7 negres peó · f7 negres peó · g7 negres peó · d6 negres alfil · f6 negres cavall · g6 negres cavall · h6 negres peó · e5 negres peó · e4 blanques peó · b3 blanques alfil · c3 blanques peó · e3 blanques alfil · f3 blanques cavall · g3 blanques cavall · h3 blanques peó · c2 blanques dama · f2 blanques peó · g2 blanques peó · a1 blanques torre · e1 blanques torre · g1 blanques rei | 5 |
| 4 | b8 negres torre · c8 negres alfil · e8 negres dama · f8 negres torre · g8 negres rei · c7 negres peó · f7 negres peó · g7 negres peó · d6 negres alfil · f6 negres cavall · g6 negres cavall · h6 negres peó · e5 negres peó · e4 blanques peó · b3 blanques alfil · c3 blanques peó · e3 blanques alfil · f3 blanques cavall · g3 blanques cavall · h3 blanques peó · c2 blanques dama · f2 blanques peó · g2 blanques peó · a1 blanques torre · e1 blanques torre · g1 blanques rei | b8 negres torre · c8 negres alfil · e8 negres dama · f8 negres torre · g8 negres rei · c7 negres peó · f7 negres peó · g7 negres peó · d6 negres alfil · f6 negres cavall · g6 negres cavall · h6 negres peó · e5 negres peó · e4 blanques peó · b3 blanques alfil · c3 blanques peó · e3 blanques alfil · f3 blanques cavall · g3 blanques cavall · h3 blanques peó · c2 blanques dama · f2 blanques peó · g2 blanques peó · a1 blanques torre · e1 blanques torre · g1 blanques rei | b8 negres torre · c8 negres alfil · e8 negres dama · f8 negres torre · g8 negres rei · c7 negres peó · f7 negres peó · g7 negres peó · d6 negres alfil · f6 negres cavall · g6 negres cavall · h6 negres peó · e5 negres peó · e4 blanques peó · b3 blanques alfil · c3 blanques peó · e3 blanques alfil · f3 blanques cavall · g3 blanques cavall · h3 blanques peó · c2 blanques dama · f2 blanques peó · g2 blanques peó · a1 blanques torre · e1 blanques torre · g1 blanques rei | b8 negres torre · c8 negres alfil · e8 negres dama · f8 negres torre · g8 negres rei · c7 negres peó · f7 negres peó · g7 negres peó · d6 negres alfil · f6 negres cavall · g6 negres cavall · h6 negres peó · e5 negres peó · e4 blanques peó · b3 blanques alfil · c3 blanques peó · e3 blanques alfil · f3 blanques cavall · g3 blanques cavall · h3 blanques peó · c2 blanques dama · f2 blanques peó · g2 blanques peó · a1 blanques torre · e1 blanques torre · g1 blanques rei | b8 negres torre · c8 negres alfil · e8 negres dama · f8 negres torre · g8 negres rei · c7 negres peó · f7 negres peó · g7 negres peó · d6 negres alfil · f6 negres cavall · g6 negres cavall · h6 negres peó · e5 negres peó · e4 blanques peó · b3 blanques alfil · c3 blanques peó · e3 blanques alfil · f3 blanques cavall · g3 blanques cavall · h3 blanques peó · c2 blanques dama · f2 blanques peó · g2 blanques peó · a1 blanques torre · e1 blanques torre · g1 blanques rei | b8 negres torre · c8 negres alfil · e8 negres dama · f8 negres torre · g8 negres rei · c7 negres peó · f7 negres peó · g7 negres peó · d6 negres alfil · f6 negres cavall · g6 negres cavall · h6 negres peó · e5 negres peó · e4 blanques peó · b3 blanques alfil · c3 blanques peó · e3 blanques alfil · f3 blanques cavall · g3 blanques cavall · h3 blanques peó · c2 blanques dama · f2 blanques peó · g2 blanques peó · a1 blanques torre · e1 blanques torre · g1 blanques rei | b8 negres torre · c8 negres alfil · e8 negres dama · f8 negres torre · g8 negres rei · c7 negres peó · f7 negres peó · g7 negres peó · d6 negres alfil · f6 negres cavall · g6 negres cavall · h6 negres peó · e5 negres peó · e4 blanques peó · b3 blanques alfil · c3 blanques peó · e3 blanques alfil · f3 blanques cavall · g3 blanques cavall · h3 blanques peó · c2 blanques dama · f2 blanques peó · g2 blanques peó · a1 blanques torre · e1 blanques torre · g1 blanques rei | b8 negres torre · c8 negres alfil · e8 negres dama · f8 negres torre · g8 negres rei · c7 negres peó · f7 negres peó · g7 negres peó · d6 negres alfil · f6 negres cavall · g6 negres cavall · h6 negres peó · e5 negres peó · e4 blanques peó · b3 blanques alfil · c3 blanques peó · e3 blanques alfil · f3 blanques cavall · g3 blanques cavall · h3 blanques peó · c2 blanques dama · f2 blanques peó · g2 blanques peó · a1 blanques torre · e1 blanques torre · g1 blanques rei | 4 |
| 3 | b8 negres torre · c8 negres alfil · e8 negres dama · f8 negres torre · g8 negres rei · c7 negres peó · f7 negres peó · g7 negres peó · d6 negres alfil · f6 negres cavall · g6 negres cavall · h6 negres peó · e5 negres peó · e4 blanques peó · b3 blanques alfil · c3 blanques peó · e3 blanques alfil · f3 blanques cavall · g3 blanques cavall · h3 blanques peó · c2 blanques dama · f2 blanques peó · g2 blanques peó · a1 blanques torre · e1 blanques torre · g1 blanques rei | b8 negres torre · c8 negres alfil · e8 negres dama · f8 negres torre · g8 negres rei · c7 negres peó · f7 negres peó · g7 negres peó · d6 negres alfil · f6 negres cavall · g6 negres cavall · h6 negres peó · e5 negres peó · e4 blanques peó · b3 blanques alfil · c3 blanques peó · e3 blanques alfil · f3 blanques cavall · g3 blanques cavall · h3 blanques peó · c2 blanques dama · f2 blanques peó · g2 blanques peó · a1 blanques torre · e1 blanques torre · g1 blanques rei | b8 negres torre · c8 negres alfil · e8 negres dama · f8 negres torre · g8 negres rei · c7 negres peó · f7 negres peó · g7 negres peó · d6 negres alfil · f6 negres cavall · g6 negres cavall · h6 negres peó · e5 negres peó · e4 blanques peó · b3 blanques alfil · c3 blanques peó · e3 blanques alfil · f3 blanques cavall · g3 blanques cavall · h3 blanques peó · c2 blanques dama · f2 blanques peó · g2 blanques peó · a1 blanques torre · e1 blanques torre · g1 blanques rei | b8 negres torre · c8 negres alfil · e8 negres dama · f8 negres torre · g8 negres rei · c7 negres peó · f7 negres peó · g7 negres peó · d6 negres alfil · f6 negres cavall · g6 negres cavall · h6 negres peó · e5 negres peó · e4 blanques peó · b3 blanques alfil · c3 blanques peó · e3 blanques alfil · f3 blanques cavall · g3 blanques cavall · h3 blanques peó · c2 blanques dama · f2 blanques peó · g2 blanques peó · a1 blanques torre · e1 blanques torre · g1 blanques rei | b8 negres torre · c8 negres alfil · e8 negres dama · f8 negres torre · g8 negres rei · c7 negres peó · f7 negres peó · g7 negres peó · d6 negres alfil · f6 negres cavall · g6 negres cavall · h6 negres peó · e5 negres peó · e4 blanques peó · b3 blanques alfil · c3 blanques peó · e3 blanques alfil · f3 blanques cavall · g3 blanques cavall · h3 blanques peó · c2 blanques dama · f2 blanques peó · g2 blanques peó · a1 blanques torre · e1 blanques torre · g1 blanques rei | b8 negres torre · c8 negres alfil · e8 negres dama · f8 negres torre · g8 negres rei · c7 negres peó · f7 negres peó · g7 negres peó · d6 negres alfil · f6 negres cavall · g6 negres cavall · h6 negres peó · e5 negres peó · e4 blanques peó · b3 blanques alfil · c3 blanques peó · e3 blanques alfil · f3 blanques cavall · g3 blanques cavall · h3 blanques peó · c2 blanques dama · f2 blanques peó · g2 blanques peó · a1 blanques torre · e1 blanques torre · g1 blanques rei | b8 negres torre · c8 negres alfil · e8 negres dama · f8 negres torre · g8 negres rei · c7 negres peó · f7 negres peó · g7 negres peó · d6 negres alfil · f6 negres cavall · g6 negres cavall · h6 negres peó · e5 negres peó · e4 blanques peó · b3 blanques alfil · c3 blanques peó · e3 blanques alfil · f3 blanques cavall · g3 blanques cavall · h3 blanques peó · c2 blanques dama · f2 blanques peó · g2 blanques peó · a1 blanques torre · e1 blanques torre · g1 blanques rei | b8 negres torre · c8 negres alfil · e8 negres dama · f8 negres torre · g8 negres rei · c7 negres peó · f7 negres peó · g7 negres peó · d6 negres alfil · f6 negres cavall · g6 negres cavall · h6 negres peó · e5 negres peó · e4 blanques peó · b3 blanques alfil · c3 blanques peó · e3 blanques alfil · f3 blanques cavall · g3 blanques cavall · h3 blanques peó · c2 blanques dama · f2 blanques peó · g2 blanques peó · a1 blanques torre · e1 blanques torre · g1 blanques rei | 3 |
| 2 | b8 negres torre · c8 negres alfil · e8 negres dama · f8 negres torre · g8 negres rei · c7 negres peó · f7 negres peó · g7 negres peó · d6 negres alfil · f6 negres cavall · g6 negres cavall · h6 negres peó · e5 negres peó · e4 blanques peó · b3 blanques alfil · c3 blanques peó · e3 blanques alfil · f3 blanques cavall · g3 blanques cavall · h3 blanques peó · c2 blanques dama · f2 blanques peó · g2 blanques peó · a1 blanques torre · e1 blanques torre · g1 blanques rei | b8 negres torre · c8 negres alfil · e8 negres dama · f8 negres torre · g8 negres rei · c7 negres peó · f7 negres peó · g7 negres peó · d6 negres alfil · f6 negres cavall · g6 negres cavall · h6 negres peó · e5 negres peó · e4 blanques peó · b3 blanques alfil · c3 blanques peó · e3 blanques alfil · f3 blanques cavall · g3 blanques cavall · h3 blanques peó · c2 blanques dama · f2 blanques peó · g2 blanques peó · a1 blanques torre · e1 blanques torre · g1 blanques rei | b8 negres torre · c8 negres alfil · e8 negres dama · f8 negres torre · g8 negres rei · c7 negres peó · f7 negres peó · g7 negres peó · d6 negres alfil · f6 negres cavall · g6 negres cavall · h6 negres peó · e5 negres peó · e4 blanques peó · b3 blanques alfil · c3 blanques peó · e3 blanques alfil · f3 blanques cavall · g3 blanques cavall · h3 blanques peó · c2 blanques dama · f2 blanques peó · g2 blanques peó · a1 blanques torre · e1 blanques torre · g1 blanques rei | b8 negres torre · c8 negres alfil · e8 negres dama · f8 negres torre · g8 negres rei · c7 negres peó · f7 negres peó · g7 negres peó · d6 negres alfil · f6 negres cavall · g6 negres cavall · h6 negres peó · e5 negres peó · e4 blanques peó · b3 blanques alfil · c3 blanques peó · e3 blanques alfil · f3 blanques cavall · g3 blanques cavall · h3 blanques peó · c2 blanques dama · f2 blanques peó · g2 blanques peó · a1 blanques torre · e1 blanques torre · g1 blanques rei | b8 negres torre · c8 negres alfil · e8 negres dama · f8 negres torre · g8 negres rei · c7 negres peó · f7 negres peó · g7 negres peó · d6 negres alfil · f6 negres cavall · g6 negres cavall · h6 negres peó · e5 negres peó · e4 blanques peó · b3 blanques alfil · c3 blanques peó · e3 blanques alfil · f3 blanques cavall · g3 blanques cavall · h3 blanques peó · c2 blanques dama · f2 blanques peó · g2 blanques peó · a1 blanques torre · e1 blanques torre · g1 blanques rei | b8 negres torre · c8 negres alfil · e8 negres dama · f8 negres torre · g8 negres rei · c7 negres peó · f7 negres peó · g7 negres peó · d6 negres alfil · f6 negres cavall · g6 negres cavall · h6 negres peó · e5 negres peó · e4 blanques peó · b3 blanques alfil · c3 blanques peó · e3 blanques alfil · f3 blanques cavall · g3 blanques cavall · h3 blanques peó · c2 blanques dama · f2 blanques peó · g2 blanques peó · a1 blanques torre · e1 blanques torre · g1 blanques rei | b8 negres torre · c8 negres alfil · e8 negres dama · f8 negres torre · g8 negres rei · c7 negres peó · f7 negres peó · g7 negres peó · d6 negres alfil · f6 negres cavall · g6 negres cavall · h6 negres peó · e5 negres peó · e4 blanques peó · b3 blanques alfil · c3 blanques peó · e3 blanques alfil · f3 blanques cavall · g3 blanques cavall · h3 blanques peó · c2 blanques dama · f2 blanques peó · g2 blanques peó · a1 blanques torre · e1 blanques torre · g1 blanques rei | b8 negres torre · c8 negres alfil · e8 negres dama · f8 negres torre · g8 negres rei · c7 negres peó · f7 negres peó · g7 negres peó · d6 negres alfil · f6 negres cavall · g6 negres cavall · h6 negres peó · e5 negres peó · e4 blanques peó · b3 blanques alfil · c3 blanques peó · e3 blanques alfil · f3 blanques cavall · g3 blanques cavall · h3 blanques peó · c2 blanques dama · f2 blanques peó · g2 blanques peó · a1 blanques torre · e1 blanques torre · g1 blanques rei | 2 |
| 1 | b8 negres torre · c8 negres alfil · e8 negres dama · f8 negres torre · g8 negres rei · c7 negres peó · f7 negres peó · g7 negres peó · d6 negres alfil · f6 negres cavall · g6 negres cavall · h6 negres peó · e5 negres peó · e4 blanques peó · b3 blanques alfil · c3 blanques peó · e3 blanques alfil · f3 blanques cavall · g3 blanques cavall · h3 blanques peó · c2 blanques dama · f2 blanques peó · g2 blanques peó · a1 blanques torre · e1 blanques torre · g1 blanques rei | b8 negres torre · c8 negres alfil · e8 negres dama · f8 negres torre · g8 negres rei · c7 negres peó · f7 negres peó · g7 negres peó · d6 negres alfil · f6 negres cavall · g6 negres cavall · h6 negres peó · e5 negres peó · e4 blanques peó · b3 blanques alfil · c3 blanques peó · e3 blanques alfil · f3 blanques cavall · g3 blanques cavall · h3 blanques peó · c2 blanques dama · f2 blanques peó · g2 blanques peó · a1 blanques torre · e1 blanques torre · g1 blanques rei | b8 negres torre · c8 negres alfil · e8 negres dama · f8 negres torre · g8 negres rei · c7 negres peó · f7 negres peó · g7 negres peó · d6 negres alfil · f6 negres cavall · g6 negres cavall · h6 negres peó · e5 negres peó · e4 blanques peó · b3 blanques alfil · c3 blanques peó · e3 blanques alfil · f3 blanques cavall · g3 blanques cavall · h3 blanques peó · c2 blanques dama · f2 blanques peó · g2 blanques peó · a1 blanques torre · e1 blanques torre · g1 blanques rei | b8 negres torre · c8 negres alfil · e8 negres dama · f8 negres torre · g8 negres rei · c7 negres peó · f7 negres peó · g7 negres peó · d6 negres alfil · f6 negres cavall · g6 negres cavall · h6 negres peó · e5 negres peó · e4 blanques peó · b3 blanques alfil · c3 blanques peó · e3 blanques alfil · f3 blanques cavall · g3 blanques cavall · h3 blanques peó · c2 blanques dama · f2 blanques peó · g2 blanques peó · a1 blanques torre · e1 blanques torre · g1 blanques rei | b8 negres torre · c8 negres alfil · e8 negres dama · f8 negres torre · g8 negres rei · c7 negres peó · f7 negres peó · g7 negres peó · d6 negres alfil · f6 negres cavall · g6 negres cavall · h6 negres peó · e5 negres peó · e4 blanques peó · b3 blanques alfil · c3 blanques peó · e3 blanques alfil · f3 blanques cavall · g3 blanques cavall · h3 blanques peó · c2 blanques dama · f2 blanques peó · g2 blanques peó · a1 blanques torre · e1 blanques torre · g1 blanques rei | b8 negres torre · c8 negres alfil · e8 negres dama · f8 negres torre · g8 negres rei · c7 negres peó · f7 negres peó · g7 negres peó · d6 negres alfil · f6 negres cavall · g6 negres cavall · h6 negres peó · e5 negres peó · e4 blanques peó · b3 blanques alfil · c3 blanques peó · e3 blanques alfil · f3 blanques cavall · g3 blanques cavall · h3 blanques peó · c2 blanques dama · f2 blanques peó · g2 blanques peó · a1 blanques torre · e1 blanques torre · g1 blanques rei | b8 negres torre · c8 negres alfil · e8 negres dama · f8 negres torre · g8 negres rei · c7 negres peó · f7 negres peó · g7 negres peó · d6 negres alfil · f6 negres cavall · g6 negres cavall · h6 negres peó · e5 negres peó · e4 blanques peó · b3 blanques alfil · c3 blanques peó · e3 blanques alfil · f3 blanques cavall · g3 blanques cavall · h3 blanques peó · c2 blanques dama · f2 blanques peó · g2 blanques peó · a1 blanques torre · e1 blanques torre · g1 blanques rei | b8 negres torre · c8 negres alfil · e8 negres dama · f8 negres torre · g8 negres rei · c7 negres peó · f7 negres peó · g7 negres peó · d6 negres alfil · f6 negres cavall · g6 negres cavall · h6 negres peó · e5 negres peó · e4 blanques peó · b3 blanques alfil · c3 blanques peó · e3 blanques alfil · f3 blanques cavall · g3 blanques cavall · h3 blanques peó · c2 blanques dama · f2 blanques peó · g2 blanques peó · a1 blanques torre · e1 blanques torre · g1 blanques rei | 1 |
|   | a | b | c | d | e | f | g | h |   |

La cinquena partida fou taules en 43 moviments. De manera semblant a les partides 1 i 3, Nepómniasxi va obrir amb e4 i va plantejar l'obertura Ruy López. El final va acabar en taules per triple repetició.
Ruy López, Tancada, Anti-Marshall 8.a4 (ECO C88)
1. e4 e5 2. Cf3 Cc6 3. Ab5 a6 4. Aa4 Cf6 5. O-O Ae7 6. Te1 b5 7. Ab3 O-O 8. a4 Tb8 9. axb5 axb5 10. h3 d6 11. c3 b4 12. d3 bxc3 13. bxc3 d5 14. Cbd2 dxe4 15. dxe4 Ad6 16. Dc2 h6 17. Cf1 Ce7 18. Cg3 Cg6 19. Ae3 De8 (diagrama) 20. Ted1 Ae6 21. Aa4 Ad7 22. Cd2 Axa4 23. Dxa4 Dxa4 24. Txa4 Ta8 25. Tda1 Txa4 26. Txa4 Tb8 27. Ta6 Ce8 28. Rf1 Cf8 29. Cf5 Ce6 30. Cc4 Td8 31. f3 f6 32. g4 Rf7 33. h4 Af8 34. Re2 Cd6 35. Ccxd6+ Axd6 36. h5 Af8 37. Ta5 Re8 38. Td5 Ta8 39. Td1 Ta2+ 40. Td2 Ta1 41. Td1 Ta2+ 42. Td2 Ta1 43. Td1 ½–½

#### Partida 6: Carlsen-Nepómniasxi, 1-0
|   | a | b | c | d | e | f | g | h |   |
| 8 | d8 negres rei · f7 blanques torre · g7 blanques cavall · e6 blanques peó · f5 blanques peó · h4 blanques rei · g1 negres dama | d8 negres rei · f7 blanques torre · g7 blanques cavall · e6 blanques peó · f5 blanques peó · h4 blanques rei · g1 negres dama | d8 negres rei · f7 blanques torre · g7 blanques cavall · e6 blanques peó · f5 blanques peó · h4 blanques rei · g1 negres dama | d8 negres rei · f7 blanques torre · g7 blanques cavall · e6 blanques peó · f5 blanques peó · h4 blanques rei · g1 negres dama | d8 negres rei · f7 blanques torre · g7 blanques cavall · e6 blanques peó · f5 blanques peó · h4 blanques rei · g1 negres dama | d8 negres rei · f7 blanques torre · g7 blanques cavall · e6 blanques peó · f5 blanques peó · h4 blanques rei · g1 negres dama | d8 negres rei · f7 blanques torre · g7 blanques cavall · e6 blanques peó · f5 blanques peó · h4 blanques rei · g1 negres dama | d8 negres rei · f7 blanques torre · g7 blanques cavall · e6 blanques peó · f5 blanques peó · h4 blanques rei · g1 negres dama | 8 |
| 7 | d8 negres rei · f7 blanques torre · g7 blanques cavall · e6 blanques peó · f5 blanques peó · h4 blanques rei · g1 negres dama | d8 negres rei · f7 blanques torre · g7 blanques cavall · e6 blanques peó · f5 blanques peó · h4 blanques rei · g1 negres dama | d8 negres rei · f7 blanques torre · g7 blanques cavall · e6 blanques peó · f5 blanques peó · h4 blanques rei · g1 negres dama | d8 negres rei · f7 blanques torre · g7 blanques cavall · e6 blanques peó · f5 blanques peó · h4 blanques rei · g1 negres dama | d8 negres rei · f7 blanques torre · g7 blanques cavall · e6 blanques peó · f5 blanques peó · h4 blanques rei · g1 negres dama | d8 negres rei · f7 blanques torre · g7 blanques cavall · e6 blanques peó · f5 blanques peó · h4 blanques rei · g1 negres dama | d8 negres rei · f7 blanques torre · g7 blanques cavall · e6 blanques peó · f5 blanques peó · h4 blanques rei · g1 negres dama | d8 negres rei · f7 blanques torre · g7 blanques cavall · e6 blanques peó · f5 blanques peó · h4 blanques rei · g1 negres dama | 7 |
| 6 | d8 negres rei · f7 blanques torre · g7 blanques cavall · e6 blanques peó · f5 blanques peó · h4 blanques rei · g1 negres dama | d8 negres rei · f7 blanques torre · g7 blanques cavall · e6 blanques peó · f5 blanques peó · h4 blanques rei · g1 negres dama | d8 negres rei · f7 blanques torre · g7 blanques cavall · e6 blanques peó · f5 blanques peó · h4 blanques rei · g1 negres dama | d8 negres rei · f7 blanques torre · g7 blanques cavall · e6 blanques peó · f5 blanques peó · h4 blanques rei · g1 negres dama | d8 negres rei · f7 blanques torre · g7 blanques cavall · e6 blanques peó · f5 blanques peó · h4 blanques rei · g1 negres dama | d8 negres rei · f7 blanques torre · g7 blanques cavall · e6 blanques peó · f5 blanques peó · h4 blanques rei · g1 negres dama | d8 negres rei · f7 blanques torre · g7 blanques cavall · e6 blanques peó · f5 blanques peó · h4 blanques rei · g1 negres dama | d8 negres rei · f7 blanques torre · g7 blanques cavall · e6 blanques peó · f5 blanques peó · h4 blanques rei · g1 negres dama | 6 |
| 5 | d8 negres rei · f7 blanques torre · g7 blanques cavall · e6 blanques peó · f5 blanques peó · h4 blanques rei · g1 negres dama | d8 negres rei · f7 blanques torre · g7 blanques cavall · e6 blanques peó · f5 blanques peó · h4 blanques rei · g1 negres dama | d8 negres rei · f7 blanques torre · g7 blanques cavall · e6 blanques peó · f5 blanques peó · h4 blanques rei · g1 negres dama | d8 negres rei · f7 blanques torre · g7 blanques cavall · e6 blanques peó · f5 blanques peó · h4 blanques rei · g1 negres dama | d8 negres rei · f7 blanques torre · g7 blanques cavall · e6 blanques peó · f5 blanques peó · h4 blanques rei · g1 negres dama | d8 negres rei · f7 blanques torre · g7 blanques cavall · e6 blanques peó · f5 blanques peó · h4 blanques rei · g1 negres dama | d8 negres rei · f7 blanques torre · g7 blanques cavall · e6 blanques peó · f5 blanques peó · h4 blanques rei · g1 negres dama | d8 negres rei · f7 blanques torre · g7 blanques cavall · e6 blanques peó · f5 blanques peó · h4 blanques rei · g1 negres dama | 5 |
| 4 | d8 negres rei · f7 blanques torre · g7 blanques cavall · e6 blanques peó · f5 blanques peó · h4 blanques rei · g1 negres dama | d8 negres rei · f7 blanques torre · g7 blanques cavall · e6 blanques peó · f5 blanques peó · h4 blanques rei · g1 negres dama | d8 negres rei · f7 blanques torre · g7 blanques cavall · e6 blanques peó · f5 blanques peó · h4 blanques rei · g1 negres dama | d8 negres rei · f7 blanques torre · g7 blanques cavall · e6 blanques peó · f5 blanques peó · h4 blanques rei · g1 negres dama | d8 negres rei · f7 blanques torre · g7 blanques cavall · e6 blanques peó · f5 blanques peó · h4 blanques rei · g1 negres dama | d8 negres rei · f7 blanques torre · g7 blanques cavall · e6 blanques peó · f5 blanques peó · h4 blanques rei · g1 negres dama | d8 negres rei · f7 blanques torre · g7 blanques cavall · e6 blanques peó · f5 blanques peó · h4 blanques rei · g1 negres dama | d8 negres rei · f7 blanques torre · g7 blanques cavall · e6 blanques peó · f5 blanques peó · h4 blanques rei · g1 negres dama | 4 |
| 3 | d8 negres rei · f7 blanques torre · g7 blanques cavall · e6 blanques peó · f5 blanques peó · h4 blanques rei · g1 negres dama | d8 negres rei · f7 blanques torre · g7 blanques cavall · e6 blanques peó · f5 blanques peó · h4 blanques rei · g1 negres dama | d8 negres rei · f7 blanques torre · g7 blanques cavall · e6 blanques peó · f5 blanques peó · h4 blanques rei · g1 negres dama | d8 negres rei · f7 blanques torre · g7 blanques cavall · e6 blanques peó · f5 blanques peó · h4 blanques rei · g1 negres dama | d8 negres rei · f7 blanques torre · g7 blanques cavall · e6 blanques peó · f5 blanques peó · h4 blanques rei · g1 negres dama | d8 negres rei · f7 blanques torre · g7 blanques cavall · e6 blanques peó · f5 blanques peó · h4 blanques rei · g1 negres dama | d8 negres rei · f7 blanques torre · g7 blanques cavall · e6 blanques peó · f5 blanques peó · h4 blanques rei · g1 negres dama | d8 negres rei · f7 blanques torre · g7 blanques cavall · e6 blanques peó · f5 blanques peó · h4 blanques rei · g1 negres dama | 3 |
| 2 | d8 negres rei · f7 blanques torre · g7 blanques cavall · e6 blanques peó · f5 blanques peó · h4 blanques rei · g1 negres dama | d8 negres rei · f7 blanques torre · g7 blanques cavall · e6 blanques peó · f5 blanques peó · h4 blanques rei · g1 negres dama | d8 negres rei · f7 blanques torre · g7 blanques cavall · e6 blanques peó · f5 blanques peó · h4 blanques rei · g1 negres dama | d8 negres rei · f7 blanques torre · g7 blanques cavall · e6 blanques peó · f5 blanques peó · h4 blanques rei · g1 negres dama | d8 negres rei · f7 blanques torre · g7 blanques cavall · e6 blanques peó · f5 blanques peó · h4 blanques rei · g1 negres dama | d8 negres rei · f7 blanques torre · g7 blanques cavall · e6 blanques peó · f5 blanques peó · h4 blanques rei · g1 negres dama | d8 negres rei · f7 blanques torre · g7 blanques cavall · e6 blanques peó · f5 blanques peó · h4 blanques rei · g1 negres dama | d8 negres rei · f7 blanques torre · g7 blanques cavall · e6 blanques peó · f5 blanques peó · h4 blanques rei · g1 negres dama | 2 |
| 1 | d8 negres rei · f7 blanques torre · g7 blanques cavall · e6 blanques peó · f5 blanques peó · h4 blanques rei · g1 negres dama | d8 negres rei · f7 blanques torre · g7 blanques cavall · e6 blanques peó · f5 blanques peó · h4 blanques rei · g1 negres dama | d8 negres rei · f7 blanques torre · g7 blanques cavall · e6 blanques peó · f5 blanques peó · h4 blanques rei · g1 negres dama | d8 negres rei · f7 blanques torre · g7 blanques cavall · e6 blanques peó · f5 blanques peó · h4 blanques rei · g1 negres dama | d8 negres rei · f7 blanques torre · g7 blanques cavall · e6 blanques peó · f5 blanques peó · h4 blanques rei · g1 negres dama | d8 negres rei · f7 blanques torre · g7 blanques cavall · e6 blanques peó · f5 blanques peó · h4 blanques rei · g1 negres dama | d8 negres rei · f7 blanques torre · g7 blanques cavall · e6 blanques peó · f5 blanques peó · h4 blanques rei · g1 negres dama | d8 negres rei · f7 blanques torre · g7 blanques cavall · e6 blanques peó · f5 blanques peó · h4 blanques rei · g1 negres dama | 1 |
|   | a | b | c | d | e | f | g | h |   |

La sistema partida fou guanyada per Magnus Carlsen en 136 jugades, que van durar 7 hores i 45 minuts. En jugades, és la partida més llarga en la història dels Campionats del Món, batent el rècord previ de 124 jugades a la partida 5 del matx Kàrpov-Kortxnoi al Campionat del món d'escacs de 1978, que acabà en taules. Ambdós jugadors varen deixar passar bones oportunitats abans del primer control de temps a la jugada 40. Després van entrar en un llarg final de taules teòriques durant moltes jugades, en què Carlsen era l'únic amb possibilitats reals. Nepómniasxi finalment va fer una errada fatal amb 130...De6, permetent els peons passats guanyar la posició.
Obertura del peó de dama, variant simètrica, pseudo-catalana (ECO D02)
1. d4 Cf6 2. Cf3 d5 3. g3 e6 4. Ag2 Ae7 5. O-O O-O 6. b3 c5 7. dxc5 Axc5 8. c4 dxc4 9. Dc2 De7 10. Cbd2 Cc6 11. Cxc4 b5 12. Cce5 Cb4 13. Db2 Ab7 14. a3 Cc6 15. Cd3 Ab6 16. Ag5 Tfd8 17. Axf6 gxf6 18. Tac1 Cd4 19. Cxd4 Axd4 20. Da2 Axg2 21. Rxg2 Db7+ 22. Rg1 De4 23. Dc2 a5 24. Tfd1 Rg7 25. Td2 Tac8 26. Dxc8 Txc8 27. Txc8 Dd5 28. b4 a4 29. e3 Ae5 30. h4 h5 31. Rh2 Ab2 32. Tc5 Dd6 33. Td1 Axa3 34. Txb5 Dd7 35. Tc5 e5 36. Tc2 Dd5 37. Tdd2 Db3 38. Ta2 e4 39. Cc5 Dxb4 40. Cxe4 Db3 41. Tac2 Af8 42. Cc5 Db5 43. Cd3 a3 44. Cf4 Da5 45. Ta2 Ab4 46. Td3 Rh6 47. Td1 Da4 48. Tda1 Ad6 49. Rg1 Db3 50. Ce2 Dd3 51. Cd4 Rh7 52. Rh2 De4 53. Txa3 Dxh4+ 54. Rg1 De4 55. Ta4 Ae5 56. Ce2 Dc2 57. T1a2 Db3 58. Rg2 Dd5+ 59. f3 Dd1 60. f4 Ac7 61. Rf2 Ab6 62. Ta1 Db3 63. Te4 Rg7 64. Te8 f5 65. Taa8 Db4 66. Tac8 Aa5 67. Tc1 Ab6 68. Te5 Db3 69. Te8 Dd5 70. Tcc8 Dh1 71. Tc1 Dd5 72. Tb1 Aa7 73. Te7 Ac5 74. Te5 Dd3 75. Tb7 Dc2 76. Tb5 Aa7 77. Ta5 Ab6 78. Tab5 Aa7 79. Txf5 Dd3 80. Txf7+ Rxf7 81. Tb7+ Rg6 82. Txa7 Dd5 83. Ta6+ Rh7 84. Ta1 Rg6 85. Cd4 Db7 86. Ta2 Dh1 87. Ta6+ Rf7 88. Cf3 Db1 89. Td6 Rg7 90. Td5 Da2+ 91. Td2 Db1 92. Te2 Db6 93. Tc2 Db1 94. Cd4 Dh1 95. Tc7+ Rf6 96. Tc6+ Rf7 97. Cf3 Db1 98. Cg5+ Rg7 99. Ce6+ Rf7 100. Cd4 Dh1 101. Tc7+ Rf6 102. Cf3 Db1 103. Td7 Db2+ 104. Td2 Db1 105. Cg1 Db4 106. Td1 Db3 107. Td6+ Rg7 108. Td4 Db2+ 109. Ce2 Db1 110. e4 Dh1 111. Td7+ Rg8 112. Td4 Dh2+ 113. Re3 h4 114. gxh4 Dh3+ 115. Rd2 Dxh4 116. Td3 Rf8 117. Tf3 Dd8+ 118. Re3 Da5 119. Rf2 Da7+ 120. Te3 Dd7 121. Cg3 Dd2+ 122. Rf3 Dd1+ 123. Te2 Db3+ 124. Rg2 Db7 125. Td2 Db3 126. Td5 Re7 127. Te5+ Rf7 128. Tf5+ Re8 129. e5 Da2+ 130. Rh3 De6 131. Rh4 Dh6+ 132. Ch5 Dh7 133. e6 Dg6 134. Tf7 Rd8 135. f5 Dg1 136. Cg7 (diagrama) 1–0

#### Partida 7: Nepómniasxi–Carlsen, ½–½
|   | a | b | c | d | e | f | g | h |   |
| 8 | a7 blanques torre · f7 negres peó · g7 negres rei · g6 negres peó · h5 negres peó · h4 blanques peó · c3 negres torre · g3 blanques peó · f2 blanques peó · g2 blanques rei | a7 blanques torre · f7 negres peó · g7 negres rei · g6 negres peó · h5 negres peó · h4 blanques peó · c3 negres torre · g3 blanques peó · f2 blanques peó · g2 blanques rei | a7 blanques torre · f7 negres peó · g7 negres rei · g6 negres peó · h5 negres peó · h4 blanques peó · c3 negres torre · g3 blanques peó · f2 blanques peó · g2 blanques rei | a7 blanques torre · f7 negres peó · g7 negres rei · g6 negres peó · h5 negres peó · h4 blanques peó · c3 negres torre · g3 blanques peó · f2 blanques peó · g2 blanques rei | a7 blanques torre · f7 negres peó · g7 negres rei · g6 negres peó · h5 negres peó · h4 blanques peó · c3 negres torre · g3 blanques peó · f2 blanques peó · g2 blanques rei | a7 blanques torre · f7 negres peó · g7 negres rei · g6 negres peó · h5 negres peó · h4 blanques peó · c3 negres torre · g3 blanques peó · f2 blanques peó · g2 blanques rei | a7 blanques torre · f7 negres peó · g7 negres rei · g6 negres peó · h5 negres peó · h4 blanques peó · c3 negres torre · g3 blanques peó · f2 blanques peó · g2 blanques rei | a7 blanques torre · f7 negres peó · g7 negres rei · g6 negres peó · h5 negres peó · h4 blanques peó · c3 negres torre · g3 blanques peó · f2 blanques peó · g2 blanques rei | 8 |
| 7 | a7 blanques torre · f7 negres peó · g7 negres rei · g6 negres peó · h5 negres peó · h4 blanques peó · c3 negres torre · g3 blanques peó · f2 blanques peó · g2 blanques rei | a7 blanques torre · f7 negres peó · g7 negres rei · g6 negres peó · h5 negres peó · h4 blanques peó · c3 negres torre · g3 blanques peó · f2 blanques peó · g2 blanques rei | a7 blanques torre · f7 negres peó · g7 negres rei · g6 negres peó · h5 negres peó · h4 blanques peó · c3 negres torre · g3 blanques peó · f2 blanques peó · g2 blanques rei | a7 blanques torre · f7 negres peó · g7 negres rei · g6 negres peó · h5 negres peó · h4 blanques peó · c3 negres torre · g3 blanques peó · f2 blanques peó · g2 blanques rei | a7 blanques torre · f7 negres peó · g7 negres rei · g6 negres peó · h5 negres peó · h4 blanques peó · c3 negres torre · g3 blanques peó · f2 blanques peó · g2 blanques rei | a7 blanques torre · f7 negres peó · g7 negres rei · g6 negres peó · h5 negres peó · h4 blanques peó · c3 negres torre · g3 blanques peó · f2 blanques peó · g2 blanques rei | a7 blanques torre · f7 negres peó · g7 negres rei · g6 negres peó · h5 negres peó · h4 blanques peó · c3 negres torre · g3 blanques peó · f2 blanques peó · g2 blanques rei | a7 blanques torre · f7 negres peó · g7 negres rei · g6 negres peó · h5 negres peó · h4 blanques peó · c3 negres torre · g3 blanques peó · f2 blanques peó · g2 blanques rei | 7 |
| 6 | a7 blanques torre · f7 negres peó · g7 negres rei · g6 negres peó · h5 negres peó · h4 blanques peó · c3 negres torre · g3 blanques peó · f2 blanques peó · g2 blanques rei | a7 blanques torre · f7 negres peó · g7 negres rei · g6 negres peó · h5 negres peó · h4 blanques peó · c3 negres torre · g3 blanques peó · f2 blanques peó · g2 blanques rei | a7 blanques torre · f7 negres peó · g7 negres rei · g6 negres peó · h5 negres peó · h4 blanques peó · c3 negres torre · g3 blanques peó · f2 blanques peó · g2 blanques rei | a7 blanques torre · f7 negres peó · g7 negres rei · g6 negres peó · h5 negres peó · h4 blanques peó · c3 negres torre · g3 blanques peó · f2 blanques peó · g2 blanques rei | a7 blanques torre · f7 negres peó · g7 negres rei · g6 negres peó · h5 negres peó · h4 blanques peó · c3 negres torre · g3 blanques peó · f2 blanques peó · g2 blanques rei | a7 blanques torre · f7 negres peó · g7 negres rei · g6 negres peó · h5 negres peó · h4 blanques peó · c3 negres torre · g3 blanques peó · f2 blanques peó · g2 blanques rei | a7 blanques torre · f7 negres peó · g7 negres rei · g6 negres peó · h5 negres peó · h4 blanques peó · c3 negres torre · g3 blanques peó · f2 blanques peó · g2 blanques rei | a7 blanques torre · f7 negres peó · g7 negres rei · g6 negres peó · h5 negres peó · h4 blanques peó · c3 negres torre · g3 blanques peó · f2 blanques peó · g2 blanques rei | 6 |
| 5 | a7 blanques torre · f7 negres peó · g7 negres rei · g6 negres peó · h5 negres peó · h4 blanques peó · c3 negres torre · g3 blanques peó · f2 blanques peó · g2 blanques rei | a7 blanques torre · f7 negres peó · g7 negres rei · g6 negres peó · h5 negres peó · h4 blanques peó · c3 negres torre · g3 blanques peó · f2 blanques peó · g2 blanques rei | a7 blanques torre · f7 negres peó · g7 negres rei · g6 negres peó · h5 negres peó · h4 blanques peó · c3 negres torre · g3 blanques peó · f2 blanques peó · g2 blanques rei | a7 blanques torre · f7 negres peó · g7 negres rei · g6 negres peó · h5 negres peó · h4 blanques peó · c3 negres torre · g3 blanques peó · f2 blanques peó · g2 blanques rei | a7 blanques torre · f7 negres peó · g7 negres rei · g6 negres peó · h5 negres peó · h4 blanques peó · c3 negres torre · g3 blanques peó · f2 blanques peó · g2 blanques rei | a7 blanques torre · f7 negres peó · g7 negres rei · g6 negres peó · h5 negres peó · h4 blanques peó · c3 negres torre · g3 blanques peó · f2 blanques peó · g2 blanques rei | a7 blanques torre · f7 negres peó · g7 negres rei · g6 negres peó · h5 negres peó · h4 blanques peó · c3 negres torre · g3 blanques peó · f2 blanques peó · g2 blanques rei | a7 blanques torre · f7 negres peó · g7 negres rei · g6 negres peó · h5 negres peó · h4 blanques peó · c3 negres torre · g3 blanques peó · f2 blanques peó · g2 blanques rei | 5 |
| 4 | a7 blanques torre · f7 negres peó · g7 negres rei · g6 negres peó · h5 negres peó · h4 blanques peó · c3 negres torre · g3 blanques peó · f2 blanques peó · g2 blanques rei | a7 blanques torre · f7 negres peó · g7 negres rei · g6 negres peó · h5 negres peó · h4 blanques peó · c3 negres torre · g3 blanques peó · f2 blanques peó · g2 blanques rei | a7 blanques torre · f7 negres peó · g7 negres rei · g6 negres peó · h5 negres peó · h4 blanques peó · c3 negres torre · g3 blanques peó · f2 blanques peó · g2 blanques rei | a7 blanques torre · f7 negres peó · g7 negres rei · g6 negres peó · h5 negres peó · h4 blanques peó · c3 negres torre · g3 blanques peó · f2 blanques peó · g2 blanques rei | a7 blanques torre · f7 negres peó · g7 negres rei · g6 negres peó · h5 negres peó · h4 blanques peó · c3 negres torre · g3 blanques peó · f2 blanques peó · g2 blanques rei | a7 blanques torre · f7 negres peó · g7 negres rei · g6 negres peó · h5 negres peó · h4 blanques peó · c3 negres torre · g3 blanques peó · f2 blanques peó · g2 blanques rei | a7 blanques torre · f7 negres peó · g7 negres rei · g6 negres peó · h5 negres peó · h4 blanques peó · c3 negres torre · g3 blanques peó · f2 blanques peó · g2 blanques rei | a7 blanques torre · f7 negres peó · g7 negres rei · g6 negres peó · h5 negres peó · h4 blanques peó · c3 negres torre · g3 blanques peó · f2 blanques peó · g2 blanques rei | 4 |
| 3 | a7 blanques torre · f7 negres peó · g7 negres rei · g6 negres peó · h5 negres peó · h4 blanques peó · c3 negres torre · g3 blanques peó · f2 blanques peó · g2 blanques rei | a7 blanques torre · f7 negres peó · g7 negres rei · g6 negres peó · h5 negres peó · h4 blanques peó · c3 negres torre · g3 blanques peó · f2 blanques peó · g2 blanques rei | a7 blanques torre · f7 negres peó · g7 negres rei · g6 negres peó · h5 negres peó · h4 blanques peó · c3 negres torre · g3 blanques peó · f2 blanques peó · g2 blanques rei | a7 blanques torre · f7 negres peó · g7 negres rei · g6 negres peó · h5 negres peó · h4 blanques peó · c3 negres torre · g3 blanques peó · f2 blanques peó · g2 blanques rei | a7 blanques torre · f7 negres peó · g7 negres rei · g6 negres peó · h5 negres peó · h4 blanques peó · c3 negres torre · g3 blanques peó · f2 blanques peó · g2 blanques rei | a7 blanques torre · f7 negres peó · g7 negres rei · g6 negres peó · h5 negres peó · h4 blanques peó · c3 negres torre · g3 blanques peó · f2 blanques peó · g2 blanques rei | a7 blanques torre · f7 negres peó · g7 negres rei · g6 negres peó · h5 negres peó · h4 blanques peó · c3 negres torre · g3 blanques peó · f2 blanques peó · g2 blanques rei | a7 blanques torre · f7 negres peó · g7 negres rei · g6 negres peó · h5 negres peó · h4 blanques peó · c3 negres torre · g3 blanques peó · f2 blanques peó · g2 blanques rei | 3 |
| 2 | a7 blanques torre · f7 negres peó · g7 negres rei · g6 negres peó · h5 negres peó · h4 blanques peó · c3 negres torre · g3 blanques peó · f2 blanques peó · g2 blanques rei | a7 blanques torre · f7 negres peó · g7 negres rei · g6 negres peó · h5 negres peó · h4 blanques peó · c3 negres torre · g3 blanques peó · f2 blanques peó · g2 blanques rei | a7 blanques torre · f7 negres peó · g7 negres rei · g6 negres peó · h5 negres peó · h4 blanques peó · c3 negres torre · g3 blanques peó · f2 blanques peó · g2 blanques rei | a7 blanques torre · f7 negres peó · g7 negres rei · g6 negres peó · h5 negres peó · h4 blanques peó · c3 negres torre · g3 blanques peó · f2 blanques peó · g2 blanques rei | a7 blanques torre · f7 negres peó · g7 negres rei · g6 negres peó · h5 negres peó · h4 blanques peó · c3 negres torre · g3 blanques peó · f2 blanques peó · g2 blanques rei | a7 blanques torre · f7 negres peó · g7 negres rei · g6 negres peó · h5 negres peó · h4 blanques peó · c3 negres torre · g3 blanques peó · f2 blanques peó · g2 blanques rei | a7 blanques torre · f7 negres peó · g7 negres rei · g6 negres peó · h5 negres peó · h4 blanques peó · c3 negres torre · g3 blanques peó · f2 blanques peó · g2 blanques rei | a7 blanques torre · f7 negres peó · g7 negres rei · g6 negres peó · h5 negres peó · h4 blanques peó · c3 negres torre · g3 blanques peó · f2 blanques peó · g2 blanques rei | 2 |
| 1 | a7 blanques torre · f7 negres peó · g7 negres rei · g6 negres peó · h5 negres peó · h4 blanques peó · c3 negres torre · g3 blanques peó · f2 blanques peó · g2 blanques rei | a7 blanques torre · f7 negres peó · g7 negres rei · g6 negres peó · h5 negres peó · h4 blanques peó · c3 negres torre · g3 blanques peó · f2 blanques peó · g2 blanques rei | a7 blanques torre · f7 negres peó · g7 negres rei · g6 negres peó · h5 negres peó · h4 blanques peó · c3 negres torre · g3 blanques peó · f2 blanques peó · g2 blanques rei | a7 blanques torre · f7 negres peó · g7 negres rei · g6 negres peó · h5 negres peó · h4 blanques peó · c3 negres torre · g3 blanques peó · f2 blanques peó · g2 blanques rei | a7 blanques torre · f7 negres peó · g7 negres rei · g6 negres peó · h5 negres peó · h4 blanques peó · c3 negres torre · g3 blanques peó · f2 blanques peó · g2 blanques rei | a7 blanques torre · f7 negres peó · g7 negres rei · g6 negres peó · h5 negres peó · h4 blanques peó · c3 negres torre · g3 blanques peó · f2 blanques peó · g2 blanques rei | a7 blanques torre · f7 negres peó · g7 negres rei · g6 negres peó · h5 negres peó · h4 blanques peó · c3 negres torre · g3 blanques peó · f2 blanques peó · g2 blanques rei | a7 blanques torre · f7 negres peó · g7 negres rei · g6 negres peó · h5 negres peó · h4 blanques peó · c3 negres torre · g3 blanques peó · f2 blanques peó · g2 blanques rei | 1 |
|   | a | b | c | d | e | f | g | h |   |

La setena partida fou taules en 41 jugades. Els jugadors varen canviar molt de material, arribant a una posició de taules en què cadascú tenia només una torre i tres peons.
Ruy López, tancada, Anti-Marshall 8.a4 (ECO C88)
1. e4 e5 2. Cf3 Cc6 3. Ab5 a6 4. Aa4 Cf6 5. O-O Ae7 6. Te1 b5 7. Ab3 O-O 8. a4 Tb8 9. axb5 axb5 10. h3 d6 11. d3 h6 12. Cc3 Te8 13. Cd5 Af8 14. Cxf6+ Dxf6 15. c3 Ce7 16. Ae3 Ae6 17. d4 exd4 18. cxd4 Axb3 19. Dxb3 Cg6 20. Tec1 c5 21. e5 Df5 22. dxc5 dxc5 23. Axc5 Axc5 24. Txc5 Cxe5 25. Cxe5 Txe5 26. Txe5 Dxe5 27. Dc3 Dxc3 28. bxc3 Tc8 29. Ta5 Txc3 30. Txb5 Tc1+ 31. Rh2 Tc3 32. h4 g6 33. g3 h5 34. Rg2 Rg7 35. Ta5 Rf6 36. Tb5 Rg7 37. Ta5 Rf6 38. Tb5 Rg7 39. Ta5 Rf6 40. Ta6+ Rg7 41. Ta7 (diagrama) ½–½

#### Partida 8: Carlsen–Nepómniasxi, 1–0
|   | a | b | c | d | e | f | g | h |   |
| 8 | f8 negres rei · a7 negres peó · d7 negres alfil · f7 negres peó · g7 negres peó · c6 negres peó · f6 negres dama · h6 negres torre · b5 negres peó · c4 blanques alfil · d4 blanques peó · h4 negres peó · e3 blanques dama · h3 blanques peó · a2 blanques peó · b2 blanques peó · f2 blanques peó · g2 blanques peó · e1 blanques torre · g1 blanques rei | f8 negres rei · a7 negres peó · d7 negres alfil · f7 negres peó · g7 negres peó · c6 negres peó · f6 negres dama · h6 negres torre · b5 negres peó · c4 blanques alfil · d4 blanques peó · h4 negres peó · e3 blanques dama · h3 blanques peó · a2 blanques peó · b2 blanques peó · f2 blanques peó · g2 blanques peó · e1 blanques torre · g1 blanques rei | f8 negres rei · a7 negres peó · d7 negres alfil · f7 negres peó · g7 negres peó · c6 negres peó · f6 negres dama · h6 negres torre · b5 negres peó · c4 blanques alfil · d4 blanques peó · h4 negres peó · e3 blanques dama · h3 blanques peó · a2 blanques peó · b2 blanques peó · f2 blanques peó · g2 blanques peó · e1 blanques torre · g1 blanques rei | f8 negres rei · a7 negres peó · d7 negres alfil · f7 negres peó · g7 negres peó · c6 negres peó · f6 negres dama · h6 negres torre · b5 negres peó · c4 blanques alfil · d4 blanques peó · h4 negres peó · e3 blanques dama · h3 blanques peó · a2 blanques peó · b2 blanques peó · f2 blanques peó · g2 blanques peó · e1 blanques torre · g1 blanques rei | f8 negres rei · a7 negres peó · d7 negres alfil · f7 negres peó · g7 negres peó · c6 negres peó · f6 negres dama · h6 negres torre · b5 negres peó · c4 blanques alfil · d4 blanques peó · h4 negres peó · e3 blanques dama · h3 blanques peó · a2 blanques peó · b2 blanques peó · f2 blanques peó · g2 blanques peó · e1 blanques torre · g1 blanques rei | f8 negres rei · a7 negres peó · d7 negres alfil · f7 negres peó · g7 negres peó · c6 negres peó · f6 negres dama · h6 negres torre · b5 negres peó · c4 blanques alfil · d4 blanques peó · h4 negres peó · e3 blanques dama · h3 blanques peó · a2 blanques peó · b2 blanques peó · f2 blanques peó · g2 blanques peó · e1 blanques torre · g1 blanques rei | f8 negres rei · a7 negres peó · d7 negres alfil · f7 negres peó · g7 negres peó · c6 negres peó · f6 negres dama · h6 negres torre · b5 negres peó · c4 blanques alfil · d4 blanques peó · h4 negres peó · e3 blanques dama · h3 blanques peó · a2 blanques peó · b2 blanques peó · f2 blanques peó · g2 blanques peó · e1 blanques torre · g1 blanques rei | f8 negres rei · a7 negres peó · d7 negres alfil · f7 negres peó · g7 negres peó · c6 negres peó · f6 negres dama · h6 negres torre · b5 negres peó · c4 blanques alfil · d4 blanques peó · h4 negres peó · e3 blanques dama · h3 blanques peó · a2 blanques peó · b2 blanques peó · f2 blanques peó · g2 blanques peó · e1 blanques torre · g1 blanques rei | 8 |
| 7 | f8 negres rei · a7 negres peó · d7 negres alfil · f7 negres peó · g7 negres peó · c6 negres peó · f6 negres dama · h6 negres torre · b5 negres peó · c4 blanques alfil · d4 blanques peó · h4 negres peó · e3 blanques dama · h3 blanques peó · a2 blanques peó · b2 blanques peó · f2 blanques peó · g2 blanques peó · e1 blanques torre · g1 blanques rei | f8 negres rei · a7 negres peó · d7 negres alfil · f7 negres peó · g7 negres peó · c6 negres peó · f6 negres dama · h6 negres torre · b5 negres peó · c4 blanques alfil · d4 blanques peó · h4 negres peó · e3 blanques dama · h3 blanques peó · a2 blanques peó · b2 blanques peó · f2 blanques peó · g2 blanques peó · e1 blanques torre · g1 blanques rei | f8 negres rei · a7 negres peó · d7 negres alfil · f7 negres peó · g7 negres peó · c6 negres peó · f6 negres dama · h6 negres torre · b5 negres peó · c4 blanques alfil · d4 blanques peó · h4 negres peó · e3 blanques dama · h3 blanques peó · a2 blanques peó · b2 blanques peó · f2 blanques peó · g2 blanques peó · e1 blanques torre · g1 blanques rei | f8 negres rei · a7 negres peó · d7 negres alfil · f7 negres peó · g7 negres peó · c6 negres peó · f6 negres dama · h6 negres torre · b5 negres peó · c4 blanques alfil · d4 blanques peó · h4 negres peó · e3 blanques dama · h3 blanques peó · a2 blanques peó · b2 blanques peó · f2 blanques peó · g2 blanques peó · e1 blanques torre · g1 blanques rei | f8 negres rei · a7 negres peó · d7 negres alfil · f7 negres peó · g7 negres peó · c6 negres peó · f6 negres dama · h6 negres torre · b5 negres peó · c4 blanques alfil · d4 blanques peó · h4 negres peó · e3 blanques dama · h3 blanques peó · a2 blanques peó · b2 blanques peó · f2 blanques peó · g2 blanques peó · e1 blanques torre · g1 blanques rei | f8 negres rei · a7 negres peó · d7 negres alfil · f7 negres peó · g7 negres peó · c6 negres peó · f6 negres dama · h6 negres torre · b5 negres peó · c4 blanques alfil · d4 blanques peó · h4 negres peó · e3 blanques dama · h3 blanques peó · a2 blanques peó · b2 blanques peó · f2 blanques peó · g2 blanques peó · e1 blanques torre · g1 blanques rei | f8 negres rei · a7 negres peó · d7 negres alfil · f7 negres peó · g7 negres peó · c6 negres peó · f6 negres dama · h6 negres torre · b5 negres peó · c4 blanques alfil · d4 blanques peó · h4 negres peó · e3 blanques dama · h3 blanques peó · a2 blanques peó · b2 blanques peó · f2 blanques peó · g2 blanques peó · e1 blanques torre · g1 blanques rei | f8 negres rei · a7 negres peó · d7 negres alfil · f7 negres peó · g7 negres peó · c6 negres peó · f6 negres dama · h6 negres torre · b5 negres peó · c4 blanques alfil · d4 blanques peó · h4 negres peó · e3 blanques dama · h3 blanques peó · a2 blanques peó · b2 blanques peó · f2 blanques peó · g2 blanques peó · e1 blanques torre · g1 blanques rei | 7 |
| 6 | f8 negres rei · a7 negres peó · d7 negres alfil · f7 negres peó · g7 negres peó · c6 negres peó · f6 negres dama · h6 negres torre · b5 negres peó · c4 blanques alfil · d4 blanques peó · h4 negres peó · e3 blanques dama · h3 blanques peó · a2 blanques peó · b2 blanques peó · f2 blanques peó · g2 blanques peó · e1 blanques torre · g1 blanques rei | f8 negres rei · a7 negres peó · d7 negres alfil · f7 negres peó · g7 negres peó · c6 negres peó · f6 negres dama · h6 negres torre · b5 negres peó · c4 blanques alfil · d4 blanques peó · h4 negres peó · e3 blanques dama · h3 blanques peó · a2 blanques peó · b2 blanques peó · f2 blanques peó · g2 blanques peó · e1 blanques torre · g1 blanques rei | f8 negres rei · a7 negres peó · d7 negres alfil · f7 negres peó · g7 negres peó · c6 negres peó · f6 negres dama · h6 negres torre · b5 negres peó · c4 blanques alfil · d4 blanques peó · h4 negres peó · e3 blanques dama · h3 blanques peó · a2 blanques peó · b2 blanques peó · f2 blanques peó · g2 blanques peó · e1 blanques torre · g1 blanques rei | f8 negres rei · a7 negres peó · d7 negres alfil · f7 negres peó · g7 negres peó · c6 negres peó · f6 negres dama · h6 negres torre · b5 negres peó · c4 blanques alfil · d4 blanques peó · h4 negres peó · e3 blanques dama · h3 blanques peó · a2 blanques peó · b2 blanques peó · f2 blanques peó · g2 blanques peó · e1 blanques torre · g1 blanques rei | f8 negres rei · a7 negres peó · d7 negres alfil · f7 negres peó · g7 negres peó · c6 negres peó · f6 negres dama · h6 negres torre · b5 negres peó · c4 blanques alfil · d4 blanques peó · h4 negres peó · e3 blanques dama · h3 blanques peó · a2 blanques peó · b2 blanques peó · f2 blanques peó · g2 blanques peó · e1 blanques torre · g1 blanques rei | f8 negres rei · a7 negres peó · d7 negres alfil · f7 negres peó · g7 negres peó · c6 negres peó · f6 negres dama · h6 negres torre · b5 negres peó · c4 blanques alfil · d4 blanques peó · h4 negres peó · e3 blanques dama · h3 blanques peó · a2 blanques peó · b2 blanques peó · f2 blanques peó · g2 blanques peó · e1 blanques torre · g1 blanques rei | f8 negres rei · a7 negres peó · d7 negres alfil · f7 negres peó · g7 negres peó · c6 negres peó · f6 negres dama · h6 negres torre · b5 negres peó · c4 blanques alfil · d4 blanques peó · h4 negres peó · e3 blanques dama · h3 blanques peó · a2 blanques peó · b2 blanques peó · f2 blanques peó · g2 blanques peó · e1 blanques torre · g1 blanques rei | f8 negres rei · a7 negres peó · d7 negres alfil · f7 negres peó · g7 negres peó · c6 negres peó · f6 negres dama · h6 negres torre · b5 negres peó · c4 blanques alfil · d4 blanques peó · h4 negres peó · e3 blanques dama · h3 blanques peó · a2 blanques peó · b2 blanques peó · f2 blanques peó · g2 blanques peó · e1 blanques torre · g1 blanques rei | 6 |
| 5 | f8 negres rei · a7 negres peó · d7 negres alfil · f7 negres peó · g7 negres peó · c6 negres peó · f6 negres dama · h6 negres torre · b5 negres peó · c4 blanques alfil · d4 blanques peó · h4 negres peó · e3 blanques dama · h3 blanques peó · a2 blanques peó · b2 blanques peó · f2 blanques peó · g2 blanques peó · e1 blanques torre · g1 blanques rei | f8 negres rei · a7 negres peó · d7 negres alfil · f7 negres peó · g7 negres peó · c6 negres peó · f6 negres dama · h6 negres torre · b5 negres peó · c4 blanques alfil · d4 blanques peó · h4 negres peó · e3 blanques dama · h3 blanques peó · a2 blanques peó · b2 blanques peó · f2 blanques peó · g2 blanques peó · e1 blanques torre · g1 blanques rei | f8 negres rei · a7 negres peó · d7 negres alfil · f7 negres peó · g7 negres peó · c6 negres peó · f6 negres dama · h6 negres torre · b5 negres peó · c4 blanques alfil · d4 blanques peó · h4 negres peó · e3 blanques dama · h3 blanques peó · a2 blanques peó · b2 blanques peó · f2 blanques peó · g2 blanques peó · e1 blanques torre · g1 blanques rei | f8 negres rei · a7 negres peó · d7 negres alfil · f7 negres peó · g7 negres peó · c6 negres peó · f6 negres dama · h6 negres torre · b5 negres peó · c4 blanques alfil · d4 blanques peó · h4 negres peó · e3 blanques dama · h3 blanques peó · a2 blanques peó · b2 blanques peó · f2 blanques peó · g2 blanques peó · e1 blanques torre · g1 blanques rei | f8 negres rei · a7 negres peó · d7 negres alfil · f7 negres peó · g7 negres peó · c6 negres peó · f6 negres dama · h6 negres torre · b5 negres peó · c4 blanques alfil · d4 blanques peó · h4 negres peó · e3 blanques dama · h3 blanques peó · a2 blanques peó · b2 blanques peó · f2 blanques peó · g2 blanques peó · e1 blanques torre · g1 blanques rei | f8 negres rei · a7 negres peó · d7 negres alfil · f7 negres peó · g7 negres peó · c6 negres peó · f6 negres dama · h6 negres torre · b5 negres peó · c4 blanques alfil · d4 blanques peó · h4 negres peó · e3 blanques dama · h3 blanques peó · a2 blanques peó · b2 blanques peó · f2 blanques peó · g2 blanques peó · e1 blanques torre · g1 blanques rei | f8 negres rei · a7 negres peó · d7 negres alfil · f7 negres peó · g7 negres peó · c6 negres peó · f6 negres dama · h6 negres torre · b5 negres peó · c4 blanques alfil · d4 blanques peó · h4 negres peó · e3 blanques dama · h3 blanques peó · a2 blanques peó · b2 blanques peó · f2 blanques peó · g2 blanques peó · e1 blanques torre · g1 blanques rei | f8 negres rei · a7 negres peó · d7 negres alfil · f7 negres peó · g7 negres peó · c6 negres peó · f6 negres dama · h6 negres torre · b5 negres peó · c4 blanques alfil · d4 blanques peó · h4 negres peó · e3 blanques dama · h3 blanques peó · a2 blanques peó · b2 blanques peó · f2 blanques peó · g2 blanques peó · e1 blanques torre · g1 blanques rei | 5 |
| 4 | f8 negres rei · a7 negres peó · d7 negres alfil · f7 negres peó · g7 negres peó · c6 negres peó · f6 negres dama · h6 negres torre · b5 negres peó · c4 blanques alfil · d4 blanques peó · h4 negres peó · e3 blanques dama · h3 blanques peó · a2 blanques peó · b2 blanques peó · f2 blanques peó · g2 blanques peó · e1 blanques torre · g1 blanques rei | f8 negres rei · a7 negres peó · d7 negres alfil · f7 negres peó · g7 negres peó · c6 negres peó · f6 negres dama · h6 negres torre · b5 negres peó · c4 blanques alfil · d4 blanques peó · h4 negres peó · e3 blanques dama · h3 blanques peó · a2 blanques peó · b2 blanques peó · f2 blanques peó · g2 blanques peó · e1 blanques torre · g1 blanques rei | f8 negres rei · a7 negres peó · d7 negres alfil · f7 negres peó · g7 negres peó · c6 negres peó · f6 negres dama · h6 negres torre · b5 negres peó · c4 blanques alfil · d4 blanques peó · h4 negres peó · e3 blanques dama · h3 blanques peó · a2 blanques peó · b2 blanques peó · f2 blanques peó · g2 blanques peó · e1 blanques torre · g1 blanques rei | f8 negres rei · a7 negres peó · d7 negres alfil · f7 negres peó · g7 negres peó · c6 negres peó · f6 negres dama · h6 negres torre · b5 negres peó · c4 blanques alfil · d4 blanques peó · h4 negres peó · e3 blanques dama · h3 blanques peó · a2 blanques peó · b2 blanques peó · f2 blanques peó · g2 blanques peó · e1 blanques torre · g1 blanques rei | f8 negres rei · a7 negres peó · d7 negres alfil · f7 negres peó · g7 negres peó · c6 negres peó · f6 negres dama · h6 negres torre · b5 negres peó · c4 blanques alfil · d4 blanques peó · h4 negres peó · e3 blanques dama · h3 blanques peó · a2 blanques peó · b2 blanques peó · f2 blanques peó · g2 blanques peó · e1 blanques torre · g1 blanques rei | f8 negres rei · a7 negres peó · d7 negres alfil · f7 negres peó · g7 negres peó · c6 negres peó · f6 negres dama · h6 negres torre · b5 negres peó · c4 blanques alfil · d4 blanques peó · h4 negres peó · e3 blanques dama · h3 blanques peó · a2 blanques peó · b2 blanques peó · f2 blanques peó · g2 blanques peó · e1 blanques torre · g1 blanques rei | f8 negres rei · a7 negres peó · d7 negres alfil · f7 negres peó · g7 negres peó · c6 negres peó · f6 negres dama · h6 negres torre · b5 negres peó · c4 blanques alfil · d4 blanques peó · h4 negres peó · e3 blanques dama · h3 blanques peó · a2 blanques peó · b2 blanques peó · f2 blanques peó · g2 blanques peó · e1 blanques torre · g1 blanques rei | f8 negres rei · a7 negres peó · d7 negres alfil · f7 negres peó · g7 negres peó · c6 negres peó · f6 negres dama · h6 negres torre · b5 negres peó · c4 blanques alfil · d4 blanques peó · h4 negres peó · e3 blanques dama · h3 blanques peó · a2 blanques peó · b2 blanques peó · f2 blanques peó · g2 blanques peó · e1 blanques torre · g1 blanques rei | 4 |
| 3 | f8 negres rei · a7 negres peó · d7 negres alfil · f7 negres peó · g7 negres peó · c6 negres peó · f6 negres dama · h6 negres torre · b5 negres peó · c4 blanques alfil · d4 blanques peó · h4 negres peó · e3 blanques dama · h3 blanques peó · a2 blanques peó · b2 blanques peó · f2 blanques peó · g2 blanques peó · e1 blanques torre · g1 blanques rei | f8 negres rei · a7 negres peó · d7 negres alfil · f7 negres peó · g7 negres peó · c6 negres peó · f6 negres dama · h6 negres torre · b5 negres peó · c4 blanques alfil · d4 blanques peó · h4 negres peó · e3 blanques dama · h3 blanques peó · a2 blanques peó · b2 blanques peó · f2 blanques peó · g2 blanques peó · e1 blanques torre · g1 blanques rei | f8 negres rei · a7 negres peó · d7 negres alfil · f7 negres peó · g7 negres peó · c6 negres peó · f6 negres dama · h6 negres torre · b5 negres peó · c4 blanques alfil · d4 blanques peó · h4 negres peó · e3 blanques dama · h3 blanques peó · a2 blanques peó · b2 blanques peó · f2 blanques peó · g2 blanques peó · e1 blanques torre · g1 blanques rei | f8 negres rei · a7 negres peó · d7 negres alfil · f7 negres peó · g7 negres peó · c6 negres peó · f6 negres dama · h6 negres torre · b5 negres peó · c4 blanques alfil · d4 blanques peó · h4 negres peó · e3 blanques dama · h3 blanques peó · a2 blanques peó · b2 blanques peó · f2 blanques peó · g2 blanques peó · e1 blanques torre · g1 blanques rei | f8 negres rei · a7 negres peó · d7 negres alfil · f7 negres peó · g7 negres peó · c6 negres peó · f6 negres dama · h6 negres torre · b5 negres peó · c4 blanques alfil · d4 blanques peó · h4 negres peó · e3 blanques dama · h3 blanques peó · a2 blanques peó · b2 blanques peó · f2 blanques peó · g2 blanques peó · e1 blanques torre · g1 blanques rei | f8 negres rei · a7 negres peó · d7 negres alfil · f7 negres peó · g7 negres peó · c6 negres peó · f6 negres dama · h6 negres torre · b5 negres peó · c4 blanques alfil · d4 blanques peó · h4 negres peó · e3 blanques dama · h3 blanques peó · a2 blanques peó · b2 blanques peó · f2 blanques peó · g2 blanques peó · e1 blanques torre · g1 blanques rei | f8 negres rei · a7 negres peó · d7 negres alfil · f7 negres peó · g7 negres peó · c6 negres peó · f6 negres dama · h6 negres torre · b5 negres peó · c4 blanques alfil · d4 blanques peó · h4 negres peó · e3 blanques dama · h3 blanques peó · a2 blanques peó · b2 blanques peó · f2 blanques peó · g2 blanques peó · e1 blanques torre · g1 blanques rei | f8 negres rei · a7 negres peó · d7 negres alfil · f7 negres peó · g7 negres peó · c6 negres peó · f6 negres dama · h6 negres torre · b5 negres peó · c4 blanques alfil · d4 blanques peó · h4 negres peó · e3 blanques dama · h3 blanques peó · a2 blanques peó · b2 blanques peó · f2 blanques peó · g2 blanques peó · e1 blanques torre · g1 blanques rei | 3 |
| 2 | f8 negres rei · a7 negres peó · d7 negres alfil · f7 negres peó · g7 negres peó · c6 negres peó · f6 negres dama · h6 negres torre · b5 negres peó · c4 blanques alfil · d4 blanques peó · h4 negres peó · e3 blanques dama · h3 blanques peó · a2 blanques peó · b2 blanques peó · f2 blanques peó · g2 blanques peó · e1 blanques torre · g1 blanques rei | f8 negres rei · a7 negres peó · d7 negres alfil · f7 negres peó · g7 negres peó · c6 negres peó · f6 negres dama · h6 negres torre · b5 negres peó · c4 blanques alfil · d4 blanques peó · h4 negres peó · e3 blanques dama · h3 blanques peó · a2 blanques peó · b2 blanques peó · f2 blanques peó · g2 blanques peó · e1 blanques torre · g1 blanques rei | f8 negres rei · a7 negres peó · d7 negres alfil · f7 negres peó · g7 negres peó · c6 negres peó · f6 negres dama · h6 negres torre · b5 negres peó · c4 blanques alfil · d4 blanques peó · h4 negres peó · e3 blanques dama · h3 blanques peó · a2 blanques peó · b2 blanques peó · f2 blanques peó · g2 blanques peó · e1 blanques torre · g1 blanques rei | f8 negres rei · a7 negres peó · d7 negres alfil · f7 negres peó · g7 negres peó · c6 negres peó · f6 negres dama · h6 negres torre · b5 negres peó · c4 blanques alfil · d4 blanques peó · h4 negres peó · e3 blanques dama · h3 blanques peó · a2 blanques peó · b2 blanques peó · f2 blanques peó · g2 blanques peó · e1 blanques torre · g1 blanques rei | f8 negres rei · a7 negres peó · d7 negres alfil · f7 negres peó · g7 negres peó · c6 negres peó · f6 negres dama · h6 negres torre · b5 negres peó · c4 blanques alfil · d4 blanques peó · h4 negres peó · e3 blanques dama · h3 blanques peó · a2 blanques peó · b2 blanques peó · f2 blanques peó · g2 blanques peó · e1 blanques torre · g1 blanques rei | f8 negres rei · a7 negres peó · d7 negres alfil · f7 negres peó · g7 negres peó · c6 negres peó · f6 negres dama · h6 negres torre · b5 negres peó · c4 blanques alfil · d4 blanques peó · h4 negres peó · e3 blanques dama · h3 blanques peó · a2 blanques peó · b2 blanques peó · f2 blanques peó · g2 blanques peó · e1 blanques torre · g1 blanques rei | f8 negres rei · a7 negres peó · d7 negres alfil · f7 negres peó · g7 negres peó · c6 negres peó · f6 negres dama · h6 negres torre · b5 negres peó · c4 blanques alfil · d4 blanques peó · h4 negres peó · e3 blanques dama · h3 blanques peó · a2 blanques peó · b2 blanques peó · f2 blanques peó · g2 blanques peó · e1 blanques torre · g1 blanques rei | f8 negres rei · a7 negres peó · d7 negres alfil · f7 negres peó · g7 negres peó · c6 negres peó · f6 negres dama · h6 negres torre · b5 negres peó · c4 blanques alfil · d4 blanques peó · h4 negres peó · e3 blanques dama · h3 blanques peó · a2 blanques peó · b2 blanques peó · f2 blanques peó · g2 blanques peó · e1 blanques torre · g1 blanques rei | 2 |
| 1 | f8 negres rei · a7 negres peó · d7 negres alfil · f7 negres peó · g7 negres peó · c6 negres peó · f6 negres dama · h6 negres torre · b5 negres peó · c4 blanques alfil · d4 blanques peó · h4 negres peó · e3 blanques dama · h3 blanques peó · a2 blanques peó · b2 blanques peó · f2 blanques peó · g2 blanques peó · e1 blanques torre · g1 blanques rei | f8 negres rei · a7 negres peó · d7 negres alfil · f7 negres peó · g7 negres peó · c6 negres peó · f6 negres dama · h6 negres torre · b5 negres peó · c4 blanques alfil · d4 blanques peó · h4 negres peó · e3 blanques dama · h3 blanques peó · a2 blanques peó · b2 blanques peó · f2 blanques peó · g2 blanques peó · e1 blanques torre · g1 blanques rei | f8 negres rei · a7 negres peó · d7 negres alfil · f7 negres peó · g7 negres peó · c6 negres peó · f6 negres dama · h6 negres torre · b5 negres peó · c4 blanques alfil · d4 blanques peó · h4 negres peó · e3 blanques dama · h3 blanques peó · a2 blanques peó · b2 blanques peó · f2 blanques peó · g2 blanques peó · e1 blanques torre · g1 blanques rei | f8 negres rei · a7 negres peó · d7 negres alfil · f7 negres peó · g7 negres peó · c6 negres peó · f6 negres dama · h6 negres torre · b5 negres peó · c4 blanques alfil · d4 blanques peó · h4 negres peó · e3 blanques dama · h3 blanques peó · a2 blanques peó · b2 blanques peó · f2 blanques peó · g2 blanques peó · e1 blanques torre · g1 blanques rei | f8 negres rei · a7 negres peó · d7 negres alfil · f7 negres peó · g7 negres peó · c6 negres peó · f6 negres dama · h6 negres torre · b5 negres peó · c4 blanques alfil · d4 blanques peó · h4 negres peó · e3 blanques dama · h3 blanques peó · a2 blanques peó · b2 blanques peó · f2 blanques peó · g2 blanques peó · e1 blanques torre · g1 blanques rei | f8 negres rei · a7 negres peó · d7 negres alfil · f7 negres peó · g7 negres peó · c6 negres peó · f6 negres dama · h6 negres torre · b5 negres peó · c4 blanques alfil · d4 blanques peó · h4 negres peó · e3 blanques dama · h3 blanques peó · a2 blanques peó · b2 blanques peó · f2 blanques peó · g2 blanques peó · e1 blanques torre · g1 blanques rei | f8 negres rei · a7 negres peó · d7 negres alfil · f7 negres peó · g7 negres peó · c6 negres peó · f6 negres dama · h6 negres torre · b5 negres peó · c4 blanques alfil · d4 blanques peó · h4 negres peó · e3 blanques dama · h3 blanques peó · a2 blanques peó · b2 blanques peó · f2 blanques peó · g2 blanques peó · e1 blanques torre · g1 blanques rei | f8 negres rei · a7 negres peó · d7 negres alfil · f7 negres peó · g7 negres peó · c6 negres peó · f6 negres dama · h6 negres torre · b5 negres peó · c4 blanques alfil · d4 blanques peó · h4 negres peó · e3 blanques dama · h3 blanques peó · a2 blanques peó · b2 blanques peó · f2 blanques peó · g2 blanques peó · e1 blanques torre · g1 blanques rei | 1 |
|   | a | b | c | d | e | f | g | h |   |

La partida 8 fou una victòria en 46 moviments per Magnus Carlsen. Carlsen va començar amb 1. e4 i Nepómniasxi va plantejar la defensa Petrov altra vegada. Cap a la jugada 9 la posició era lleugerament millor per a les blanques, perquè si les negres enroquessin a la següent les blanques tindrien 10.Dh5, amb doble ataca sobre d5 i h7. Nepómniasxi va jugar la sorprenent 9. ...h5, que va sorprendre els comentaristes. Al moviment 21, Nepo va fer una errada fatal, b5, que li feia perdre el peó d'a7 sense compensació. Carlsen va passar a canviar peces menors, i aviat varen tenir un final de dames amb dos peons de més per les blanques. Nepómniasxi va intentar com a darrer recurs buscar un escac continu, però Carlsen es va defensar acuradament, i al moviment 46 Nepómniasxi es va rendir.
Defensa Petrov: Atac modern, variant central (ECO C43)
1. e4 e5 2. Cf3 Cf6 3. d4 Cxe4 4. Ad3 d5 5. Cxe5 Cd7 6. Cxd7 Axd7 7. Cd2 Cxd2 8. Axd2 Ad6 9. O-O h5 10. De1+ Rf8 11. Ab4 De7 12. Axd6 Dxd6 13. Dd2 Te8 14. Tae1 Th6 15. Dg5 c6 16. Txe8+ Axe8 17. Te1 Df6 18. De3 Ad7 19. h3 h4 20. c4 dxc4 21. Axc4 b5 (diagrama) 22. Da3+ Rg8 23. Dxa7 Dd8 24. Ab3 Td6 25. Te4 Ae6 26. Axe6 Txe6 27. Txe6 fxe6 28. Dc5 Da5 29. Dxc6 De1+ 30. Rh2 Dxf2 31. Dxe6+ Rh7 32. De4+ Rg8 33. b3 Dxa2 34. De8+ Rh7 35. Dxb5 Df2 36. De5 Db2 37. De4+ Rg8 38. Dd3 Df2 39. Dc3 Df4+ 40. Rg1 Rh7 41. Dd3+ g6 42. Dd1 De3+ 43. Rh1 g5 44. d5 g4 45. hxg4 h3 46. Df3 1-0

#### Partida 9: Nepómniasxi–Carlsen, 0–1
|   | a | b | c | d | e | f | g | h |   |
| 8 | d8 negres torre · e8 negres alfil · g8 negres rei · b7 blanques alfil · c7 negres peó · f7 negres peó · g7 negres peó · e6 negres peó · c5 blanques peó · e5 blanques peó · h5 negres peó · a4 negres torre · g4 negres cavall · h4 blanques peó · b3 blanques cavall · g3 blanques peó · a2 blanques peó · f2 blanques peó · a1 blanques torre · e1 blanques torre · g1 blanques rei | d8 negres torre · e8 negres alfil · g8 negres rei · b7 blanques alfil · c7 negres peó · f7 negres peó · g7 negres peó · e6 negres peó · c5 blanques peó · e5 blanques peó · h5 negres peó · a4 negres torre · g4 negres cavall · h4 blanques peó · b3 blanques cavall · g3 blanques peó · a2 blanques peó · f2 blanques peó · a1 blanques torre · e1 blanques torre · g1 blanques rei | d8 negres torre · e8 negres alfil · g8 negres rei · b7 blanques alfil · c7 negres peó · f7 negres peó · g7 negres peó · e6 negres peó · c5 blanques peó · e5 blanques peó · h5 negres peó · a4 negres torre · g4 negres cavall · h4 blanques peó · b3 blanques cavall · g3 blanques peó · a2 blanques peó · f2 blanques peó · a1 blanques torre · e1 blanques torre · g1 blanques rei | d8 negres torre · e8 negres alfil · g8 negres rei · b7 blanques alfil · c7 negres peó · f7 negres peó · g7 negres peó · e6 negres peó · c5 blanques peó · e5 blanques peó · h5 negres peó · a4 negres torre · g4 negres cavall · h4 blanques peó · b3 blanques cavall · g3 blanques peó · a2 blanques peó · f2 blanques peó · a1 blanques torre · e1 blanques torre · g1 blanques rei | d8 negres torre · e8 negres alfil · g8 negres rei · b7 blanques alfil · c7 negres peó · f7 negres peó · g7 negres peó · e6 negres peó · c5 blanques peó · e5 blanques peó · h5 negres peó · a4 negres torre · g4 negres cavall · h4 blanques peó · b3 blanques cavall · g3 blanques peó · a2 blanques peó · f2 blanques peó · a1 blanques torre · e1 blanques torre · g1 blanques rei | d8 negres torre · e8 negres alfil · g8 negres rei · b7 blanques alfil · c7 negres peó · f7 negres peó · g7 negres peó · e6 negres peó · c5 blanques peó · e5 blanques peó · h5 negres peó · a4 negres torre · g4 negres cavall · h4 blanques peó · b3 blanques cavall · g3 blanques peó · a2 blanques peó · f2 blanques peó · a1 blanques torre · e1 blanques torre · g1 blanques rei | d8 negres torre · e8 negres alfil · g8 negres rei · b7 blanques alfil · c7 negres peó · f7 negres peó · g7 negres peó · e6 negres peó · c5 blanques peó · e5 blanques peó · h5 negres peó · a4 negres torre · g4 negres cavall · h4 blanques peó · b3 blanques cavall · g3 blanques peó · a2 blanques peó · f2 blanques peó · a1 blanques torre · e1 blanques torre · g1 blanques rei | d8 negres torre · e8 negres alfil · g8 negres rei · b7 blanques alfil · c7 negres peó · f7 negres peó · g7 negres peó · e6 negres peó · c5 blanques peó · e5 blanques peó · h5 negres peó · a4 negres torre · g4 negres cavall · h4 blanques peó · b3 blanques cavall · g3 blanques peó · a2 blanques peó · f2 blanques peó · a1 blanques torre · e1 blanques torre · g1 blanques rei | 8 |
| 7 | d8 negres torre · e8 negres alfil · g8 negres rei · b7 blanques alfil · c7 negres peó · f7 negres peó · g7 negres peó · e6 negres peó · c5 blanques peó · e5 blanques peó · h5 negres peó · a4 negres torre · g4 negres cavall · h4 blanques peó · b3 blanques cavall · g3 blanques peó · a2 blanques peó · f2 blanques peó · a1 blanques torre · e1 blanques torre · g1 blanques rei | d8 negres torre · e8 negres alfil · g8 negres rei · b7 blanques alfil · c7 negres peó · f7 negres peó · g7 negres peó · e6 negres peó · c5 blanques peó · e5 blanques peó · h5 negres peó · a4 negres torre · g4 negres cavall · h4 blanques peó · b3 blanques cavall · g3 blanques peó · a2 blanques peó · f2 blanques peó · a1 blanques torre · e1 blanques torre · g1 blanques rei | d8 negres torre · e8 negres alfil · g8 negres rei · b7 blanques alfil · c7 negres peó · f7 negres peó · g7 negres peó · e6 negres peó · c5 blanques peó · e5 blanques peó · h5 negres peó · a4 negres torre · g4 negres cavall · h4 blanques peó · b3 blanques cavall · g3 blanques peó · a2 blanques peó · f2 blanques peó · a1 blanques torre · e1 blanques torre · g1 blanques rei | d8 negres torre · e8 negres alfil · g8 negres rei · b7 blanques alfil · c7 negres peó · f7 negres peó · g7 negres peó · e6 negres peó · c5 blanques peó · e5 blanques peó · h5 negres peó · a4 negres torre · g4 negres cavall · h4 blanques peó · b3 blanques cavall · g3 blanques peó · a2 blanques peó · f2 blanques peó · a1 blanques torre · e1 blanques torre · g1 blanques rei | d8 negres torre · e8 negres alfil · g8 negres rei · b7 blanques alfil · c7 negres peó · f7 negres peó · g7 negres peó · e6 negres peó · c5 blanques peó · e5 blanques peó · h5 negres peó · a4 negres torre · g4 negres cavall · h4 blanques peó · b3 blanques cavall · g3 blanques peó · a2 blanques peó · f2 blanques peó · a1 blanques torre · e1 blanques torre · g1 blanques rei | d8 negres torre · e8 negres alfil · g8 negres rei · b7 blanques alfil · c7 negres peó · f7 negres peó · g7 negres peó · e6 negres peó · c5 blanques peó · e5 blanques peó · h5 negres peó · a4 negres torre · g4 negres cavall · h4 blanques peó · b3 blanques cavall · g3 blanques peó · a2 blanques peó · f2 blanques peó · a1 blanques torre · e1 blanques torre · g1 blanques rei | d8 negres torre · e8 negres alfil · g8 negres rei · b7 blanques alfil · c7 negres peó · f7 negres peó · g7 negres peó · e6 negres peó · c5 blanques peó · e5 blanques peó · h5 negres peó · a4 negres torre · g4 negres cavall · h4 blanques peó · b3 blanques cavall · g3 blanques peó · a2 blanques peó · f2 blanques peó · a1 blanques torre · e1 blanques torre · g1 blanques rei | d8 negres torre · e8 negres alfil · g8 negres rei · b7 blanques alfil · c7 negres peó · f7 negres peó · g7 negres peó · e6 negres peó · c5 blanques peó · e5 blanques peó · h5 negres peó · a4 negres torre · g4 negres cavall · h4 blanques peó · b3 blanques cavall · g3 blanques peó · a2 blanques peó · f2 blanques peó · a1 blanques torre · e1 blanques torre · g1 blanques rei | 7 |
| 6 | d8 negres torre · e8 negres alfil · g8 negres rei · b7 blanques alfil · c7 negres peó · f7 negres peó · g7 negres peó · e6 negres peó · c5 blanques peó · e5 blanques peó · h5 negres peó · a4 negres torre · g4 negres cavall · h4 blanques peó · b3 blanques cavall · g3 blanques peó · a2 blanques peó · f2 blanques peó · a1 blanques torre · e1 blanques torre · g1 blanques rei | d8 negres torre · e8 negres alfil · g8 negres rei · b7 blanques alfil · c7 negres peó · f7 negres peó · g7 negres peó · e6 negres peó · c5 blanques peó · e5 blanques peó · h5 negres peó · a4 negres torre · g4 negres cavall · h4 blanques peó · b3 blanques cavall · g3 blanques peó · a2 blanques peó · f2 blanques peó · a1 blanques torre · e1 blanques torre · g1 blanques rei | d8 negres torre · e8 negres alfil · g8 negres rei · b7 blanques alfil · c7 negres peó · f7 negres peó · g7 negres peó · e6 negres peó · c5 blanques peó · e5 blanques peó · h5 negres peó · a4 negres torre · g4 negres cavall · h4 blanques peó · b3 blanques cavall · g3 blanques peó · a2 blanques peó · f2 blanques peó · a1 blanques torre · e1 blanques torre · g1 blanques rei | d8 negres torre · e8 negres alfil · g8 negres rei · b7 blanques alfil · c7 negres peó · f7 negres peó · g7 negres peó · e6 negres peó · c5 blanques peó · e5 blanques peó · h5 negres peó · a4 negres torre · g4 negres cavall · h4 blanques peó · b3 blanques cavall · g3 blanques peó · a2 blanques peó · f2 blanques peó · a1 blanques torre · e1 blanques torre · g1 blanques rei | d8 negres torre · e8 negres alfil · g8 negres rei · b7 blanques alfil · c7 negres peó · f7 negres peó · g7 negres peó · e6 negres peó · c5 blanques peó · e5 blanques peó · h5 negres peó · a4 negres torre · g4 negres cavall · h4 blanques peó · b3 blanques cavall · g3 blanques peó · a2 blanques peó · f2 blanques peó · a1 blanques torre · e1 blanques torre · g1 blanques rei | d8 negres torre · e8 negres alfil · g8 negres rei · b7 blanques alfil · c7 negres peó · f7 negres peó · g7 negres peó · e6 negres peó · c5 blanques peó · e5 blanques peó · h5 negres peó · a4 negres torre · g4 negres cavall · h4 blanques peó · b3 blanques cavall · g3 blanques peó · a2 blanques peó · f2 blanques peó · a1 blanques torre · e1 blanques torre · g1 blanques rei | d8 negres torre · e8 negres alfil · g8 negres rei · b7 blanques alfil · c7 negres peó · f7 negres peó · g7 negres peó · e6 negres peó · c5 blanques peó · e5 blanques peó · h5 negres peó · a4 negres torre · g4 negres cavall · h4 blanques peó · b3 blanques cavall · g3 blanques peó · a2 blanques peó · f2 blanques peó · a1 blanques torre · e1 blanques torre · g1 blanques rei | d8 negres torre · e8 negres alfil · g8 negres rei · b7 blanques alfil · c7 negres peó · f7 negres peó · g7 negres peó · e6 negres peó · c5 blanques peó · e5 blanques peó · h5 negres peó · a4 negres torre · g4 negres cavall · h4 blanques peó · b3 blanques cavall · g3 blanques peó · a2 blanques peó · f2 blanques peó · a1 blanques torre · e1 blanques torre · g1 blanques rei | 6 |
| 5 | d8 negres torre · e8 negres alfil · g8 negres rei · b7 blanques alfil · c7 negres peó · f7 negres peó · g7 negres peó · e6 negres peó · c5 blanques peó · e5 blanques peó · h5 negres peó · a4 negres torre · g4 negres cavall · h4 blanques peó · b3 blanques cavall · g3 blanques peó · a2 blanques peó · f2 blanques peó · a1 blanques torre · e1 blanques torre · g1 blanques rei | d8 negres torre · e8 negres alfil · g8 negres rei · b7 blanques alfil · c7 negres peó · f7 negres peó · g7 negres peó · e6 negres peó · c5 blanques peó · e5 blanques peó · h5 negres peó · a4 negres torre · g4 negres cavall · h4 blanques peó · b3 blanques cavall · g3 blanques peó · a2 blanques peó · f2 blanques peó · a1 blanques torre · e1 blanques torre · g1 blanques rei | d8 negres torre · e8 negres alfil · g8 negres rei · b7 blanques alfil · c7 negres peó · f7 negres peó · g7 negres peó · e6 negres peó · c5 blanques peó · e5 blanques peó · h5 negres peó · a4 negres torre · g4 negres cavall · h4 blanques peó · b3 blanques cavall · g3 blanques peó · a2 blanques peó · f2 blanques peó · a1 blanques torre · e1 blanques torre · g1 blanques rei | d8 negres torre · e8 negres alfil · g8 negres rei · b7 blanques alfil · c7 negres peó · f7 negres peó · g7 negres peó · e6 negres peó · c5 blanques peó · e5 blanques peó · h5 negres peó · a4 negres torre · g4 negres cavall · h4 blanques peó · b3 blanques cavall · g3 blanques peó · a2 blanques peó · f2 blanques peó · a1 blanques torre · e1 blanques torre · g1 blanques rei | d8 negres torre · e8 negres alfil · g8 negres rei · b7 blanques alfil · c7 negres peó · f7 negres peó · g7 negres peó · e6 negres peó · c5 blanques peó · e5 blanques peó · h5 negres peó · a4 negres torre · g4 negres cavall · h4 blanques peó · b3 blanques cavall · g3 blanques peó · a2 blanques peó · f2 blanques peó · a1 blanques torre · e1 blanques torre · g1 blanques rei | d8 negres torre · e8 negres alfil · g8 negres rei · b7 blanques alfil · c7 negres peó · f7 negres peó · g7 negres peó · e6 negres peó · c5 blanques peó · e5 blanques peó · h5 negres peó · a4 negres torre · g4 negres cavall · h4 blanques peó · b3 blanques cavall · g3 blanques peó · a2 blanques peó · f2 blanques peó · a1 blanques torre · e1 blanques torre · g1 blanques rei | d8 negres torre · e8 negres alfil · g8 negres rei · b7 blanques alfil · c7 negres peó · f7 negres peó · g7 negres peó · e6 negres peó · c5 blanques peó · e5 blanques peó · h5 negres peó · a4 negres torre · g4 negres cavall · h4 blanques peó · b3 blanques cavall · g3 blanques peó · a2 blanques peó · f2 blanques peó · a1 blanques torre · e1 blanques torre · g1 blanques rei | d8 negres torre · e8 negres alfil · g8 negres rei · b7 blanques alfil · c7 negres peó · f7 negres peó · g7 negres peó · e6 negres peó · c5 blanques peó · e5 blanques peó · h5 negres peó · a4 negres torre · g4 negres cavall · h4 blanques peó · b3 blanques cavall · g3 blanques peó · a2 blanques peó · f2 blanques peó · a1 blanques torre · e1 blanques torre · g1 blanques rei | 5 |
| 4 | d8 negres torre · e8 negres alfil · g8 negres rei · b7 blanques alfil · c7 negres peó · f7 negres peó · g7 negres peó · e6 negres peó · c5 blanques peó · e5 blanques peó · h5 negres peó · a4 negres torre · g4 negres cavall · h4 blanques peó · b3 blanques cavall · g3 blanques peó · a2 blanques peó · f2 blanques peó · a1 blanques torre · e1 blanques torre · g1 blanques rei | d8 negres torre · e8 negres alfil · g8 negres rei · b7 blanques alfil · c7 negres peó · f7 negres peó · g7 negres peó · e6 negres peó · c5 blanques peó · e5 blanques peó · h5 negres peó · a4 negres torre · g4 negres cavall · h4 blanques peó · b3 blanques cavall · g3 blanques peó · a2 blanques peó · f2 blanques peó · a1 blanques torre · e1 blanques torre · g1 blanques rei | d8 negres torre · e8 negres alfil · g8 negres rei · b7 blanques alfil · c7 negres peó · f7 negres peó · g7 negres peó · e6 negres peó · c5 blanques peó · e5 blanques peó · h5 negres peó · a4 negres torre · g4 negres cavall · h4 blanques peó · b3 blanques cavall · g3 blanques peó · a2 blanques peó · f2 blanques peó · a1 blanques torre · e1 blanques torre · g1 blanques rei | d8 negres torre · e8 negres alfil · g8 negres rei · b7 blanques alfil · c7 negres peó · f7 negres peó · g7 negres peó · e6 negres peó · c5 blanques peó · e5 blanques peó · h5 negres peó · a4 negres torre · g4 negres cavall · h4 blanques peó · b3 blanques cavall · g3 blanques peó · a2 blanques peó · f2 blanques peó · a1 blanques torre · e1 blanques torre · g1 blanques rei | d8 negres torre · e8 negres alfil · g8 negres rei · b7 blanques alfil · c7 negres peó · f7 negres peó · g7 negres peó · e6 negres peó · c5 blanques peó · e5 blanques peó · h5 negres peó · a4 negres torre · g4 negres cavall · h4 blanques peó · b3 blanques cavall · g3 blanques peó · a2 blanques peó · f2 blanques peó · a1 blanques torre · e1 blanques torre · g1 blanques rei | d8 negres torre · e8 negres alfil · g8 negres rei · b7 blanques alfil · c7 negres peó · f7 negres peó · g7 negres peó · e6 negres peó · c5 blanques peó · e5 blanques peó · h5 negres peó · a4 negres torre · g4 negres cavall · h4 blanques peó · b3 blanques cavall · g3 blanques peó · a2 blanques peó · f2 blanques peó · a1 blanques torre · e1 blanques torre · g1 blanques rei | d8 negres torre · e8 negres alfil · g8 negres rei · b7 blanques alfil · c7 negres peó · f7 negres peó · g7 negres peó · e6 negres peó · c5 blanques peó · e5 blanques peó · h5 negres peó · a4 negres torre · g4 negres cavall · h4 blanques peó · b3 blanques cavall · g3 blanques peó · a2 blanques peó · f2 blanques peó · a1 blanques torre · e1 blanques torre · g1 blanques rei | d8 negres torre · e8 negres alfil · g8 negres rei · b7 blanques alfil · c7 negres peó · f7 negres peó · g7 negres peó · e6 negres peó · c5 blanques peó · e5 blanques peó · h5 negres peó · a4 negres torre · g4 negres cavall · h4 blanques peó · b3 blanques cavall · g3 blanques peó · a2 blanques peó · f2 blanques peó · a1 blanques torre · e1 blanques torre · g1 blanques rei | 4 |
| 3 | d8 negres torre · e8 negres alfil · g8 negres rei · b7 blanques alfil · c7 negres peó · f7 negres peó · g7 negres peó · e6 negres peó · c5 blanques peó · e5 blanques peó · h5 negres peó · a4 negres torre · g4 negres cavall · h4 blanques peó · b3 blanques cavall · g3 blanques peó · a2 blanques peó · f2 blanques peó · a1 blanques torre · e1 blanques torre · g1 blanques rei | d8 negres torre · e8 negres alfil · g8 negres rei · b7 blanques alfil · c7 negres peó · f7 negres peó · g7 negres peó · e6 negres peó · c5 blanques peó · e5 blanques peó · h5 negres peó · a4 negres torre · g4 negres cavall · h4 blanques peó · b3 blanques cavall · g3 blanques peó · a2 blanques peó · f2 blanques peó · a1 blanques torre · e1 blanques torre · g1 blanques rei | d8 negres torre · e8 negres alfil · g8 negres rei · b7 blanques alfil · c7 negres peó · f7 negres peó · g7 negres peó · e6 negres peó · c5 blanques peó · e5 blanques peó · h5 negres peó · a4 negres torre · g4 negres cavall · h4 blanques peó · b3 blanques cavall · g3 blanques peó · a2 blanques peó · f2 blanques peó · a1 blanques torre · e1 blanques torre · g1 blanques rei | d8 negres torre · e8 negres alfil · g8 negres rei · b7 blanques alfil · c7 negres peó · f7 negres peó · g7 negres peó · e6 negres peó · c5 blanques peó · e5 blanques peó · h5 negres peó · a4 negres torre · g4 negres cavall · h4 blanques peó · b3 blanques cavall · g3 blanques peó · a2 blanques peó · f2 blanques peó · a1 blanques torre · e1 blanques torre · g1 blanques rei | d8 negres torre · e8 negres alfil · g8 negres rei · b7 blanques alfil · c7 negres peó · f7 negres peó · g7 negres peó · e6 negres peó · c5 blanques peó · e5 blanques peó · h5 negres peó · a4 negres torre · g4 negres cavall · h4 blanques peó · b3 blanques cavall · g3 blanques peó · a2 blanques peó · f2 blanques peó · a1 blanques torre · e1 blanques torre · g1 blanques rei | d8 negres torre · e8 negres alfil · g8 negres rei · b7 blanques alfil · c7 negres peó · f7 negres peó · g7 negres peó · e6 negres peó · c5 blanques peó · e5 blanques peó · h5 negres peó · a4 negres torre · g4 negres cavall · h4 blanques peó · b3 blanques cavall · g3 blanques peó · a2 blanques peó · f2 blanques peó · a1 blanques torre · e1 blanques torre · g1 blanques rei | d8 negres torre · e8 negres alfil · g8 negres rei · b7 blanques alfil · c7 negres peó · f7 negres peó · g7 negres peó · e6 negres peó · c5 blanques peó · e5 blanques peó · h5 negres peó · a4 negres torre · g4 negres cavall · h4 blanques peó · b3 blanques cavall · g3 blanques peó · a2 blanques peó · f2 blanques peó · a1 blanques torre · e1 blanques torre · g1 blanques rei | d8 negres torre · e8 negres alfil · g8 negres rei · b7 blanques alfil · c7 negres peó · f7 negres peó · g7 negres peó · e6 negres peó · c5 blanques peó · e5 blanques peó · h5 negres peó · a4 negres torre · g4 negres cavall · h4 blanques peó · b3 blanques cavall · g3 blanques peó · a2 blanques peó · f2 blanques peó · a1 blanques torre · e1 blanques torre · g1 blanques rei | 3 |
| 2 | d8 negres torre · e8 negres alfil · g8 negres rei · b7 blanques alfil · c7 negres peó · f7 negres peó · g7 negres peó · e6 negres peó · c5 blanques peó · e5 blanques peó · h5 negres peó · a4 negres torre · g4 negres cavall · h4 blanques peó · b3 blanques cavall · g3 blanques peó · a2 blanques peó · f2 blanques peó · a1 blanques torre · e1 blanques torre · g1 blanques rei | d8 negres torre · e8 negres alfil · g8 negres rei · b7 blanques alfil · c7 negres peó · f7 negres peó · g7 negres peó · e6 negres peó · c5 blanques peó · e5 blanques peó · h5 negres peó · a4 negres torre · g4 negres cavall · h4 blanques peó · b3 blanques cavall · g3 blanques peó · a2 blanques peó · f2 blanques peó · a1 blanques torre · e1 blanques torre · g1 blanques rei | d8 negres torre · e8 negres alfil · g8 negres rei · b7 blanques alfil · c7 negres peó · f7 negres peó · g7 negres peó · e6 negres peó · c5 blanques peó · e5 blanques peó · h5 negres peó · a4 negres torre · g4 negres cavall · h4 blanques peó · b3 blanques cavall · g3 blanques peó · a2 blanques peó · f2 blanques peó · a1 blanques torre · e1 blanques torre · g1 blanques rei | d8 negres torre · e8 negres alfil · g8 negres rei · b7 blanques alfil · c7 negres peó · f7 negres peó · g7 negres peó · e6 negres peó · c5 blanques peó · e5 blanques peó · h5 negres peó · a4 negres torre · g4 negres cavall · h4 blanques peó · b3 blanques cavall · g3 blanques peó · a2 blanques peó · f2 blanques peó · a1 blanques torre · e1 blanques torre · g1 blanques rei | d8 negres torre · e8 negres alfil · g8 negres rei · b7 blanques alfil · c7 negres peó · f7 negres peó · g7 negres peó · e6 negres peó · c5 blanques peó · e5 blanques peó · h5 negres peó · a4 negres torre · g4 negres cavall · h4 blanques peó · b3 blanques cavall · g3 blanques peó · a2 blanques peó · f2 blanques peó · a1 blanques torre · e1 blanques torre · g1 blanques rei | d8 negres torre · e8 negres alfil · g8 negres rei · b7 blanques alfil · c7 negres peó · f7 negres peó · g7 negres peó · e6 negres peó · c5 blanques peó · e5 blanques peó · h5 negres peó · a4 negres torre · g4 negres cavall · h4 blanques peó · b3 blanques cavall · g3 blanques peó · a2 blanques peó · f2 blanques peó · a1 blanques torre · e1 blanques torre · g1 blanques rei | d8 negres torre · e8 negres alfil · g8 negres rei · b7 blanques alfil · c7 negres peó · f7 negres peó · g7 negres peó · e6 negres peó · c5 blanques peó · e5 blanques peó · h5 negres peó · a4 negres torre · g4 negres cavall · h4 blanques peó · b3 blanques cavall · g3 blanques peó · a2 blanques peó · f2 blanques peó · a1 blanques torre · e1 blanques torre · g1 blanques rei | d8 negres torre · e8 negres alfil · g8 negres rei · b7 blanques alfil · c7 negres peó · f7 negres peó · g7 negres peó · e6 negres peó · c5 blanques peó · e5 blanques peó · h5 negres peó · a4 negres torre · g4 negres cavall · h4 blanques peó · b3 blanques cavall · g3 blanques peó · a2 blanques peó · f2 blanques peó · a1 blanques torre · e1 blanques torre · g1 blanques rei | 2 |
| 1 | d8 negres torre · e8 negres alfil · g8 negres rei · b7 blanques alfil · c7 negres peó · f7 negres peó · g7 negres peó · e6 negres peó · c5 blanques peó · e5 blanques peó · h5 negres peó · a4 negres torre · g4 negres cavall · h4 blanques peó · b3 blanques cavall · g3 blanques peó · a2 blanques peó · f2 blanques peó · a1 blanques torre · e1 blanques torre · g1 blanques rei | d8 negres torre · e8 negres alfil · g8 negres rei · b7 blanques alfil · c7 negres peó · f7 negres peó · g7 negres peó · e6 negres peó · c5 blanques peó · e5 blanques peó · h5 negres peó · a4 negres torre · g4 negres cavall · h4 blanques peó · b3 blanques cavall · g3 blanques peó · a2 blanques peó · f2 blanques peó · a1 blanques torre · e1 blanques torre · g1 blanques rei | d8 negres torre · e8 negres alfil · g8 negres rei · b7 blanques alfil · c7 negres peó · f7 negres peó · g7 negres peó · e6 negres peó · c5 blanques peó · e5 blanques peó · h5 negres peó · a4 negres torre · g4 negres cavall · h4 blanques peó · b3 blanques cavall · g3 blanques peó · a2 blanques peó · f2 blanques peó · a1 blanques torre · e1 blanques torre · g1 blanques rei | d8 negres torre · e8 negres alfil · g8 negres rei · b7 blanques alfil · c7 negres peó · f7 negres peó · g7 negres peó · e6 negres peó · c5 blanques peó · e5 blanques peó · h5 negres peó · a4 negres torre · g4 negres cavall · h4 blanques peó · b3 blanques cavall · g3 blanques peó · a2 blanques peó · f2 blanques peó · a1 blanques torre · e1 blanques torre · g1 blanques rei | d8 negres torre · e8 negres alfil · g8 negres rei · b7 blanques alfil · c7 negres peó · f7 negres peó · g7 negres peó · e6 negres peó · c5 blanques peó · e5 blanques peó · h5 negres peó · a4 negres torre · g4 negres cavall · h4 blanques peó · b3 blanques cavall · g3 blanques peó · a2 blanques peó · f2 blanques peó · a1 blanques torre · e1 blanques torre · g1 blanques rei | d8 negres torre · e8 negres alfil · g8 negres rei · b7 blanques alfil · c7 negres peó · f7 negres peó · g7 negres peó · e6 negres peó · c5 blanques peó · e5 blanques peó · h5 negres peó · a4 negres torre · g4 negres cavall · h4 blanques peó · b3 blanques cavall · g3 blanques peó · a2 blanques peó · f2 blanques peó · a1 blanques torre · e1 blanques torre · g1 blanques rei | d8 negres torre · e8 negres alfil · g8 negres rei · b7 blanques alfil · c7 negres peó · f7 negres peó · g7 negres peó · e6 negres peó · c5 blanques peó · e5 blanques peó · h5 negres peó · a4 negres torre · g4 negres cavall · h4 blanques peó · b3 blanques cavall · g3 blanques peó · a2 blanques peó · f2 blanques peó · a1 blanques torre · e1 blanques torre · g1 blanques rei | d8 negres torre · e8 negres alfil · g8 negres rei · b7 blanques alfil · c7 negres peó · f7 negres peó · g7 negres peó · e6 negres peó · c5 blanques peó · e5 blanques peó · h5 negres peó · a4 negres torre · g4 negres cavall · h4 blanques peó · b3 blanques cavall · g3 blanques peó · a2 blanques peó · f2 blanques peó · a1 blanques torre · e1 blanques torre · g1 blanques rei | 1 |
|   | a | b | c | d | e | f | g | h |   |

La novena partida fou una victòria en 39 moviments per a Carlsen. Nepómniasxi es va deixar un alfil movent un peó a c5, cosa que permetia deixar l'alfil atrapat. Aquesta victòria va donar a Carlsen un avantatge de tres punts sobre Nepómniasxi. Només dos altres jugadors havien tingut abans un desavantatge de tres punts i havien acabat guanyant un matx pel campionat del món – Max Euwe el 1935 i Wilhelm Steinitz el 1886 – però tots dos tenien més de cinc partides restants.
Obertura anglesa, defensa Agincourt (ECO A13)
1. c4 e6 2. g3 d5 3. Ag2 d4 4. Cf3 Cc6 5. 0-0 Ac5 6. d3 Cf6 7. Cbd2 a5 8. Cb3 Ae7 9. e3 dxe3 10. Axe3 Cg4 11. Ac5 0-0 12. d4 a4 13. Axe7 Dxe7 14. Cc5 a3 15. bxa3 Td8 16. Cb3 Cf6 17. Te1 Dxa3 18. De2 h6 19. h4 Ad7 20. Ce5 Ae8 21. De3 Db4 22. Teb1 Cxe5 23. dxe5 Cg4 24. De1 Dxe1+ 25. Txe1 h5 26. Axb7 Ta4 27. c5 (diagrama) c6 28. f3 Ch6 29. Te4 Ta7 30. Tb4 Tb8 31. a4 Taxb7 32. Tb6 Txb6 33. cxb6 Txb6 34. Cc5 Cf5 35. a5 Tb8 36. a6 Cxg3 37. Ca4 c5 38. a7 Td8 39. Cxc5 Ta8 0–1

#### Game 10: Carlsen–Nepómniasxi, ½–½
|   | a | b | c | d | e | f | g | h |   |
| 8 | a7 negres peó · b7 negres peó · c6 negres peó · d6 negres rei · f6 negres cavall · d5 negres peó · e5 blanques cavall · d4 blanques peó · c3 blanques peó · e3 blanques rei · a2 blanques peó · b2 blanques peó | a7 negres peó · b7 negres peó · c6 negres peó · d6 negres rei · f6 negres cavall · d5 negres peó · e5 blanques cavall · d4 blanques peó · c3 blanques peó · e3 blanques rei · a2 blanques peó · b2 blanques peó | a7 negres peó · b7 negres peó · c6 negres peó · d6 negres rei · f6 negres cavall · d5 negres peó · e5 blanques cavall · d4 blanques peó · c3 blanques peó · e3 blanques rei · a2 blanques peó · b2 blanques peó | a7 negres peó · b7 negres peó · c6 negres peó · d6 negres rei · f6 negres cavall · d5 negres peó · e5 blanques cavall · d4 blanques peó · c3 blanques peó · e3 blanques rei · a2 blanques peó · b2 blanques peó | a7 negres peó · b7 negres peó · c6 negres peó · d6 negres rei · f6 negres cavall · d5 negres peó · e5 blanques cavall · d4 blanques peó · c3 blanques peó · e3 blanques rei · a2 blanques peó · b2 blanques peó | a7 negres peó · b7 negres peó · c6 negres peó · d6 negres rei · f6 negres cavall · d5 negres peó · e5 blanques cavall · d4 blanques peó · c3 blanques peó · e3 blanques rei · a2 blanques peó · b2 blanques peó | a7 negres peó · b7 negres peó · c6 negres peó · d6 negres rei · f6 negres cavall · d5 negres peó · e5 blanques cavall · d4 blanques peó · c3 blanques peó · e3 blanques rei · a2 blanques peó · b2 blanques peó | a7 negres peó · b7 negres peó · c6 negres peó · d6 negres rei · f6 negres cavall · d5 negres peó · e5 blanques cavall · d4 blanques peó · c3 blanques peó · e3 blanques rei · a2 blanques peó · b2 blanques peó | 8 |
| 7 | a7 negres peó · b7 negres peó · c6 negres peó · d6 negres rei · f6 negres cavall · d5 negres peó · e5 blanques cavall · d4 blanques peó · c3 blanques peó · e3 blanques rei · a2 blanques peó · b2 blanques peó | a7 negres peó · b7 negres peó · c6 negres peó · d6 negres rei · f6 negres cavall · d5 negres peó · e5 blanques cavall · d4 blanques peó · c3 blanques peó · e3 blanques rei · a2 blanques peó · b2 blanques peó | a7 negres peó · b7 negres peó · c6 negres peó · d6 negres rei · f6 negres cavall · d5 negres peó · e5 blanques cavall · d4 blanques peó · c3 blanques peó · e3 blanques rei · a2 blanques peó · b2 blanques peó | a7 negres peó · b7 negres peó · c6 negres peó · d6 negres rei · f6 negres cavall · d5 negres peó · e5 blanques cavall · d4 blanques peó · c3 blanques peó · e3 blanques rei · a2 blanques peó · b2 blanques peó | a7 negres peó · b7 negres peó · c6 negres peó · d6 negres rei · f6 negres cavall · d5 negres peó · e5 blanques cavall · d4 blanques peó · c3 blanques peó · e3 blanques rei · a2 blanques peó · b2 blanques peó | a7 negres peó · b7 negres peó · c6 negres peó · d6 negres rei · f6 negres cavall · d5 negres peó · e5 blanques cavall · d4 blanques peó · c3 blanques peó · e3 blanques rei · a2 blanques peó · b2 blanques peó | a7 negres peó · b7 negres peó · c6 negres peó · d6 negres rei · f6 negres cavall · d5 negres peó · e5 blanques cavall · d4 blanques peó · c3 blanques peó · e3 blanques rei · a2 blanques peó · b2 blanques peó | a7 negres peó · b7 negres peó · c6 negres peó · d6 negres rei · f6 negres cavall · d5 negres peó · e5 blanques cavall · d4 blanques peó · c3 blanques peó · e3 blanques rei · a2 blanques peó · b2 blanques peó | 7 |
| 6 | a7 negres peó · b7 negres peó · c6 negres peó · d6 negres rei · f6 negres cavall · d5 negres peó · e5 blanques cavall · d4 blanques peó · c3 blanques peó · e3 blanques rei · a2 blanques peó · b2 blanques peó | a7 negres peó · b7 negres peó · c6 negres peó · d6 negres rei · f6 negres cavall · d5 negres peó · e5 blanques cavall · d4 blanques peó · c3 blanques peó · e3 blanques rei · a2 blanques peó · b2 blanques peó | a7 negres peó · b7 negres peó · c6 negres peó · d6 negres rei · f6 negres cavall · d5 negres peó · e5 blanques cavall · d4 blanques peó · c3 blanques peó · e3 blanques rei · a2 blanques peó · b2 blanques peó | a7 negres peó · b7 negres peó · c6 negres peó · d6 negres rei · f6 negres cavall · d5 negres peó · e5 blanques cavall · d4 blanques peó · c3 blanques peó · e3 blanques rei · a2 blanques peó · b2 blanques peó | a7 negres peó · b7 negres peó · c6 negres peó · d6 negres rei · f6 negres cavall · d5 negres peó · e5 blanques cavall · d4 blanques peó · c3 blanques peó · e3 blanques rei · a2 blanques peó · b2 blanques peó | a7 negres peó · b7 negres peó · c6 negres peó · d6 negres rei · f6 negres cavall · d5 negres peó · e5 blanques cavall · d4 blanques peó · c3 blanques peó · e3 blanques rei · a2 blanques peó · b2 blanques peó | a7 negres peó · b7 negres peó · c6 negres peó · d6 negres rei · f6 negres cavall · d5 negres peó · e5 blanques cavall · d4 blanques peó · c3 blanques peó · e3 blanques rei · a2 blanques peó · b2 blanques peó | a7 negres peó · b7 negres peó · c6 negres peó · d6 negres rei · f6 negres cavall · d5 negres peó · e5 blanques cavall · d4 blanques peó · c3 blanques peó · e3 blanques rei · a2 blanques peó · b2 blanques peó | 6 |
| 5 | a7 negres peó · b7 negres peó · c6 negres peó · d6 negres rei · f6 negres cavall · d5 negres peó · e5 blanques cavall · d4 blanques peó · c3 blanques peó · e3 blanques rei · a2 blanques peó · b2 blanques peó | a7 negres peó · b7 negres peó · c6 negres peó · d6 negres rei · f6 negres cavall · d5 negres peó · e5 blanques cavall · d4 blanques peó · c3 blanques peó · e3 blanques rei · a2 blanques peó · b2 blanques peó | a7 negres peó · b7 negres peó · c6 negres peó · d6 negres rei · f6 negres cavall · d5 negres peó · e5 blanques cavall · d4 blanques peó · c3 blanques peó · e3 blanques rei · a2 blanques peó · b2 blanques peó | a7 negres peó · b7 negres peó · c6 negres peó · d6 negres rei · f6 negres cavall · d5 negres peó · e5 blanques cavall · d4 blanques peó · c3 blanques peó · e3 blanques rei · a2 blanques peó · b2 blanques peó | a7 negres peó · b7 negres peó · c6 negres peó · d6 negres rei · f6 negres cavall · d5 negres peó · e5 blanques cavall · d4 blanques peó · c3 blanques peó · e3 blanques rei · a2 blanques peó · b2 blanques peó | a7 negres peó · b7 negres peó · c6 negres peó · d6 negres rei · f6 negres cavall · d5 negres peó · e5 blanques cavall · d4 blanques peó · c3 blanques peó · e3 blanques rei · a2 blanques peó · b2 blanques peó | a7 negres peó · b7 negres peó · c6 negres peó · d6 negres rei · f6 negres cavall · d5 negres peó · e5 blanques cavall · d4 blanques peó · c3 blanques peó · e3 blanques rei · a2 blanques peó · b2 blanques peó | a7 negres peó · b7 negres peó · c6 negres peó · d6 negres rei · f6 negres cavall · d5 negres peó · e5 blanques cavall · d4 blanques peó · c3 blanques peó · e3 blanques rei · a2 blanques peó · b2 blanques peó | 5 |
| 4 | a7 negres peó · b7 negres peó · c6 negres peó · d6 negres rei · f6 negres cavall · d5 negres peó · e5 blanques cavall · d4 blanques peó · c3 blanques peó · e3 blanques rei · a2 blanques peó · b2 blanques peó | a7 negres peó · b7 negres peó · c6 negres peó · d6 negres rei · f6 negres cavall · d5 negres peó · e5 blanques cavall · d4 blanques peó · c3 blanques peó · e3 blanques rei · a2 blanques peó · b2 blanques peó | a7 negres peó · b7 negres peó · c6 negres peó · d6 negres rei · f6 negres cavall · d5 negres peó · e5 blanques cavall · d4 blanques peó · c3 blanques peó · e3 blanques rei · a2 blanques peó · b2 blanques peó | a7 negres peó · b7 negres peó · c6 negres peó · d6 negres rei · f6 negres cavall · d5 negres peó · e5 blanques cavall · d4 blanques peó · c3 blanques peó · e3 blanques rei · a2 blanques peó · b2 blanques peó | a7 negres peó · b7 negres peó · c6 negres peó · d6 negres rei · f6 negres cavall · d5 negres peó · e5 blanques cavall · d4 blanques peó · c3 blanques peó · e3 blanques rei · a2 blanques peó · b2 blanques peó | a7 negres peó · b7 negres peó · c6 negres peó · d6 negres rei · f6 negres cavall · d5 negres peó · e5 blanques cavall · d4 blanques peó · c3 blanques peó · e3 blanques rei · a2 blanques peó · b2 blanques peó | a7 negres peó · b7 negres peó · c6 negres peó · d6 negres rei · f6 negres cavall · d5 negres peó · e5 blanques cavall · d4 blanques peó · c3 blanques peó · e3 blanques rei · a2 blanques peó · b2 blanques peó | a7 negres peó · b7 negres peó · c6 negres peó · d6 negres rei · f6 negres cavall · d5 negres peó · e5 blanques cavall · d4 blanques peó · c3 blanques peó · e3 blanques rei · a2 blanques peó · b2 blanques peó | 4 |
| 3 | a7 negres peó · b7 negres peó · c6 negres peó · d6 negres rei · f6 negres cavall · d5 negres peó · e5 blanques cavall · d4 blanques peó · c3 blanques peó · e3 blanques rei · a2 blanques peó · b2 blanques peó | a7 negres peó · b7 negres peó · c6 negres peó · d6 negres rei · f6 negres cavall · d5 negres peó · e5 blanques cavall · d4 blanques peó · c3 blanques peó · e3 blanques rei · a2 blanques peó · b2 blanques peó | a7 negres peó · b7 negres peó · c6 negres peó · d6 negres rei · f6 negres cavall · d5 negres peó · e5 blanques cavall · d4 blanques peó · c3 blanques peó · e3 blanques rei · a2 blanques peó · b2 blanques peó | a7 negres peó · b7 negres peó · c6 negres peó · d6 negres rei · f6 negres cavall · d5 negres peó · e5 blanques cavall · d4 blanques peó · c3 blanques peó · e3 blanques rei · a2 blanques peó · b2 blanques peó | a7 negres peó · b7 negres peó · c6 negres peó · d6 negres rei · f6 negres cavall · d5 negres peó · e5 blanques cavall · d4 blanques peó · c3 blanques peó · e3 blanques rei · a2 blanques peó · b2 blanques peó | a7 negres peó · b7 negres peó · c6 negres peó · d6 negres rei · f6 negres cavall · d5 negres peó · e5 blanques cavall · d4 blanques peó · c3 blanques peó · e3 blanques rei · a2 blanques peó · b2 blanques peó | a7 negres peó · b7 negres peó · c6 negres peó · d6 negres rei · f6 negres cavall · d5 negres peó · e5 blanques cavall · d4 blanques peó · c3 blanques peó · e3 blanques rei · a2 blanques peó · b2 blanques peó | a7 negres peó · b7 negres peó · c6 negres peó · d6 negres rei · f6 negres cavall · d5 negres peó · e5 blanques cavall · d4 blanques peó · c3 blanques peó · e3 blanques rei · a2 blanques peó · b2 blanques peó | 3 |
| 2 | a7 negres peó · b7 negres peó · c6 negres peó · d6 negres rei · f6 negres cavall · d5 negres peó · e5 blanques cavall · d4 blanques peó · c3 blanques peó · e3 blanques rei · a2 blanques peó · b2 blanques peó | a7 negres peó · b7 negres peó · c6 negres peó · d6 negres rei · f6 negres cavall · d5 negres peó · e5 blanques cavall · d4 blanques peó · c3 blanques peó · e3 blanques rei · a2 blanques peó · b2 blanques peó | a7 negres peó · b7 negres peó · c6 negres peó · d6 negres rei · f6 negres cavall · d5 negres peó · e5 blanques cavall · d4 blanques peó · c3 blanques peó · e3 blanques rei · a2 blanques peó · b2 blanques peó | a7 negres peó · b7 negres peó · c6 negres peó · d6 negres rei · f6 negres cavall · d5 negres peó · e5 blanques cavall · d4 blanques peó · c3 blanques peó · e3 blanques rei · a2 blanques peó · b2 blanques peó | a7 negres peó · b7 negres peó · c6 negres peó · d6 negres rei · f6 negres cavall · d5 negres peó · e5 blanques cavall · d4 blanques peó · c3 blanques peó · e3 blanques rei · a2 blanques peó · b2 blanques peó | a7 negres peó · b7 negres peó · c6 negres peó · d6 negres rei · f6 negres cavall · d5 negres peó · e5 blanques cavall · d4 blanques peó · c3 blanques peó · e3 blanques rei · a2 blanques peó · b2 blanques peó | a7 negres peó · b7 negres peó · c6 negres peó · d6 negres rei · f6 negres cavall · d5 negres peó · e5 blanques cavall · d4 blanques peó · c3 blanques peó · e3 blanques rei · a2 blanques peó · b2 blanques peó | a7 negres peó · b7 negres peó · c6 negres peó · d6 negres rei · f6 negres cavall · d5 negres peó · e5 blanques cavall · d4 blanques peó · c3 blanques peó · e3 blanques rei · a2 blanques peó · b2 blanques peó | 2 |
| 1 | a7 negres peó · b7 negres peó · c6 negres peó · d6 negres rei · f6 negres cavall · d5 negres peó · e5 blanques cavall · d4 blanques peó · c3 blanques peó · e3 blanques rei · a2 blanques peó · b2 blanques peó | a7 negres peó · b7 negres peó · c6 negres peó · d6 negres rei · f6 negres cavall · d5 negres peó · e5 blanques cavall · d4 blanques peó · c3 blanques peó · e3 blanques rei · a2 blanques peó · b2 blanques peó | a7 negres peó · b7 negres peó · c6 negres peó · d6 negres rei · f6 negres cavall · d5 negres peó · e5 blanques cavall · d4 blanques peó · c3 blanques peó · e3 blanques rei · a2 blanques peó · b2 blanques peó | a7 negres peó · b7 negres peó · c6 negres peó · d6 negres rei · f6 negres cavall · d5 negres peó · e5 blanques cavall · d4 blanques peó · c3 blanques peó · e3 blanques rei · a2 blanques peó · b2 blanques peó | a7 negres peó · b7 negres peó · c6 negres peó · d6 negres rei · f6 negres cavall · d5 negres peó · e5 blanques cavall · d4 blanques peó · c3 blanques peó · e3 blanques rei · a2 blanques peó · b2 blanques peó | a7 negres peó · b7 negres peó · c6 negres peó · d6 negres rei · f6 negres cavall · d5 negres peó · e5 blanques cavall · d4 blanques peó · c3 blanques peó · e3 blanques rei · a2 blanques peó · b2 blanques peó | a7 negres peó · b7 negres peó · c6 negres peó · d6 negres rei · f6 negres cavall · d5 negres peó · e5 blanques cavall · d4 blanques peó · c3 blanques peó · e3 blanques rei · a2 blanques peó · b2 blanques peó | a7 negres peó · b7 negres peó · c6 negres peó · d6 negres rei · f6 negres cavall · d5 negres peó · e5 blanques cavall · d4 blanques peó · c3 blanques peó · e3 blanques rei · a2 blanques peó · b2 blanques peó | 1 |
|   | a | b | c | d | e | f | g | h |   |

La desena partida fou taules en 41 jugades. Fou una partida ràpida i tranquil·la en la què els rivals varen acabar repartint-se el punt. Shankland va descriure-la com a una "snoozefest" (un concepte que es refereix al fet que el públic podría adormir-se o fer la migdiada de pur avorriment) i va suggerir que potser s'haurien de permetre les ofertes de taules abans de la jugada 40, ja que els jugadors de fet varen deixar de jugar realment a partir de la jugada 11.
Defensa Petrov, variant Karklins-Martinovsky (ECO C42)
1. e4 e5 2. Cf3 Cf6 3. Cxe5 d6 4. Cd3 Cxe4 5. De2 De7 6. Cf4 Cf6 7. d4 Cc6 8. c3 d5 9. Cd2 Cd8 10. Cf3 Dxe2+ 11. Axe2 Ad6 12. O-O O-O 13. Ad3 Te8 14. Te1 Txe1+ 15. Cxe1 Ce6 16. Cxe6 Axe6 17. g3 g6 18. Cg2 Te8 19. f3 Ch5 20. Rf2 c6 21. g4 Cg7 22. Af4 Axf4 23. Cxf4 g5 24. Ce2 f5 25. h3 Rf7 26. Th1 h6 27. f4 fxg4 28. hxg4 Axg4 29. Txh6 Af5 30. Axf5 Cxf5 31. Th7+ Cg7 32. fxg5 Rg6 33. Th3 Rxg5 34. Tg3+ Rf6 35. Tf3+ Re7 36. Cf4 Rd6 37. Cg6 Te6 38. Ce5 Ce8 39. Tf7 Tf6+ 40. Txf6+ Cxf6 41. Re3 (diagrama) ½–½

#### Partida 11: Nepomniachtchi–Carlsen, 0–1
L'onzena partida fou una victòria en 49 jugades per Carlsen.
1. e4 e5 2. Cf3 Cc6 3. Ac4 Cf6 4. d3 Ac5 5. c3 d6 6. O-O a5 7. Te1 Aa7 8. Ca3 h6 9. Cc2 O-O 10. Ae3 Axe3 11. Cxe3 Te8 12. a4 Ae6 13. Axe6 Txe6 14. Db3 b6 15. Tad1 Ce7 16. h3 Dd7 17. Ch2 Td8 18. Chg4 Cxg4 19. hxg4 d5 20. d4 exd4 21. exd5 Te4 22. Dc2 Tf4 23. g3 dxe3 24. gxf4 Dxg4+ 25. Rf1 Dh3+ 26. Rg1 Cf5 27. d6 Ch4 28. fxe3 Dg3+ 29. Rf1 Cf3 30. Df2 Dh3+ 31. Dg2 Dxg2+ 32. Rxg2 Cxe1+ 33. Txe1 Txd6 34. Rf3 Td2 35. Tb1 g6 36. b4 axb4 37. Txb4 Ta2 38. Re4 h5 39. Rd5 Tc2 40. Tb3 h4 41. Rc6 h3 42. Rxc7 h2 43. Tb1 Txc3+ 44. Rxb6 Tb3+ 45. Txb3 h1=D 46. a5 De4 47. Ra7 De7+ 48. Ra8 Rg7 49. Tb6 Dc5 0–1